# Российско-американские отношения
Росси́йско-америка́нские отноше́ния — двусторонние отношения между Россией и США, которые можно рассматривать как один из системообразующих факторов с точки зрения обеспечения глобальной безопасности и стабильности в мире.
Дипломатические отношения между Российской империей и США были установлены в 1807 году, а первый официальный контакт с одной из британских колоний в Северной Америке (будущая Пенсильвания) имел место в 1698 году.
За более чем два века с момента установления дипломатических отношений, российско-американские отношения прошли несколько периодов «похолоданий» и «потеплений». Согласно МИД РФ, на 2019 год имеется «общая неблагоприятная ситуация в отношениях», а Госдеп США в 2021 году характеризовал уровень отношений как «сниженный» (downgraded).

## Общая характеристика стран
|                                             | Россия      | США         |
| ------------------------------------------- | ----------- | ----------- |
| Площадь, км²                                | 17 125 191  | 9 629 091   |
| Столица                                     | Москва      | Вашингтон   |
| Население, чел.                             | 146 119 928 | 331 893 745 |
| Государственное устройство                  | Федерация   | Федерация   |
| Объём ВВП (номинал), $ млрд                 | 1,720       | 18,558      |
| Количество ядерных боеголовок (развёрнутых) | 1736        | 1485        |
| Численность вооружённых сил                 | 1 013 000   | 1 381 250   |
| Военный бюджет, $ млрд                      | 46          | 750         |
| Добыча нефти, млн т                         | 554         | 543,0       |
| Добыча угля, млн т                          | 1000        | 462         |
| Производство стали, млн т                   | 72,2        | 87,5        |
| Производство алюминия, тыс. т               | 4102        | 3493        |
| Производство цемента, млн т                 | 58,1        | 67,8        |
| Производство электроэнергии, млрд кВт·ч     | 1040        | 2367        |

## Посольства
После 1 сентября 2017 года Россия в США имела посольство в Вашингтоне и три генеральных консульства: в Нью-Йорке, Сиэтле, Хьюстоне. У США в России имелись посольство в Москве и три генконсульства (Владивосток, Екатеринбург, Санкт-Петербург). Весной 2018 года генконсульства в Сиэтле и Санкт-Петербурге были закрыты.
- Посол России в США — Александр Дарчиев (с 6 марта 2025 года).
- Посол США в России — Линн Трейси (с 9 января 2023 года).

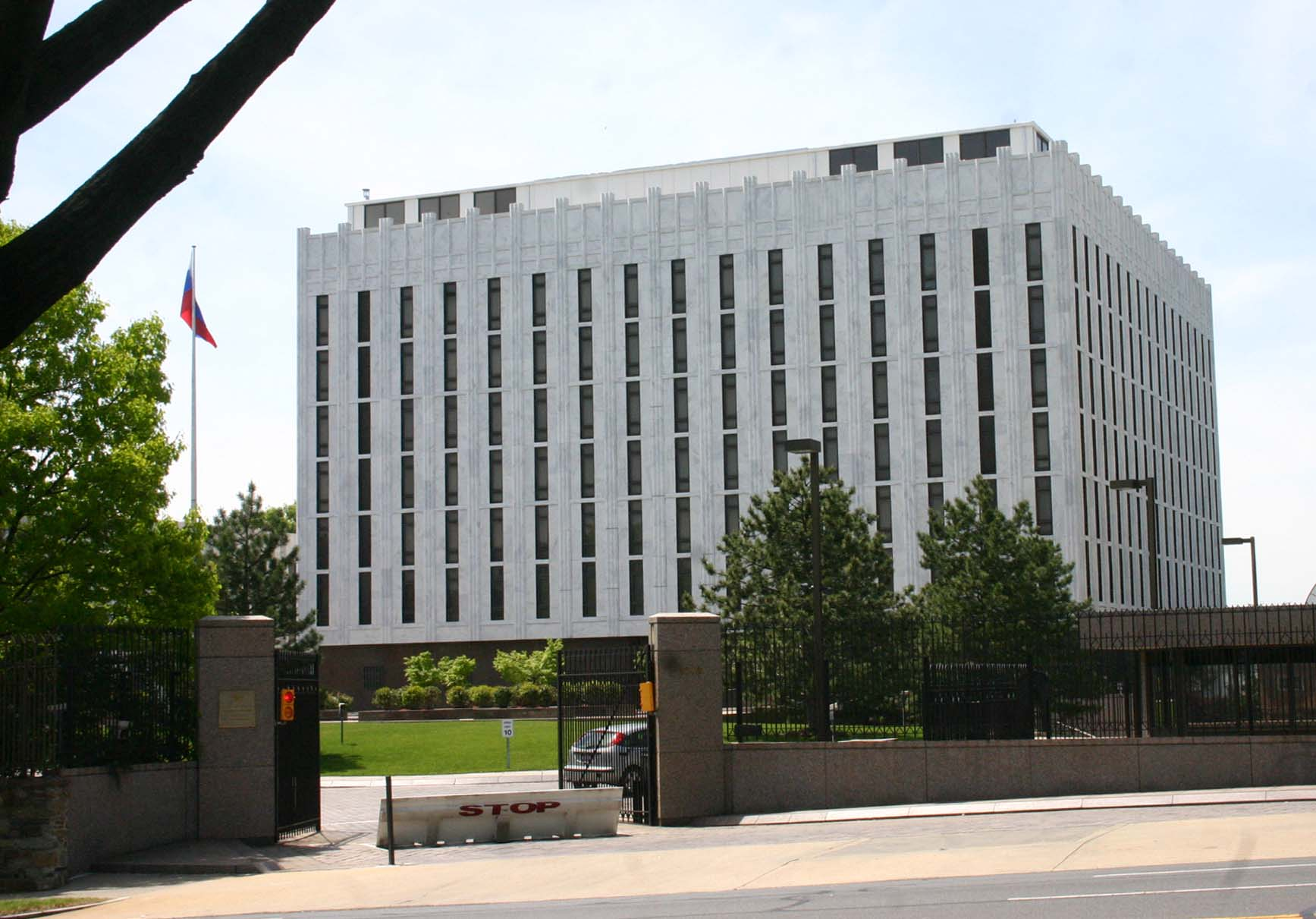
Посольство России в США
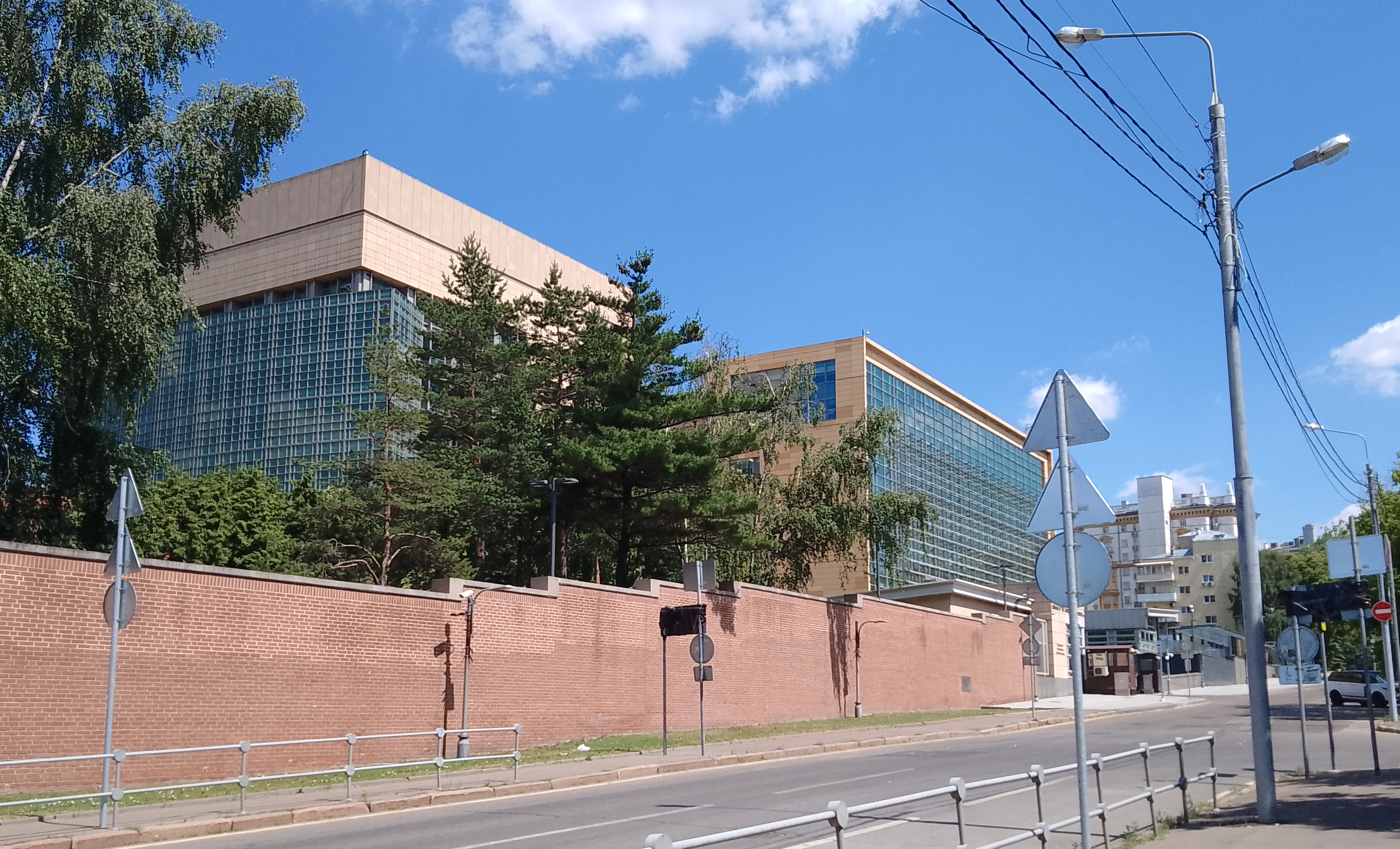
Посольство США в России

## История
История российско-американских отношений уходит корнями в конец XVII века, когда независимого американского государства ещё не существовало. В 1698 году Пётр I встречался в Лондоне с Уильямом Пенном, основателем британской колонии, ставшей впоследствии штатом Пенсильвания. Это были первые двусторонние политические контакты.

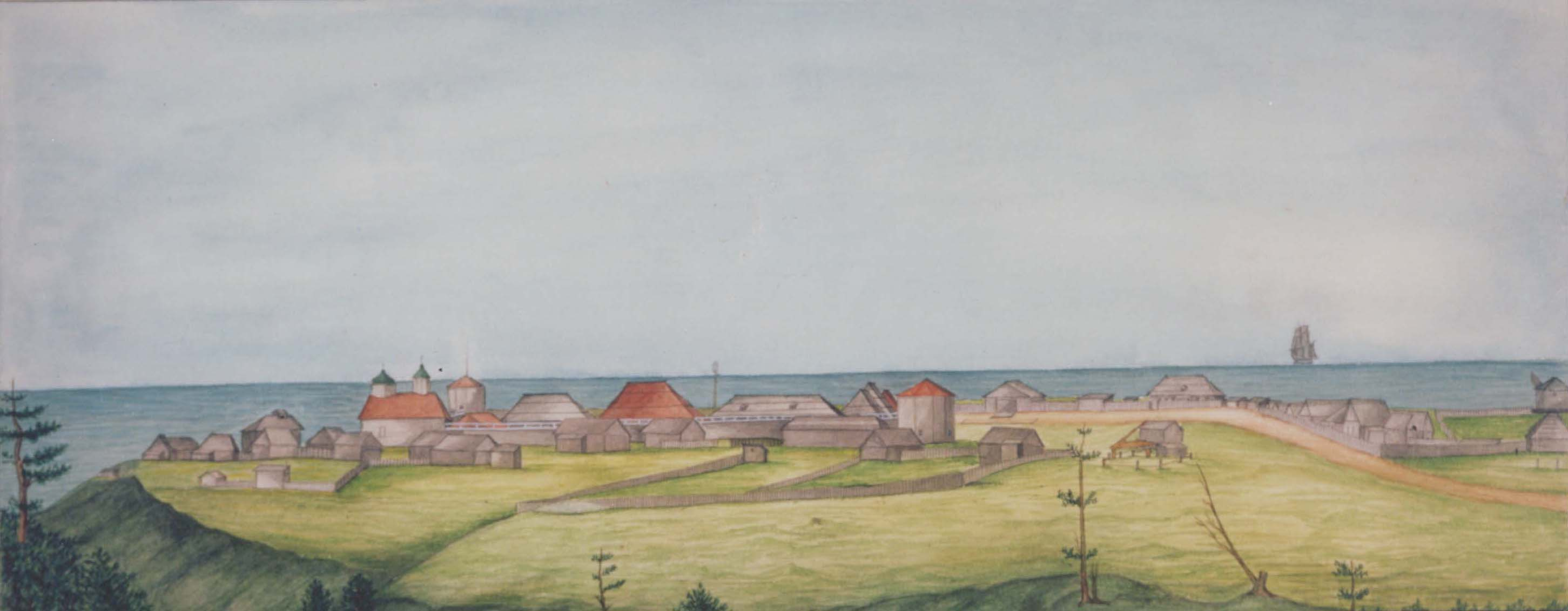
Форт-Росс, русское поселение в Калифорнии (1841, картина И. Г. Вознесенского)

В первой половине XVIII века начинается активная колонизация Северной Америки русскими торговцами. Множество российских поселений было основано на Алеутских островах, на континентальной Аляске, на территории современных канадских провинций Юкон и Британская Колумбия и американских штатов Вашингтон, Орегон и Калифорния. Постепенно разрозненные российские колонии-поселения были оформлены юридически; над территорией, занятой русскими поселенцами, был провозглашён суверенитет Российской империи. Столицей Русской Америки стал город Ново-Архангельск (ныне — Ситка).
В 1775 году в 13 британских колониях вспыхнуло восстание против экономического угнетения со стороны метрополии. Британский король Георг III обратился к российской императрице Екатерине II с просьбой содействовать английским войскам в подавлении восстания, на что был получен отказ. 4 июля 1776 года в Филадельфии была провозглашена независимость колоний. Формально Россия не признала этот акт, однако поддерживала стремление колоний к самостоятельности. В 1780 году, в разгар Войны за независимость, Россия объявила о вооружённом нейтралитете, означавшем фактическую поддержку колоний.

### XIX век
В 1809 году Россия и США обменялись послами, положив начало дипломатическим отношениям.
Первым послом США в России стал Джон Куинси Адамс, впоследствии ставший шестым президентом США. Первым послом России в США стал Андрей Дашков.
В XIX веке отношения США и России носили в целом дружественный характер, несмотря на проблемы, возникшие в начале века в результате столкновения российских и американских интересов в районе Аляски и тихоокеанского побережья Северной Америки.
5 (17) апреля 1824 года в Санкт-Петербурге была подписана Русско-американская конвенция о дружественных связях, торговле, мореплавании и рыбной ловле, упорядочившая отношения между двумя государствами в северо-западной части Северной Америки. Именно в ходе переговоров, предшествовавших её подписанию, летом 1823 года до российского правительства было доведено намерение США выдвинуть в качестве одного из принципов своей внешней политики тезис «Америка для американцев», впоследствии оформленный в виде Доктрины Монро. Конвенция зафиксировала южную границу владений Российской империи в Аляске на широте 54°40’ с. ш. Согласно конвенции, севернее этой границы обязались не селиться американцы, а южнее — русские. Рыбная ловля и плавание вдоль побережья Тихого океана были объявлены на 10 лет открытыми для судов обеих держав.
В 1832 году между США и Россией был подписан торговый договор, которым стороны на взаимной основе предоставили режим наибольшего благоприятствования товарам и гражданам обеих стран.
В середине века правительство Николая I привлекало американских инженеров к своим проектам модернизации империи. Так, специалисты из США сыграли важнейшую роль в строительстве железной дороги между Москвой и Санкт-Петербургом и оснащении её подвижным составом, в проведении первых линий телеграфа и перевооружении армии после Крымской войны.
Пиком сближения России и США стали 1860-е годы — время Гражданской войны в США и Польского восстания 1863—1864 годов. Тогда у России и северных американских штатов имелся общий недруг — Англия, которая поддерживала как южан, так и польских повстанцев. Для противодействия действиям британского флота в 1863 году в Нью-Йорк прибыла Балтийская эскадра контр-адмирала Степана Лесовского, а в Сан-Франциско — Тихоокеанская эскадра контр-адмирала Андрея Попова. Базируясь в США, русские моряки должны были, в случае войны, парализовать английскую морскую торговлю.
Россия поддержала северные штаты США в их войне против рабовладельческого Юга.
В 1867 году все российские владения к востоку от Берингова пролива были проданы США за 7,2 миллиона долларов. Кроме самой Аляски к ним относился весь Алеутский архипелаг и некоторые острова в Тихом океане.
Однако и в XIX веке между Россией и США накапливались противоречия. В 1849—1850 годах лидер венгерской революции Лайош Кошут посетил США и нашёл сочувственный отклик в американской провинции. В 1850 году Сенат США по инициативе сенатора-демократа Льюиса Касса обсуждал «резолюцию Касса» о необходимости судить европейских монархов за подавление революций 1848 года (прежде всего, как указывалось в проекте резолюции, «русского императора»). Активным сторонником резолюции выступал сенатор-демократ Джон Паркер Хелл. Вот что пишет об этом американский историк Артур Шлезингер в работе «Циклы американской истории»:

Будущий историк, по словам Хейла, мог бы начать главу, посвящённую 1850 г., так: «В начале того года американский сенат, наивысший законодательный орган мира, собравший мудрейших и великодушнейших людей, какие когда-либо жили или будут жить, отодвинув в сторону пустяковые местные дела, касавшиеся их собственных краёв, образовали из себя некий трибунал и приступили к суду над нациями Земли, допустившими жесточайшие акты деспотизма».
Предложение Касса, продолжал Хейл, заключается в том, чтобы «мы выступали в качестве разгневанных судей! Нам надлежит призвать к ответу нации Земли, и они предстанут перед нами в качестве подсудимых, а мы будем выносить им приговоры». Превосходный принцип. Но почему ограничиваться Австрией?
Хейл высказал надежду, что будущий историк опишет, как Соединённые Штаты приступили «к суду не над какой-то второстепенной державой, у которой торговля незначительна и санкции против которой обойдутся недорого, но в первую очередь над Российской империей, объявив ей приговор». В конце концов Кошута победила русская армия. «Я не соглашусь судить Австрию, пока мы не вынесем приговор некоторым более крупным преступникам. Я не желаю, чтобы наши действия уподобились ловле частыми сетями, которые улавливают мелкую рыбу, но упускают крупную». Я хочу судить русского царя, заявил Хейл, не только за то, что он сделал с Венгрией, но и «за то, что он сделал давным-давно, отправив несчастных ссыльных в сибирские снега… Когда мы сделаем это, мы покажем, что, поднимая свой гневный голос против более слабой державы, мы делаем это вовсе не из трусости».
«Резолюция Касса» принята не была. Но в 1880-е годы Конгресс США принял серию решений, осуждавших политику Александра III в еврейском вопросе.

### Царствование Александра III (1881—1894)
Как отмечает российский исследователь А. А. Родионов, царствование российского императора Александра III (1881—1894) характеризовалось изменениями в отношениях России и США, которые определили всю дальнейшую перспективу их развития. Если период до 1881 году описывается историками как время гармоничных отношений, то начиная примерно с 1885 года между этими государствами происходит столкновение стратегических интересов и усиление соперничества во всех сферах государственных отношений. Вступление России и США в более высокую стадию экономического развития приводит к их внешнеполитической переориентации, сближению США с Великобританией и Японией и американо-российскому конфликту интересов на Дальнем Востоке и в Маньчжурии. В Российской империи после убийства Александра II происходит ужесточение политического режима, что усиливает американо-российские противоречия в области идеологии и форм правления, появившиеся задолго до этого. Поэтому именно в это время в американском обществе зарождается устойчивый интерес к событиям, происходящим в России, — в частности, к деятельности организации «Народная воля» и российских «нигилистов». В американской прессе активно обсуждались вопросы русского «нигилизма», сторонники и противники этого движения выступали с публичными лекциями и устраивали дебаты. Вначале общественность США осудила террористические методы, применяемые российскими революционерами. Во многом, по мнению исследователя, это было связано с проявлениями феномена политического терроризма в самих США — достаточно упомянуть покушения на жизнь президентов Авраама Линкольна и Джеймса Гарфилда. В это время американское общество было склонно проводить исторические параллели между убийствами Линкольна и Александра II как двух великих реформаторов.
Позицию американского общества по отношению к российскому политическому режиму России в первой половине 1880-х годов. А. А. Родионов характеризует как умеренную критику царского авторитаризма, во многом обусловленную обострением противоречий между двумя странами в области идеологии и форм правления. Царское правительство подвергается критике в США за подавление русского освободительного движения, прекращение реформ, отсутствие свободы прессы и органов народного представительства, угнетение евреев и т. п. В то же время на общественном мнении США благоприятно сказывается сохраняющееся наследие дружественных отношений между русским и американским народами, а также отсутствие острых конфликтов между Россией и США на международной арене. Тем не менее в американском обществе начинает складываться образ России как недемократического государства, где отсутствуют гражданские свободы и применяется насилие в отношении инакомыслящих, при этом причины зарождения радикального революционного движения связываются с политикой царского правительства. В сознании американцев к чувству дружбы примешивается осуждение реакционного курса самодержавия.
Во второй половине 1880-х — начале 1890-х годов заключение русско-американского договора о взаимной выдаче преступников (1887) приводит к коренным переменам в общественном мнении США — к переходу от традиционных взглядов на Российскую империю как на дружественную державу к так называемому крестовому походу за «свободную Россию». Сама возможность выдачи политических беженцев противоречила базовым демократическим принципам американского общества и его либеральной традиции. Борьба против ратификации договора в США вызвала к жизни общественное движение, выступавшее за реформирование России на основе принципов свободы и демократии и оказывавшее поддержку российским политическим эмигрантам. Именно в этот период в американском общественном сознании складываются устойчивые негативные стереотипы в отношении России. Россия для многих американцев становится страной, которая находится на средневековой ступени развития, где «деспотичное» царское правительство угнетает население, жаждущее освобождения.
В конце 1880-х — начале 1890-х гг. в американском обществе появляется немногочисленная, но весьма активная оппозиция царскому режиму, которую представляет небольшая группа русских политэмигрантов, американских журналистов, общественных и политических деятелей, устраивавшая кампании в поддержку дела «русской свободы», оказывавшие значительное влияние на формирование образа России. Под воздействием этой агитации многие американцы, — отмечает исследователь, — начинают понимать отношения США и России с позиции конфликта цивилизации и варварства, в общественном мнении США происходит сдвиг, который впоследствии приведёт американское общество к русофобским настроениям и к убеждённости в «мессианской роли» США — в том, что США призваны осуществлять освободительную миссию и вмешиваться в дела других стран и народов. От умеренной критики политического режима России общественное мнение США переходит к его активному осуждению. Подобной перемене также способствуют другие объективные причины — вступление США в новую стадию развития в качестве одного из экономических лидеров мира и связанное с этим столкновение экономических интересов США и России, массовая иммиграция российских евреев в США, технический прогресс и развитие средств массовой информации в совокупности с идеологическим развитием американской нации — появлением и претворением в жизнь идей превосходства и учений о цивилизаторском долге англосаксонской расы. Россия становится одним из объектов глобальной миссии США как страна, которая должна быть преобразована по североамериканскому образцу.
Среди наиболее существенных проблем, которые обсуждались в указанный период американским обществом, следует назвать:
1. русско-американский договор о взаимной выдаче преступников 1887 г.;
2. национально-конфессиональную политику царизма по отношению к евреям (так называемый «еврейский вопрос» и связанный с этим «паспортный конфликт»);
3. карательную политику царизма в отношении политической оппозиции.

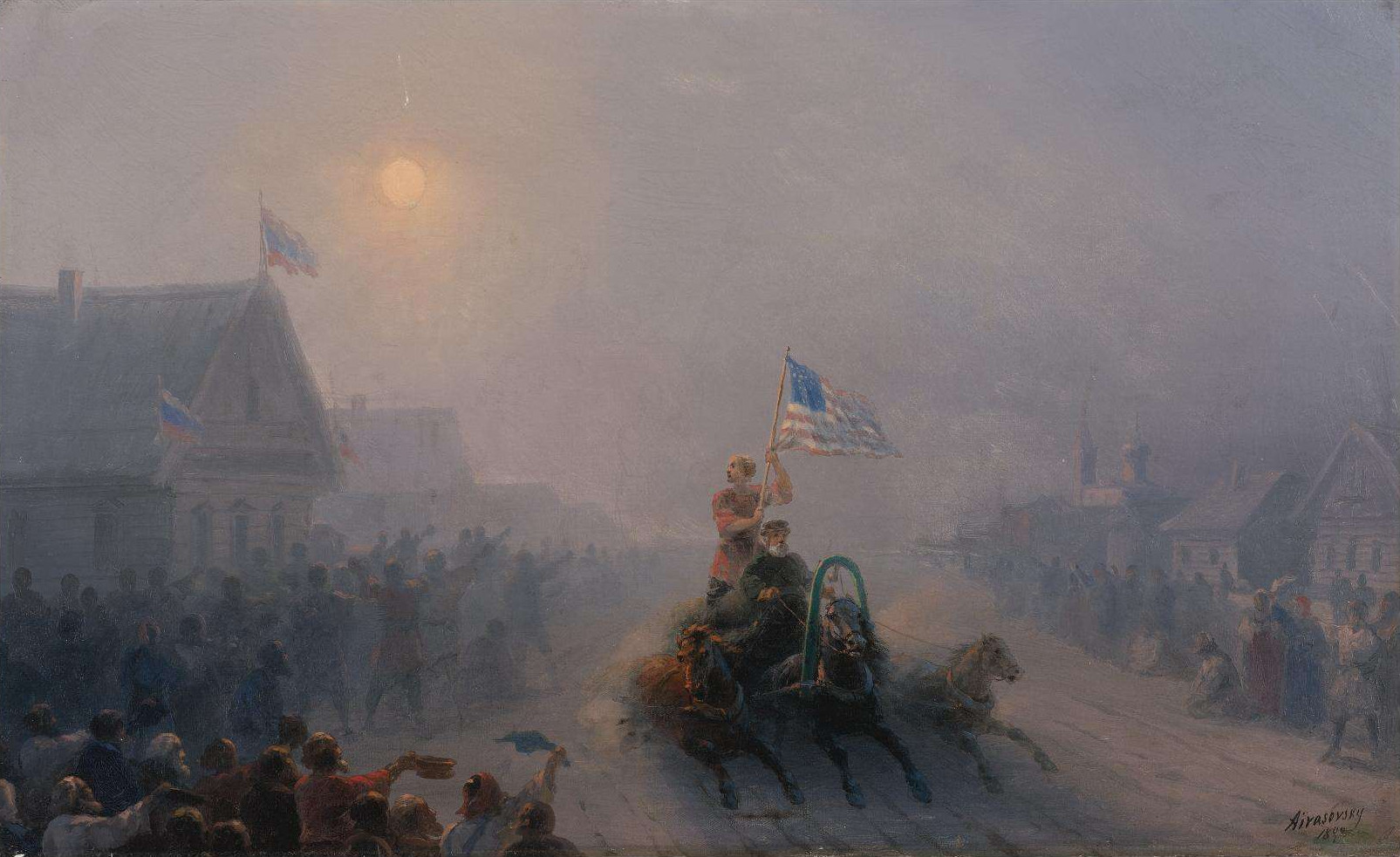
Айвазовский И. К. Раздача продовольствия, 1892 год

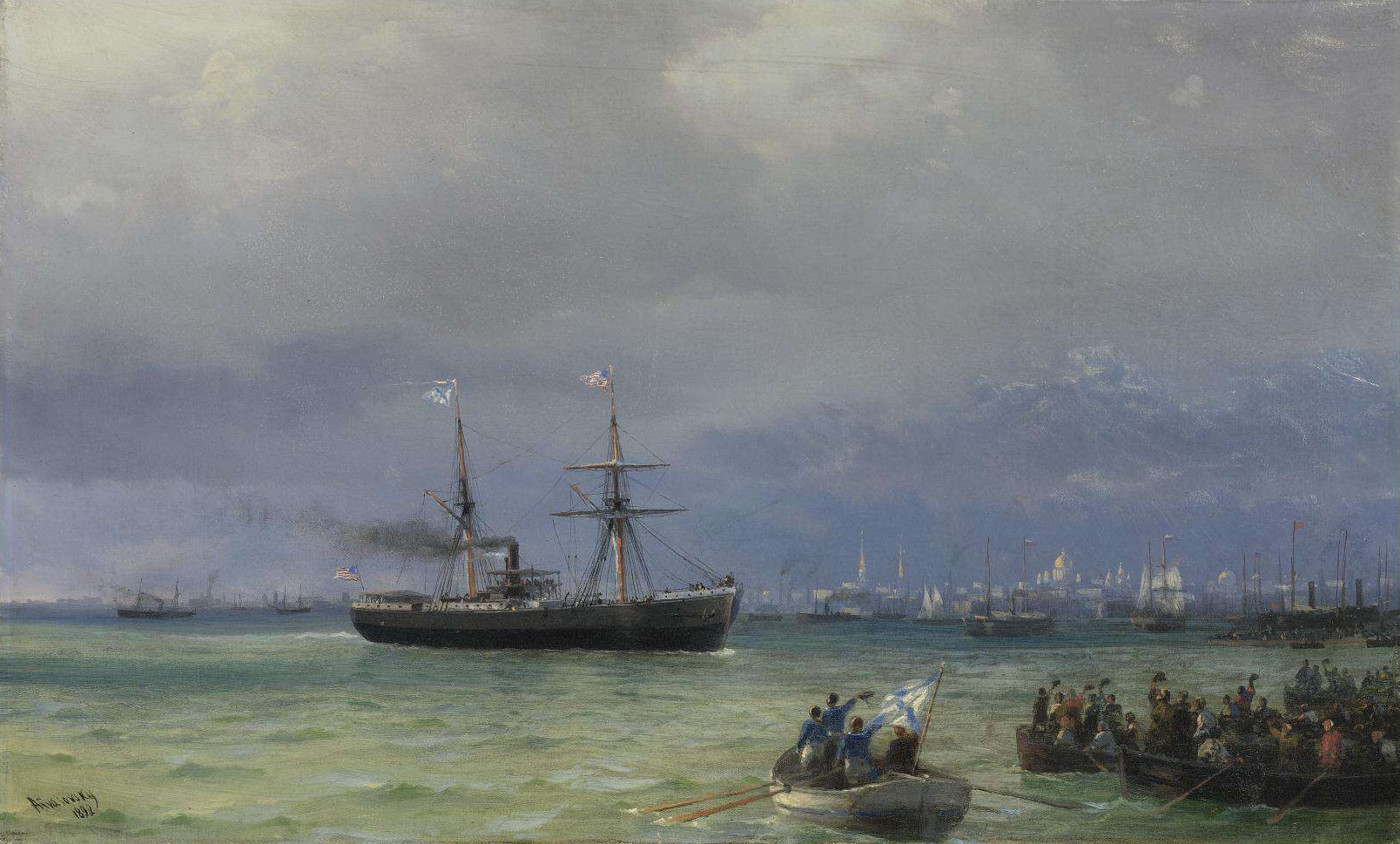
Айвазовский И. К. Корабль помощи (Приход парохода «Миссури» с хлебом в Россию), 1892 год

В начале 1890-х в России наступил масштабный голод (Голод в России 1891—1892 годов). В рамках гуманитарной помощи США отправили в Россию тысячи тон зерна. Американская помощь тронула российскую общественность: с публичными словами благодарности выступили будущий император России Николай II, химик Дмитрий Менделеев, и другие известные российские персоналии., а художник Иван Айвазовский запечатлел доставку помощи на двух картинах: «Корабль помощи» и «Раздача продовольствия».

### Общественное мнение США о России на рубеже XIX—XX веков
Как отмечает российский историк Р. Ш. Ганелин, на рубеже XIX и XX вв. отношения между США и Россией «не носили интенсивного характера»: торговые связи были развиты весьма слабо, американский капитал только начинал проникать в Россию, а правительства не рассматривали друг друга в качестве значимых внешнеполитических партнёров. Тем не менее, уже во второй половине XIX в. стали складываться представления о биполярности мира, на разных концах которого располагались Россия и США. Образ России, по определению российского историка В. В. Носкова, «слагался из трёх основных элементов — представлений: о коренной противоположности путей исторического развития России и Америки, исключающей возможность их мирного сосуществования; о России прежде всего как экспансионистской державе, действия которой на мировой арене особенно угрожают интересам Соединённых Штатов; об особом — бескомпромиссном и всеохватывающем — характере и неизбежности борьбы между Америкой и Россией». Русско-японская война и последовавшая за ней Революция 1905—1907 гг., а также интенсивное экономическое развитие России на рубеже веков способствовали усилению внимания американской общественности к России.
Определяющими факторами, влияющими на американо-российские отношения на рубеже XIX и XX вв., стали враждебная позиция администрации президента США Теодора Рузвельта и американских СМИ по отношению к России, особенно во время Русско-японской войны, столкновение экономических интересов на Дальнем Востоке и в Маньчжурии, а также трения по «еврейскому вопросу», связанные с ограничениями прав евреев в России и активной эмиграцией российских евреев в США.
Число иммигрантов из России в США увеличивалось постепенно, начиная с 1880-х годов, и достигло пика в десятилетие перед Первой мировой войной. Всего из Российской империи в США, по официальным данным, прибыло более 3,2 млн человек. Отличительной чертой, выделявшей российскую эмиграцию из общеевропейского потока, являлось преобладание представителей национальных (в первую очередь, евреев, но также поляков, немцев, прибалтийских народов) и религиозных (староверов и религиозных сектантов — штундистов, молокан и духоборов) меньшинств Российской империи, переезжавших в США по причинам национальной и религиозной дискриминации. Кроме того, среди российских эмигрантов были представители оппозиционных и запрещённых политических партий и движений, а также беглые политкаторжане и ссыльнопоселенцы. При этом в законодательстве Российской империи существовал запрет на эмиграцию, так что переселение в США носило полулегальный, криминальный характер. Российские власти предоставили санкцию на выезд из страны лишь некоторым этническим и религиозным группам, в частности евреям и сектантским группам духоборов и молокан. Свободный переход в иностранное подданство не допускался, а время пребывания за границей ограничивалось сроком до пяти лет. Фактически это привело к тому, что большая часть российских иммигрантов находилась в США нелегально, и при возвращении на территорию Российской империи им грозило уголовное преследование.

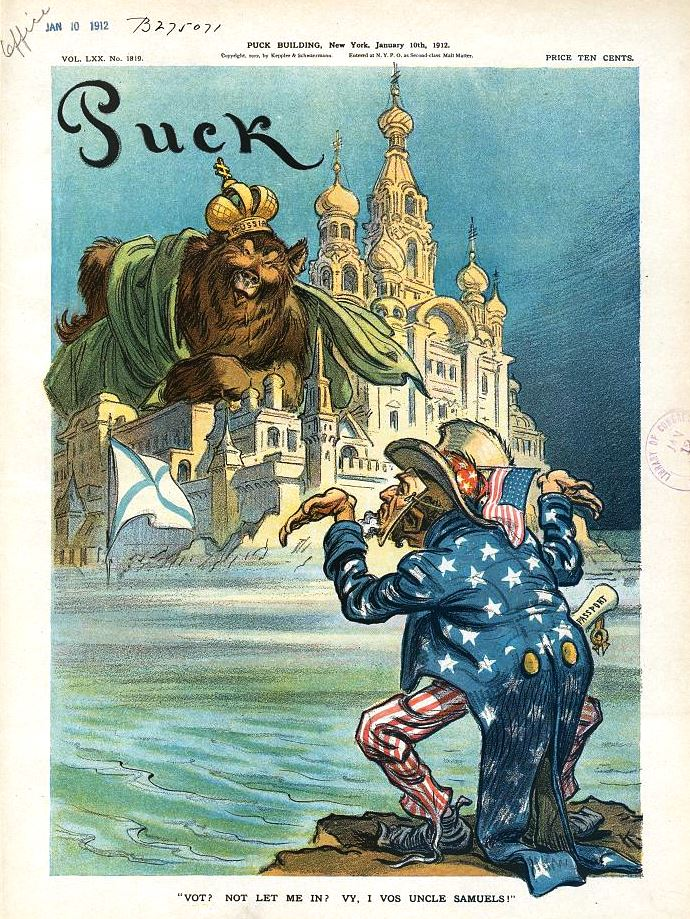
Карикатура (Журнал «Puck», США, 1912)

Увеличение революционной и этноконфессиональной (особенно еврейской) иммиграции из России стало вызывать опасения у американских политиков, однако, несмотря на принятие нескольких ограничительных иммиграционных законов, снижения численности или изменения структуры потока российских иммигрантов в США не последовало. В то же время нелегальный статус российских переселенцев в США и нежелание царской администрации решать проблему нелегальной эмиграции из страны стало одним из факторов, способствовавших ухудшению российско-американских отношений в начале XX века. Определённую роль сыграли и действия ряда влиятельных еврейских финансистов, пытавшихся оказывать давление на российские власти с целью заставить их снять этноконфессиональные ограничения на евреев в России.

### Соперничество на Дальнем Востоке
В 1880-е годы США окончательно закрепились на Тихом океане. В 1886 г. по инициативе президента Гровера Кливленда Конгресс провёл слушания на тему о будущей политике США на Тихом океане. Участники слушаний пришли к выводу, что из всех тихоокеанских стран только Российская империя потенциально может угрожать интересам США.
В этой связи США не поддержали русско-германо-французский ультиматум Японии (1895). В 1899 г. США провозгласили политику «открытых дверей», предусматривавшую сохранение территориальной целостности Китая, прежде всего — за счёт сдерживания российского продвижения в Маньчжурию и Корею.
В 1900—1902 гг. американский военно-морской теоретик контр-адмирал А. Т. Мэхэн разработал теорию «сдерживания» России как мощной «континентальной» державы путём создания блока «морских» государств во главе с США. А. Т. Мэхэн и разделявший его концепцию президент США Теодор Рузвельт полагали, что США должны проводить политику активной экспансии на Дальнем Востоке. Соперничество между Вашингтоном и Петербургом из-за экономического преобладания в данном регионе (прежде всего в Маньчжурии) и стало одной из причин ухудшения русско-американских отношений. Идеологи внешнеполитического курса США считали, что распространение влияния России на Дальнем Востоке угрожает экономическим и политическим интересам США. Выступая за нейтрализацию российского влияния в этом регионе, они заявляли, что «Россия не является цивилизованной страной и поэтому не может играть цивилизаторскую роль на Востоке… В складывающихся условиях недемократический режим, архаичность социальной структуры и экономическая неразвитость служили дополнительным аргументом против России».
С 1901 г. администрация Теодора Рузвельта оказывала финансовую и военно-техническую помощь Японии — основному противнику России на Дальнем Востоке.
Русско-японский военный конфликт 1904—1905 гг. ознаменовал новый рубеж в развитии американского общественного мнения о России, поставив его перед необходимостью определить своё отношение к каждой из воевавших держав. Теодор Рузвельт фактически поддержал Японию, а синдикат американских банков, организованный Дж. Шиффом, предоставил Японии значительную финансовую помощь. Одновременно были предприняты усилия с целью закрыть России доступ к западным кредитам. Россия и США вступили таким образом в новую фазу отношений — открытое соперничество. Общественное мнение в США также было настроено крайне враждебно по отношению к русскому правительству.

### Первая мировая война. Октябрьская революция и Гражданская война в России

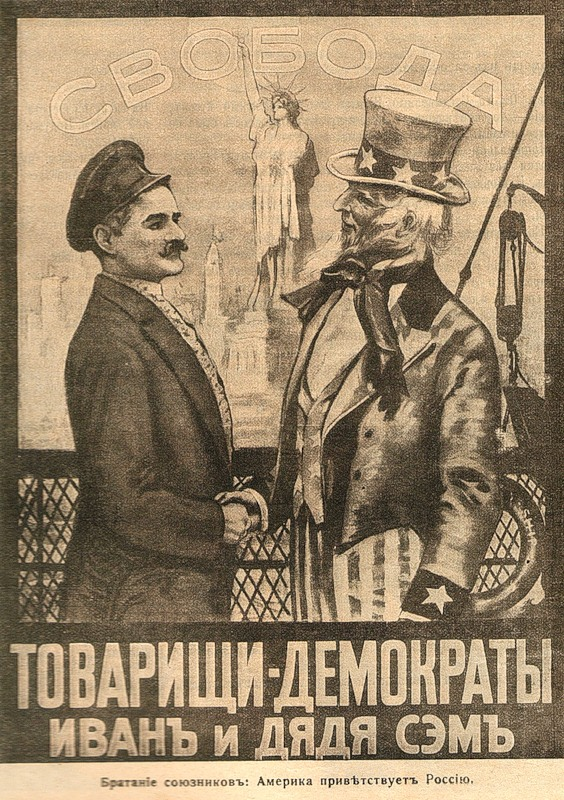
Российский плакат 1917 года

В Первую мировую войну ситуация изменилась — США занимали позицию благожелательного нейтралитета по отношению к державам Антанты, включая Россию, а затем стали и союзниками. Война активизировала экономическое сотрудничество России и США, на американских предприятиях стали размещаться российские военные заказы. Переломным для отношений двух стран стал 1917 год. В феврале США поддержали свержение царской власти, открыв Временному правительству доступ к американскому финансированию. После того, как в России произошла Октябрьская революция, США отказались признавать Советское правительство. В 1918—1920 годах американские войска приняли участие в иностранной интервенции в России.

### СССР — США

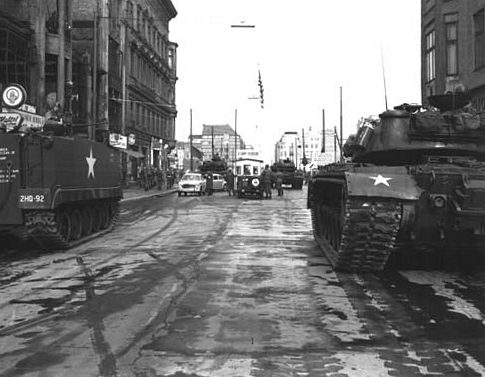
Советские и американские танки друг напротив друга. Берлин, 27 октября 1961 года.

#### Межвоенный период
После Октябрьской революции 1917 года, США участвовали в иностранной военной интервенции на Севере и Дальнем Востоке России. 339 пехотный полк армии США участвовал в боевых действиях против Красной Армии на Севере России. Самым крупным боестолкновением с участием американских войск стало, так называемое сражение за Кицкие Выставки, в котором приняло участие более тысячи американских военнослужащих.
США признали СССР в 1933 году. В 1930-е годы отношения между США и Советским Союзом, крайне нуждавшимся в поставках западного оборудования и технологий для осуществления масштабной индустриализации, были прагматичными.
США стали одним из последних крупных западных государств, признавших СССР. Первым послом СССР в США в 1933 году стал Александр Трояновский. Дипломатические отношения между Советским Союзом и Соединёнными Штатами были установлены 16 ноября 1933 года. Из других событий того периода, важных для двусторонних отношений, можно отметить участие американцев в спасении «Челюскина» в 1934 году (два американских авиамеханика были удостоены за это Ордена Ленина), а также перелёт Валерия Чкалова через Северный полюс из Москвы в Ванкувер в 1937 году.

#### Вторая мировая война
Во Второй мировой войне государства стали союзниками по антигитлеровской коалиции.
В ходе Второй мировой войны отношения США и СССР оставались умеренно доброжелательными. Германское нападение 22 июня 1941 года на Советский Союз вызвало среди американского народа волну уважения и сочувствия к СССР, практически в одиночку противостоявшему нацистской агрессии. Решением президента Рузвельта с ноября 1941 года на СССР был распространён закон о ленд-лизе, в рамках которого в СССР стали поставляться американская военная техника, имущество и продовольствие.
Но союзного договора между СССР и США (как между СССР и Великобританией) подписано не было. Отношения СССР и США строились на основе международного документа — Декларации Объединённых Наций от 1 января 1942 года. Позднее, 23 июня 1942 года, было подписано советско-американское соглашение о поставках военных технологий. При этом США, ссылаясь на текст Атлантической хартии 1941 года, отказывались признать Прибалтику частью СССР. Конгресс США также регулярно ставил вопрос о соблюдении религиозных свобод в СССР.
Договорённости между членами Антигитлеровской коалиции, достигнутые в ходе и после окончания войны, определили создание биполярного мира, в котором объединённый Запад при лидерстве США противостоял блоку социалистических стран, сплотившемуся вокруг Советского Союза.

#### Холодная война
Почти сразу же после завершения войны, однако, США и СССР как две сверхдержавы вступили в ожесточённое стратегическое соперничество за влияние в мире, определявшее развитие мировых процессов до конца 1980-х годов (так называемая «холодная война»). В рамках этого соперничества имели место как периоды обострений (1961—1962, 1979—1986), так и периоды прагматичного сотрудничества (1970-е годы).
По окончании Второй мировой войны СССР превратился в одну из двух сверхдержав, лидера мирового коммунистического движения и стран социалистического сообщества, а с 1955 года — Организации Варшавского договора.
Установление в конце 1940-х годов в государствах Восточной Европы, Китае и Корее коммунистических режимов привело к резкому ухудшению отношений и опосредованным военным конфликтам между СССР и США (см. Корейская война). Американское руководство пыталось предотвратить распространение советского влияния и левых идей (чему способствовала победа СССР в войне) дальше на Запад, в Латинской Америке, Азии и Африке. В самих США началась антикоммунистическая истерия — так называемая «Охота на ведьм».

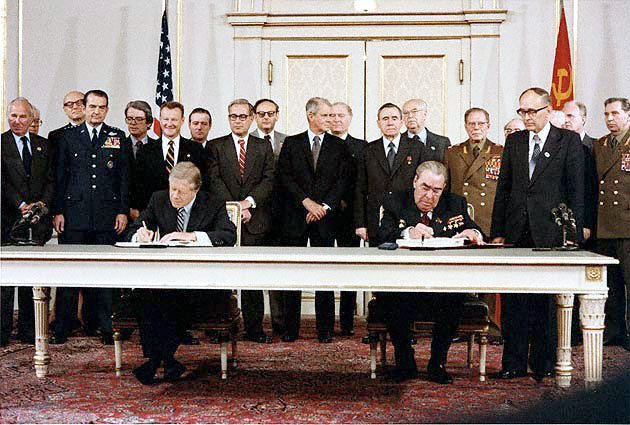
Джимми Картер и Леонид Брежнев подписывают договор ОСВ-2. Вена, 18 июня 1979 года.

Очень скоро борьба двух идеологий вышла за пределы дипломатических отношений и переросла в глобальное противостояние систем, что и выразилось вспыхивающими вооружёнными конфликтами по всему миру — Корейская война, Вьетнамская война, многочисленные арабо-израильские войны, войны в Латинской Америке, на Ближнем Востоке и в Африке.
Важным фактором в отношениях Советского Союза и США стала гонка вооружений. С августа 1945 года Соединённые Штаты были монополистом на обладание атомным оружием, но в 1949 году Советский Союз тоже испытал атомный заряд, в 1953 году провёл испытания термоядерного оружия, а затем — и средств его доставки к целям на территории своего потенциального противника (баллистических ракет). Обе страны вкладывали колоссальные средства в военную промышленность; совокупный ядерный арсенал за несколько десятилетий вырос настолько, что его хватило бы для того, чтобы уничтожить всё население планеты не один десяток раз.
Несмотря на военное противостояние, с конца 1950-х годов активизировалось советско-американское культурное сотрудничество. 27 января 1958 года в Вашингтоне было подписано Соглашение между СССР и США об обменах в области науки, техники, образования, культуры и других областях, а в 1962 году было создано Общество советско-американской дружбы.

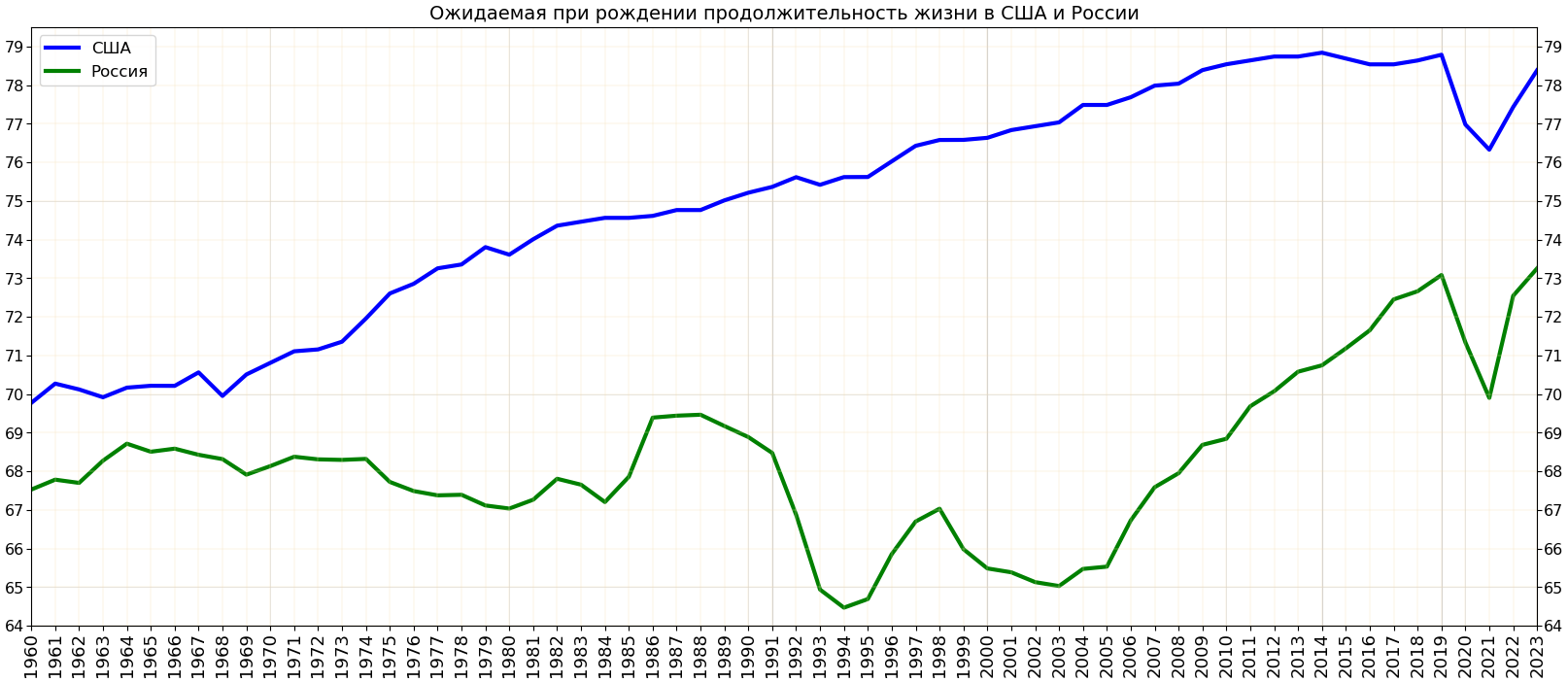
Сравнение ожидаемой продолжительности жизни в США и России с 1960 года

В начале 1960-х Соединённые Штаты и Советский Союз оказались на грани ядерной войны, когда СССР в ответ на размещение в Турции американских ракет средней дальности разместил свои собственные ядерные ракеты на Кубе, что привело к Карибскому кризису 1962 года. К счастью, благодаря политической воле лидеров обеих стран Джона Кеннеди и Никиты Хрущёва военного конфликта удалось избежать.

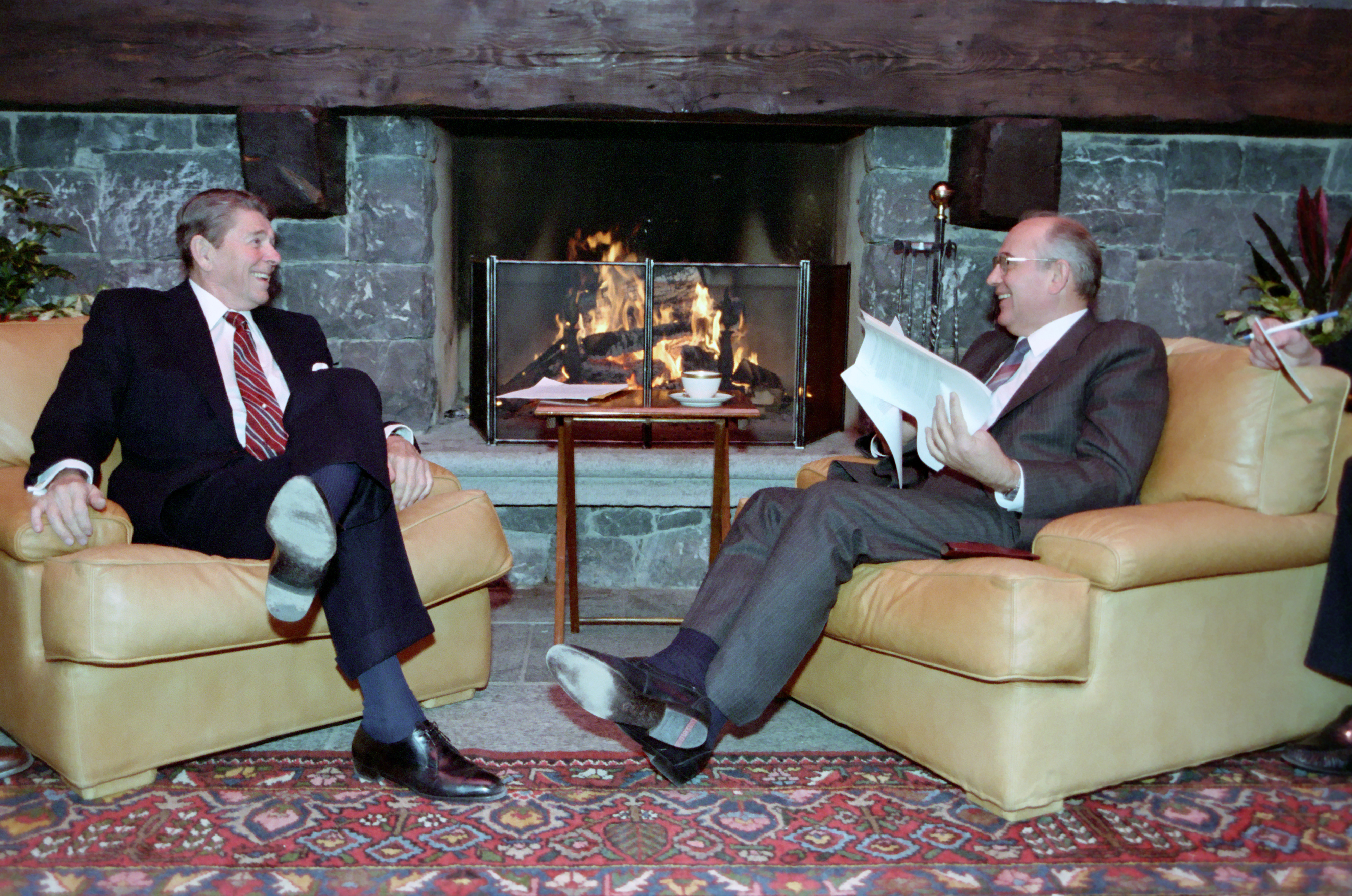
Рональд Рейган и Михаил Горбачёв в Женеве 19 ноября 1985 года

В 1970-е годы отношения между двумя сверхдержавами были умеренно сдержанными — тот период принято называть разрядкой международной напряжённости. В 1971 году было подписано «Соглашение о мерах по уменьшению опасности возникновения ядерной войны между СССР и США», в 1973 году — «Соглашение между СССР и США о предотвращении ядерной войны». В первом констатировалось, что ядерная война имела бы «опустошительные последствия» для всего человечества, а потому стороны обязались прикладывать все усилия для предотвращения опасности возникновения такой войны — в частности, принимать меры по предупреждению случайного или несанкционированного применения ядерного оружия. Во втором соглашении СССР и США условились «действовать так, чтобы предотвратить возникновение ситуаций, способных вызвать опасное обострение их отношений, избежать военных конфронтаций и исключить возникновение ядерной войны между ними и между каждой из сторон и другими странами». Были проведены переговоры об ограничении стратегических вооружений, в результате которых были подписаны договоры ОСВ-I (1972), Договор по ПРО и ОСВ-II (1979) по ограничению пусковых установок. Развивалось межгосударственное сотрудничество по многим направлениям, вновь было открыто консульство в Ленинграде (1972).
Новое обострение отношений произошло в конце декабря 1979 года в связи с вводом советских войск в Афганистан. Первая половина 1980-х годов была временем наиболее ожесточённого противостояния двух стран. 8 марта 1983 года президент США Рональд Рейган назвал СССР «империей зла».

#### 1985—1991

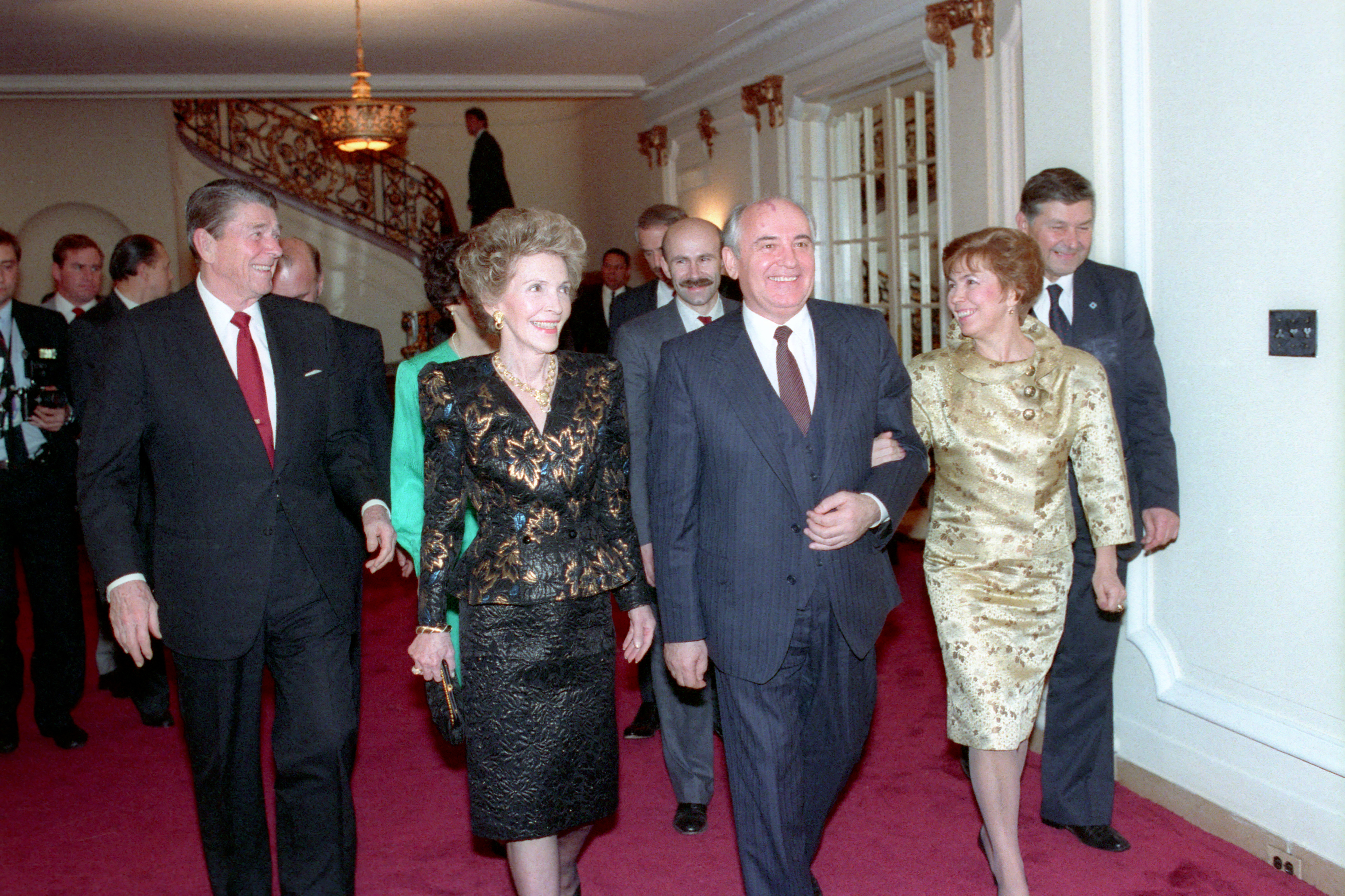
Рональд Рейган и Михаил Горбачёв с супругами на обеде в советском посольстве в Вашингтоне, 9 декабря 1987 года

С приходом к власти в СССР Михаила Горбачёва (1985) отношения стали налаживаться, что во многом было достигнуто благодаря «дипломатии Перестройки». В результате краха коммунизма на рубеже 1980-х — 1990-х годов СССР утратил геополитическое влияние, одновременно встав на путь отказа от социалистической идеологии и начав переход к рыночной экономике, что фактически привело к исчезновению идеологического противостояния и прекращению «холодной войны». Обе стороны начали проявлять готовность к сотрудничеству и партнёрству.
С приходом к власти в СССР Михаила Горбачёва (1985) и после советско-американского саммита в Рейкьявике (1986), благодаря «дипломатии перестройки» отношения между двумя супердержавами стали трансформироваться из соперничества в партнёрство, что во многом было достигнуто ценой односторонних внешнеполитических уступок со стороны руководства СССР. В частности, 1 июня 1990 года было подписано Соглашение между СССР и США о линии разграничения морских пространств (Соглашении о Линии Шеварднадзе-Бейкера), по условиям которого к США отошли часть исключительной экономической зоны СССР и участок континентального шельфа площадью 46,3 тыс. квадратных километров в открытой центральной части Берингова моря, а также территориальные воды на небольшом участке в Беринговом проливе между островами Ратманова (Россия) и Крузенштерна. Кроме того, на рубеже 1980-90-х годов СССР спокойно отнёсся к смене режимов в странах Варшавского договора, что привело к фактическому коллапсу его сферы влияния и изменению баланса сил в мире в пользу США.
Непосредственное воздействие на отношения между США и СССР оказало изменение подходов в американской внешнеполитической доктрине. С конца 1980‑х годов на первый план в американской внешней политике вышел тезис о поддержке демократических ценностей в качестве национального интереса США, выдвинутый госсекретарём Дж. Бейкером. В отношениях с СССР этот подход выразился в поддержке политики «перестройки» и внешнеполитического курса Михаила Горбачёва — Эдуарда Шеварднадзе, имевшей целью формирование в Советском Союзе демократического общества с соответствующей внешней политикой.
В 1985 году по итогам встречи в Женеве Михаил Горбачёв и Рональд Рейган приняли заявление, в котором говорилось: «Ядерная война недопустима», поскольку «в ней не может быть победителей». Это заявление стало сигналом к прекращению гонки ядерных вооружений, началу конструктивных переговоров по контролю над вооружениями. 3 декабря 1989 года на встрече на Мальте Джордж Буш и Михаил Горбачёв объявили холодную войну законченной.
30-31 июля 1991 года был подписан Договор о сокращении стратегических наступательных вооружений (СНВ-I) (вступил в силу 5 декабря 1994 года), по которому СССР и США должны были в течение 7 лет сократить свои ядерные арсеналы таким образом, чтобы у каждой из сторон осталось не более 6000 единиц.
Тем временем политический, идеологический и межнациональный кризис, охвативший Советский Союз в конце 1980-х годов, привёл к распаду государства. Многие консервативные американские политики склонны в этой связи приписывать Соединённым Штатам победу в «холодной войне». Так или иначе, распад СССР (и предшествовавший ему распад социалистической системы) принято считать окончанием «холодной войны» и началом новых отношений между Востоком и Западом.

## Российская Федерация — США

### Российско-американские отношения при Буше-старшем и Ельцине
Политический, идеологический и межнациональный кризис, охвативший Советский Союз в конце 1980-х годов, привёл к его распаду. США в этот период активно способствовали посткоммунистической трансформации России.
После распада СССР в декабре 1991 года Россия была признана международным сообществом государством-продолжателем Советского Союза, благодаря чему, в частности, унаследовала постоянное место в Совете Безопасности ООН.
Внешняя политика российского государства в первые годы его существования фактически стала продолжением внешней политики своего предшественника — Советского Союза периода перестройки. Декларируя приверженность демократическим идеалам и общечеловеческим ценностям, российское руководство отказывалось от приоритета национальных интересов, рассчитывая войти в сообщество западных демократий. Фундаментальным принципом внешнеполитической программы, сформулированной в начале 1990-х годов президентом Борисом Ельциным и министром иностранных дел Андреем Козыревым, было заявлено стратегическое партнёрство между Россией и США, которые воспринимались как естественный союзник новой России. Пришедшие к власти в России политики либерального толка были убеждены, что ликвидация СССР устранила все препятствия и одновременно создала все условия для перехода в отношениях с Западом к полноценному партнёрству и сотрудничеству.
Никсон попросил Козырева очертить для него интересы новой России. И Козырев ему сказал: «Вы знаете…, что одна из проблем Советского Союза состояла в том, что мы слишком как бы заклинились на национальных интересах. И теперь мы больше думаем об общечеловеческих ценностях. Но если у вас есть какие-то идеи и вы можете нам подсказать, как определить наши национальные интересы, то я буду вам очень благодарен».
 (Директор Центра Никсона Дмитрий Саймс. Из статьи Евгения Примакова в журнале «Международная жизнь», 1997 год // РИА Новости, 04.04.2011)
31 января — 1 февраля 1992 года Борис Ельцин нанёс свой первый визит в США в качестве президента независимой России. Стороны обсудили проблемы распада СССР, договорились продолжать процесс сокращения стратегических ядерных вооружений, сотрудничать в сфере нераспространения оружия массового уничтожения (ОМУ) и пр. Содержание Кэмп-дэвидской декларации о новых отношениях между РФ и США, подписанной по итогам визита, подтверждало, что два государства не рассматривают друг друга в качестве потенциальных противников. Было провозглашено, что отношения между двумя странами будут строиться на принципах дружбы, партнёрства, взаимного доверия, устранения остатков враждебности периода «холодной войны», в том числе сокращения стратегических арсеналов. В документе говорилось о стремлении США и России создать «новый союз партнёров», то есть о переходе от сотрудничества по ограниченному кругу вопросов к союзническому типу отношений.
Во время государственного визита в США, состоявшегося 15-19 июня 1992 года, Ельцин, выступая перед американским Конгрессом, многократно подчёркивал необратимость падения «коммунистического идола». В выступлении был отчётливо обозначен переход от конфронтации к активному взаимодействию с западными странами. В ходе того визита была подписана Хартия российско-американского партнёрства и дружбы, подтверждавшая и конкретизировавшая основные положения Декларации относительно сотрудничества в сферах международного мира и безопасности, экономических отношений. В Хартии, однако, уже ничего не говорилось о «новом союзе партнёров». Принципиально новым было следующее: в первой части Хартии оговаривались принципы, которым российские власти обязались следовать при проведении внутренних преобразований, призванных подготовить её к полноценному партнёрству с Западом, — демократия, свобода, защита прав человека, уважение прав меньшинств. Российское руководство таким образом фактически признавало за США право выступать неформальным арбитром в оценке российских реформ. Из этого очевидно следовало, что ни о каком равноправном союзе между Россией и США речь не идёт и дальнейшие отношения с Россией будут строиться в зависимости от её «поведения».
В ходе переговоров был достигнут ряд других договорённостей. В частности, стороны согласились снять ограничения на количество сотрудников дипломатических миссий. В России получили право работы американские волонтёры из организации «Корпус Мира» (Peace Corps). Россия открыла для международного воздушного сообщения пространство над Восточной Сибирью. США предоставили России 4,5 млрд долларов в качестве экономической помощи. Помимо прочего, Джордж Буш-старший и Борис Ельцин подписали совместную Декларацию о конверсии российского оборонного комплекса.
31 января — 1 февраля 1992 года Борис Ельцин нанёс свой первый визит в США в качестве президента Российской Федерации. В Кэмп-дэвидской декларации, принятой по итогам встречи в верхах, Борис Ельцин и Джордж Буш-старший поставили символическую точку в «холодной войне». Во время следующего своего визита в США, состоявшегося 15-19 июня 1992 года, Ельцин в выступлении перед американским Конгрессом отчётливо обозначил переход от конфронтации к активному взаимодействию с западными странами. Американское направление стало преобладающим в российской внешней политике.
К июню 1992 года была решена проблема, вызывавшая особое беспокойство американской администрации и требовавшая участия России. США опасались появления новых ядерных держав в лице Украины, Белоруссии и Казахстана, на территории которых оставалось советское ядерное оружие. Кроме того, и США, и Россия испытывали беспокойство по поводу возможной утечки ядерного оружия и технологий его производства.

Борис Ельцин и Джордж Буш-старший на территории Белого дома, 1992 год

Благодаря согласованному давлению США и России 23 мая 1992 года был подписан дополнительный протокол к СНВ-I (Лиссабонский протокол), в соответствии с которым Украина, Казахстан и Белоруссия присоединились к договору СНВ-I. Всё ядерное оружие бывшего Советского Союза на территории этих трёх государств подлежало уничтожению или передаче под контроль России. Все четыре государства согласились присоединиться к Договору о нераспространении ядерного оружия (ДНЯО), причём Россия в качестве преемника СССР как ядерной державы, а три остальные государства — как неядерные. В декабре 1994 года США, Великобританией, Россией и Украиной был подписан Будапештский меморандум — Меморандум о гарантиях безопасности в связи с присоединением Украины к ДНЯО.
(Во время визита М. Олбрайт в Россию в январе 1999 года.) Б. Н. Ельцин и М. Олбрайт подтвердили приверженность России и США строительству двусторонних отношений на основе равноправия, уважения и учёта интересов друг друга. Было особо подчёркнуто важное значение конструктивного российско-американского взаимодействия как стабилизирующего фактора международной жизни. Президент Российской Федерации и госсекретарь США высказались за дальнейшее поступательное развитие многоплановых отношений между двумя странами на всех уровнях и отметили, что возникающие расхождения в подходах к тем или иным проблемам не должны заслонять общности основополагающих стратегических целей двух стран. М. Олбрайт подтвердила принципиальную линию администрации США на поддержку российских реформ.)
В 1992 году была достигнута договорённость о предоставлении США и Россией друг другу режима наибольшего благоприятствования в торговле. США, однако, предоставили России этот режим не на постоянной основе, как другим странам, а на один год, с ежегодным продлением по решению американского Конгресса. Фактически такое решение позволило США оказывать на Россию давление посредством угрозы отменить его в любое время.
2-3 января 1993 года президент США Джордж Буш-старший посетил Москву. По итогам встречи с российским президентом Борисом Ельциным был подписан Договор о сокращении стратегических наступательных вооружений (СНВ-II), запрещавший использование баллистических ракет с разделяющимися головными частями.

### Российско-американские отношения при Клинтоне и Ельцине
Экономический и социально-политический кризис в России, резкое падение её международного престижа и военно-политического потенциала привели к тому, что США стали фактически единственным мировым лидером. Пришедший к власти в США в 1993 году Билл Клинтон продолжил курс республиканской администрации Буша на укрепление лидерства США в мире и их ведущей роли в НАТО. 3-4 апреля 1993 года в Ванкувере (Канада) состоялась первая встреча Бориса Ельцина и Билла Клинтона. Клинтон объявил о пакете экономических мер содействия России, включавших ряд целевых программ общей стоимостью 1,6 млрд долларов. Начался приток иностранных инвестиций в Россию. По итогам встречи была принята Ванкуверская декларация, провозгласившая стратегическое партнёрство России и США. В соответствии с этим документом была создана российско-американская комиссия по экономическому и технологическому сотрудничеству (Gore-Chernomyrdin Commission).
Отказавшись в первой половине 1990-х годов от проведения активной внешней политики, российское руководство спокойно восприняло нарастание американского присутствия в Центральной и Восточной Европе и в странах бывшего СССР, приветствовало провозглашённую Клинтоном в сентябре 1993 года американскую внешнеполитическую концепцию «расширения демократии», направленную на оказание поддержки демократическим реформам и строительству демократии в государствах-членах бывшей Организации Варшавского договора (за исключением самой России).
Претворение в жизнь этой концепции способствовало полному разрыву экономических, культурных и иных связей бывших социалистических государств Европы с Россией, переориентации их на взаимодействие с Евросоюзом в экономическом отношении и на сотрудничество с США в политическом и военном аспектах. Сама же Россия благодаря лояльному отношению к усилившейся активности США в Восточной Европе получила поддержку США и стран ЕС при получении крупных кредитов в МВФ и Всемирном банке, необходимых для её экономического выживания. Во время противостояния между президентом Ельциным и Верховным Советом России в сентябре — октябре 1993 года Билл Клинтон объявил о своей открытой поддержке Ельцина. Ранее, 9-10 июля, на саммите G7 («Большой семёрки») в Токио (Япония), куда пригласили Ельцина, с подачи Клинтона было объявлено о массированной финансовой поддержке России — предоставлении стабилизационного займа в размере 6 млрд долларов.
Тем временем стало очевидно, что курс на радикальные либеральные реформы, сопровождавшийся экономическими неурядицами, ростом цен, массовыми задержками зарплат и обнищанием населения, не пользуется популярностью в российском обществе. Левая оппозиция обвиняла Ельцина в пренебрежении национальными интересами и проведении политики, выгодной Западу. Энтузиазм по поводу выгод от сотрудничества с Западом слабел. Становилось ясно, что главная цель новой России так и не была достигнута: она не сумела войти на равных в содружество западных демократий и стать стратегическим партнёром США. Нарастали сомнения по поводу подлинных целей западных стран в отношении России. США обвиняли в желании «воспользоваться бедственным положением России». Внешняя политика России оказалась заложницей экономической ситуации в стране. Стремясь поддержать и реформировать экономику, российское руководство в своём стремлении получить западные субсидии на какое-то время упустило из виду не менее важные цели внешней политики. Вместо реалистического и детального пересмотра отношений с Западом, в том числе и в сфере безопасности, приоритетное значение уделялось получению экономической помощи и кредитов.
США и Запад со своей стороны также допустили серьёзные просчёты в политике в отношении России. Как признали в конце 1990-х аналитики из Фонда Карнеги (США), американское руководство переоценило влияние либеральных политиков на российское общественное мнение начала 1990-х годов и политический потенциал для проведения радикальных реформ. Использованная экономическая программа была ошибочной, а помощь Запада — недостаточной. Уже в первой трети 1990‑х годов стало очевидно, что Запад крайне мало готов сделать для решения насущных проблем России, удовлетворения её текущих интересов и содействия в противостоянии новым потенциальным угрозам её безопасности — сепаратизму и угрозе дальнейшего распада (см. Чеченская война).
Силовое подавление оппозиционного Верховного Совета ещё больше усугубило негативное отношение к власти. Результаты выборов в Государственную думу декабря 1993 года продемонстрировали резкое падение популярности пропрезидентских сил и нарастание националистических настроений.
Под давлением общественных настроений Андрей Козырев в начале 1994 года впервые упомянул об «особых интересах» России на постсоветском пространстве. И хотя координация внешнеполитической активности с США и странами ЕС продолжилась, это сотрудничество с российской стороны стало сопровождаться попытками выдвижения определённых условий, предложениями сформулировать некие правила взаимодействия между Россией и Западом, накладывающие ограничения на обе стороны. Эти попытки, однако, не были восприняты Западом. Руководствуясь своими собственными целями, администрация Клинтона санкционировала, в нарушение советско-американского договора 1972 года об ограничении систем противоракетной обороны, начало работ по созданию национальной системы ПРО и с начала 1994 года активно способствовала расширению НАТО на восток.
12-15 января 1994 года состоялся первый официальный визит президента США Билла Клинтона в Москву. По итогам переговоров на высшем уровне были подписаны Меморандум о намерениях между правительствами двух стран о сотрудничестве в области экспортного контроля и Соглашение ВОУ-НОУ — контракт на продажу в США в течение 20 лет российского урана, извлекаемого из демонтируемых ядерных боеголовок. Было принято Совместное заявление о нераспространении оружия массового поражения и средств его доставки, а также Декларация о стратегическом партнёрстве, которая зафиксировала договорённость об отказе РФ и США от нацеливания друг на друга стратегических ядерных ракет. В ходе визита стратегическое партнёрство между Россией и США было объявлено «зрелым» и основанным на равенстве, взаимной выгоде и признании национальных интересов друг друга. В ходе визита президенты США, России и Украины подписали трёхстороннее заявление и приложение к нему «О ликвидации ядерного оружия на территории Украины».
27-28 сентября 1994 года прошёл очередной визит Бориса Ельцина в США. По итогам встречи на высшем уровне было подписано Совместное заявление по вопросу стратегической стабильности и ядерной безопасности, а также было принято Совместное заявление «Партнёрство для экономического прогресса» о принципах и целях развития торгового, экономического и инвестиционного сотрудничества, главной целью которого было провозглашено «стремление установить стратегическое экономическое партнёрство». 9-10 мая 1995 года Билл Клинтон посетил Москву по случаю 50-летия Победы в Великой Отечественной войне.
Руководители США и России в этот период неоднократно встречались в рамках саммитов G7 («Большой семёрки»), впоследствии G8 («Большой восьмёрки»): 8 июля 1992 года в Мюнхене (Германия); 9-10 июля 1993 года в Токио (Япония); 10 июля 1994 года в Неаполе (Италия); 17 июня 1995 года в Галифаксе (Канада); 20-21 апреля 1996 года в Москве. 23 октября 1995 года Борис Ельцин встретился с Биллом Клинтоном в рамках сессии Генеральной Ассамблеи ООН в Нью-Йорке. 13 марта 1996 года российско-американская встреча на высшем уровне состоялась в рамках саммита, посвящённого достижению мира на Ближнем Востоке, проводившегося в Шарм-эш-Шейхе (Египет).
За первую половину 1990-х годов в двусторонних отношениях между Россией и США были получены значимые результаты в области контроля над стратегическими вооружениями, сужения идеологических и политических разногласий, расширения деловых и культурных контактов и т. п. Наметился заметный рост двусторонней торговли, США превратились в крупнейшего иностранного инвестора России (с 1992 по 1998 годы включительно США вложили в российскую экономику 7,7 млрд долларов, что составляло около трети иностранных инвестиций).
В сентябре 1995 года страны НАТО начали интервенцию в Боснии, после чего российская общественность подвергла критике не только западные державы, но и Ельцина с Козыревым за их неспособность помешать подобным действиям. Тогда же на Западе начали открыто обсуждать перспективы расширения НАТО на восток. О такой возможности было заявлено ещё в конце правления администрации Джорджа Буша-старшего. Для администрации Билла Клинтона расширение альянса стало важнейшим приоритетом. 
Партнёрским отношениям, однако, нанесли заметный ущерб военная кампания НАТО против Югославии (24 марта — 10 июня 1999 года) и расширение НАТО на восток (12 марта 1999 года в альянс были приняты Чехия, Венгрия и граничащая с Калининградской областью России Польша).

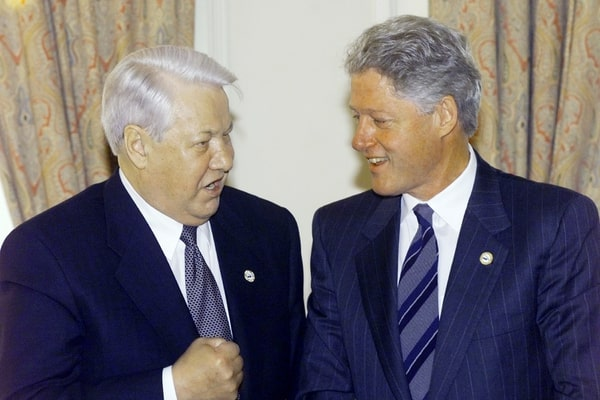
Борис Ельцин и Билл Клинтон. 1999 год.

В Москве подготовку к расширению НАТО расценили как попытку давления на Россию и выражение скрытой угрозы со стороны Запада. Учитывая предстоявшие летом 1996 года президентские выборы и идя навстречу усилившей свои позиции антизападнически настроенной части политической элиты, президент Ельцин в начале года отправил в отставку «слишком прозападного» Козырева, заменив его Евгением Примаковым, имевшим репутацию сильного политика и умеренного государственника.
При Евгении Примакове тезис о необходимости отстаивания национальных интересов России стал постоянным рефреном выступлений как самого министра, так и его подчинённых. Продолжая линию на предпочтительное сотрудничество с США и Евросоюзом, новый министр иностранных дел, однако, отказался от позиции «безоговорочного согласия» с исходящими от Запада инициативами. Свою задачу он видел не в противопоставлении российских интересов западным, а в том, чтобы приучить Запад к необходимости согласовывать с Россией все серьёзные решения, которые затрагивают её интересы. В то время как США стремились навязать остальным государствам свой национальный интерес в качестве общемирового, Примаков считал необходимым противостоять этому, стараясь при этом не выходить за рамки партнёрства с Вашингтоном. В это же время в самих США произошли изменения в расстановке политических сил. С переходом конгресса под контроль республиканцев мощную поддержку получила политика «новой холодной войны». Лидеры республиканской оппозиции критиковали Клинтона за «передачу внешней политики в руки русских» и настаивали на ускоренном расширении НАТО с целью «окружить» Россию демократическими странами с рыночной экономикой, действуя с позиций «победителей в холодной войне».
Во второй половине 1990-х годов Россия отказалась от принципа «демократической солидарности» в своей внешней политике, поскольку Запад не проявил встречной «солидарности» с потребностями самой России. Реакция российского руководства на действия Запада, однако, была двойственной и противоречивой. Эмоциональные протесты против планов расширения НАТО не помешали подписанию 27 мая 1997 года в Париже Основополагающего акта Россия — НАТО, который фактически представлял собой программу адаптации Российской Федерации к этому расширению, первый этап которого был осуществлён в 1999 году (в НАТО были приняты Чехия, Польша и Венгрия). Острые дипломатические трения в связи с интервенцией НАТО в Косово в 1998—1999 годах не привели к переносу дипломатических разногласий по Балканам на другие сферы отношений России с Западом.

### Российско-американские отношения при Клинтоне и Путине
Г-н Буш-младший и его помощники по президентской кампании (2000 года) обещали нации, что откажутся от назойливого и непродуктивного, по их оценкам, вмешательства США в дела России в эру Билла Клинтона, который придавал первостепенное значение интеграции России в глобальную систему демократических государств со свободной рыночной экономикой. 
 ("The International Herald Tribune", 29/01/2001)
К основным проблемным вопросам между РФ и США в начале 2000-х гг. относились: помощь России Ирану в осуществлении ядерной программы, энергобезопасность, ситуация в Палестине, Грузии и на Украине, а также развёртываемая США в Европе система противоракетной обороны. Негативное отношение российское руководство начало проявлять к американскому финансированию российских неправительственных организаций и движений.
В сентябре 1999 года США получили официальную просьбу России о предоставлении дополнительной продовольственной помощи в объеме 5,5 млн т, в дополнение к уже организованным американским гуманитарным поставкам зерна и продуктов в объеме 3,3 млн т.
В июне 2000 года указом президента Путина была утверждена «Концепция внешней политики Российской Федерации». Согласно этому документу, основными целями внешней политики страны являются: обеспечение надёжной безопасности страны, воздействие на общемировые процессы в целях формирования стабильного, справедливого и демократического миропорядка, создание благоприятных внешних условий для поступательного развития России, формирование пояса добрососедства по периметру российских границ, поиск согласия и совпадающих интересов с зарубежными странами и межгосударственными объединениями в процессе решения задач, определяемых национальными приоритетами России, защита прав и интересов российских граждан и соотечественников за рубежом, содействие позитивному восприятию Российской Федерации в мире.
В 2000 году было подписано российско-американское соглашение, предусматривавшее утилизацию излишков оружейного плутония в России и США, в частности, путём производства из него МОКС-топлива (смешанного оксидного топлива для АЭС), использования в энергетических ядерных реакторах, перевода в формы, непригодные для создания вооружений, а также захоронения. Предполагалось, что в рамках этого соглашения каждая из сторон ликвидирует «рассекреченные» запасы плутония в объёме 34 тонн.

### Российско-американские отношения при Буше-младшем и Путине

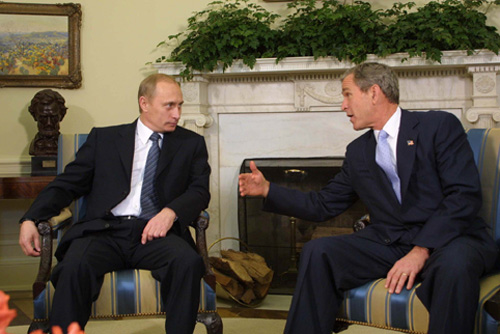
Владимир Путин и Джордж Буш-младший в Овальном кабинете Белого дома, 13 ноября 2001 года

7 ноября 2000 года президентом США был избран Джордж Буш-младший. Его первый президентский срок, особенно до начала войны в Ираке, некоторые эксперты называли «историческим апогеем» российско-американских отношений, имея в виду беспрецедентно высокую степень сотрудничества в рамках «борьбы с исламизмом» и тесные личные связи Джорджа Буша-младшего и Владимира Путина.
Событием, предопределившим резкое сближение между Россией и Западом, стали террористические акты 11 сентября 2001 года, когда Россия без колебаний приняла сторону США. Кульминацией этого сближения стало участие России в антитеррористической коалиции, созданной США для подготовки и ведения войны против режима талибов в Афганистане, и подписание так называемой Римской декларации «Отношения Россия — НАТО: новое качество». В соответствии с ней 28 мая 2002 года был создан Совет Россия-НАТО («Совет двадцати»), после чего в принципе можно было ожидать перехода отношений России и НАТО на более высокий уровень с перспективой полноправного членства России в НАТО. Россия предоставила НАТО свою территорию для транзита военных грузов и военнослужащих в Афганистан.
Дальнейшему сближению между Россией и США в этот период помешали сами США, объявив в декабре 2001 года об одностороннем выходе из Договора об ограничении систем противоракетной обороны. В ответ на выход США из Договора по ПРО Россия вышла из Договора СНВ-II, который был заменён более мягким Договором о сокращении стратегических наступательных потенциалов, подписанным в мае 2002 года.
В июне 2001 года Путин первый раз встретился с Джорджем Бушем (младшим) в столице Словении Любляне. Джордж Буш, как он выразился, «заглянул в глаза» Владимиру Путину, «ощутил его душу» и увидел в нём «прямого и достойного доверия человека». Президент России счёл коллегу «приятным собеседником» и «нормальным абсолютно человеком, реально воспринимающим вещи».

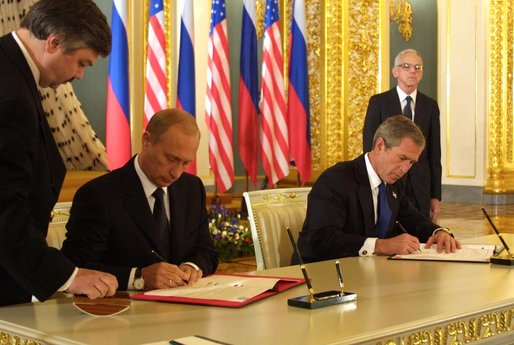
Владимир Путин и Джордж Буш-младший подписывают Договор о сокращении наступательных потенциалов (СНП)

Журналист Питер Бейкер отмечал, что в начале своего первого президентского срока Буш был настроен на рабочие отношения с Путиным: Буш считал тогда, что реальные угрозы США исходят не от России.
Профессор Андре Либих отмечает, что сближению между Россией и США в этот период помешали сами США, объявив в декабре 2001 года об одностороннем выходе из Договора об ограничении систем противоракетной обороны. С точки зрения России, выход США из соглашения, обеспечивавшего стратегический паритет сторон, разрушил надежды на новое партнёрство. Российское руководство расценило этот шаг как дестабилизирующий фактор глобального значения. В ответ на выход США из Договора по ПРО Россия вышла из Договора СНВ-II, который был заменён более мягким Договором о сокращении стратегических наступательных потенциалов, подписанным в мае 2002 года.
В начале 2003 года Россия, Германия и Франция выступили с резкой критикой американского вторжения в Ирак и, в частности, того факта, что США для достижения своих целей пошли в обход Совета Безопасности ООН. Европейские союзники, однако, в конечном итоге поддержали действия США. По оценке самого Путина, которую он дал на пресс-конференции 20 декабря 2012 года, российско-американские отношения испортились именно после вторжения войск США в Ирак в 2003 году и возникших на этой почве разногласий.
Министр иностранных дел России Игорь Иванов писал в середине февраля 2004 года: «Зрелость и прочность отношений обычно проверяется, когда бывает трудно. Нам было трудно, когда США в одностороннем порядке вышли из Договора по ПРО. Нам было трудно, когда они в обход СБ ООН начали войну в Ираке. И тем не менее, наши страны сумели путём диалога не допустить возврата к конфронтации и гонке вооружений, как это не раз бывало в прошлом. Верх взял здравый смысл и понимание того, что общие стратегические интересы борьбы с глобальными угрозами и вызовами перевешивают любые тактические расхождения».
Тем временем продолжилось расширение НАТО на восток. Строя планы расширения НАТО и Евросоюза, усиливая влияние на постсоветские государства, страны Запада не обращали внимания на то, что таким образом затрагиваются интересы России.
Принятие в 2004 году в НАТО, вопреки дипломатическим усилиям России, семи восточноевропейских стран, в том числе Эстонии, Латвии и Литвы, Путин воспринял, по оценке «Ведомостей», как «личное предательство» со стороны президента США Дж. Буша и премьер-министра Великобритании Тони Блэра, которых Путин к тому времени считал своими друзьями и с которыми усиленно налаживал партнёрские отношения. В мемуарах Блэра реакция Путина на расширение НАТО характеризуется как обида: «Владимир пришёл к выводу, что американцы не отводят ему то место, которое он заслуживает». Спустя 10 лет, в Крымской речи, Путин отметил: «Нас раз за разом обманывали, принимали решения за нашей спиной, ставили перед свершившимся фактом. Так было и с расширением НАТО на восток, с размещением военной инфраструктуры у наших границ. Нам всё время одно и то же твердили: „Ну, вас это не касается“».
В конце 2004 года в российско-американских отношениях наступило похолодание, связанное с событиями на Украине («Оранжевая революция»). На президентских выборах 2004 года российские власти поддерживали Виктора Януковича — кандидата от Партии регионов Украины, выступавшей за экономическое сотрудничество с Россией в рамках Единого экономического пространства (ЕЭП) и придание русскому языку статуса второго государственного.
4 мая 2006 года вице-президент США Ричард Чейни, находясь в Вильнюсе, произнёс речь, которую многие теперь называют «Вильнюсской» по примеру «Фултонской» речи Черчилля. По его словам, США не устраивает «использование Россией своих минеральных ресурсов в качестве внешнеполитического оружия давления, нарушение в России прав человека и деструктивные действия России на международной арене». Отказ России от прекращения военного сотрудничества с Ираном, Сирией, КНДР и другими государствами, «вызывающими тревогу» у США, приводит к постоянным российско-американским конфликтам в Совете Безопасности ООН.
В «Стратегии национальной безопасности США» 2006 года была радикально изменена позиция в отношении Российской Федерации. Если в аналогичном документе 2002 года американская администрация отмечала некоторые положительные изменения, происходящие в России, и называла её союзником в борьбе с терроризмом, то в документе 2006 года было выражено весьма скептическое отношение к развитию демократии в РФ и было указано, что США «должны быть готовы к тому, чтобы действовать самостоятельно в случае необходимости». В связи с этим департамент информации и печати МИД России заявил, что, очевидно, по мнению Белого дома, «главным критерием развития отношений США с зарубежными государствами будет соответствие или несоответствие поведения той или иной страны американскому пониманию демократии и потребностям борьбы с неугодными режимами, как это видится из Вашингтона».
Со второй половины 2000-х годов в публичных выступлениях, в том числе на международном форуме в Мюнхене, Путин выражал недовольство военными аспектами американской внешней политики и проявлял опасения по поводу «ничем не сдерживаемого, гипертрофированного применения силы» и навязывания США своего видения миропорядка другим государствам. На Мюнхенской конференции по политике безопасности 10 февраля 2007 года Путин сформулировал возражения на размещение американских военнослужащих и элементов американской системы противоракетной обороны в Восточной Европе, а также по поводу милитаризации космоса. Российский лидер заявил, что США пытаются решать все мировые проблемы военным путём, и упрекнул НАТО и Евросоюз в стремлении подменить собой ООН.
По словам руководства США, размещение в Восточной Европе элементов американской системы ПРО направлено на защиту Европы от северокорейских и иранских ракет. Российское руководство категорически отвергает такое объяснение. Несмотря на протесты российского руководства, приостановить американские планы развёртывания ПРО неподалёку от границ России в последовавшие годы не удалось. В связи с тем, что размещение американской системы ПРО в Восточной Европе угрожает свести на нет российский ракетно-ядерный потенциал, в феврале 2012 года в качестве ответной меры в Калининградской области начались приготовления к размещению ракетных комплексов «Искандер» 9К720, оснащённых баллистическими ракетами малого радиуса действия (до 500 км).
14 июля 2007 года Владимир Путин подписал Указ «О приостановлении Российской Федерацией действия Договора об обычных вооружениях в Европе и связанных с ним международных договоров». Наблюдатели полагают, что это решение стало первым шагом российского руководства в сторону коренного изменения военно-политической обстановки на европейском континенте, складывавшейся с начала 1990-х годов не в пользу России.
В сопровождающей документ справке указывалось, что данное решение вызвано «исключительными обстоятельствами, влияющими на безопасность Российской Федерации». К таковым, в частности, отнесены:
1. Превышение восточноевропейскими государствами — участниками ДОВСЕ, присоединившимися к НАТО, «групповых» ограничений ДОВСЕ в результате расширения альянса;
2. Невыполнение странами НАТО принятого в 1999 году политического обязательства об ускоренной ратификации Соглашения об адаптации ДОВСЕ;
3. Отказ Латвии, Литвы и Эстонии, вступивших в НАТО, от участия в ДОВСЕ и, в результате, появление на северо-западной границе РФ территории, «свободной» от ограничений на размещение обычных вооружений, в том числе и вооружений других стран;
4. Планируемое размещение военных баз США на территориях Болгарии и Румынии[63].

В декабре 2007 года односторонний российский мораторий на исполнение ДОВСЕ вступил в силу.
В начале 2008 года осложнение отношений между Россией, США и НАТО вызвало обсуждение руководством блока обращений Украины и Грузии о присоединении к Плану действий по подготовке к членству в НАТО (ПДПЧ). США приложили значительные усилия, чтобы убедить своих союзников по НАТО в необходимости присоединения Грузии и Украины к ПДПЧ на Бухарестском саммите альянса в апреле 2008 года. Несмотря на то, что Грузия и Украина не получили официального приглашения стать участниками ПДПЧ, им дали понять, что дорога в НАТО для них расчищена и необходимо лишь немного подождать. Главы государств и правительств стран-членов НАТО заявили в Бухаресте, что Грузия и Украина станут членами НАТО, когда будут соответствовать предъявляемым требованиям к членству в этой организации. Это решение было подтверждено на последующих встречах в верхах.
Россия тем временем продолжает рассматривать продвижение НАТО на Восток как угрозу своим стратегическим интересам в Европе. По итогам апрельского саммита НАТО (2008) глава Генштаба РФ генерал Юрий Балуевский заявил, что, если Грузия и Украина присоединятся к НАТО, Россия будет вынуждена принять «военные и иные меры» для обеспечения своих интересов вблизи государственных границ. Глава российского правительства Владимир Путин, со своей стороны, заявил о намерении «предметно поддержать» Абхазию и Южную Осетию, руководители которых обратились к нему с посланиями, выразив опасения по поводу принятого на саммите НАТО решения.
Новый кризис в отношениях России и Запада был связан со вторжением США и их союзников в Ирак с целью свергнуть режим Саддама Хусейна в марте 2003 года. По оценке самого Путина, которую он дал на пресс-конференции 20 декабря 2012 года, российско-американские отношения испортились именно после вторжения войск США в Ирак в 2003 году и возникших на этой почве разногласий.
29 марта 2004 года в ходе расширения НАТО на восток в альянс, вопреки дипломатическим усилиям России, были приняты Болгария, Румыния, Словакия и Словения, а также граничащие с Россией Эстония, Латвия и Литва. Расширение НАТО на восток в 2004 году Путин воспринял, по оценке газеты «Ведомости», как «личное предательство» со стороны президента США Джорджа Буша-младшего и премьер-министра Великобритании Энтони Блэра, которых Путин к тому времени считал своими друзьями и с которыми усиленно налаживал партнёрские отношения.
В августе 2008 года новый виток противостоянию России и США дала война в Грузии, по завершении которой Россия официально признала Южную Осетию и Абхазию независимыми государствами.
В августе 2008 года новый виток противостоянию России и США дала война в Грузии. Российские войска очистили территорию почти полностью захваченной непризнанной республики от грузинской армии и в течение нескольких дней продолжали бомбардировки военных объектов на всей территории Грузии, после чего Россия официально признала Южную Осетию и Абхазию независимыми государствами.

### Российско-американские отношения при Обаме и Медведеве/Путине

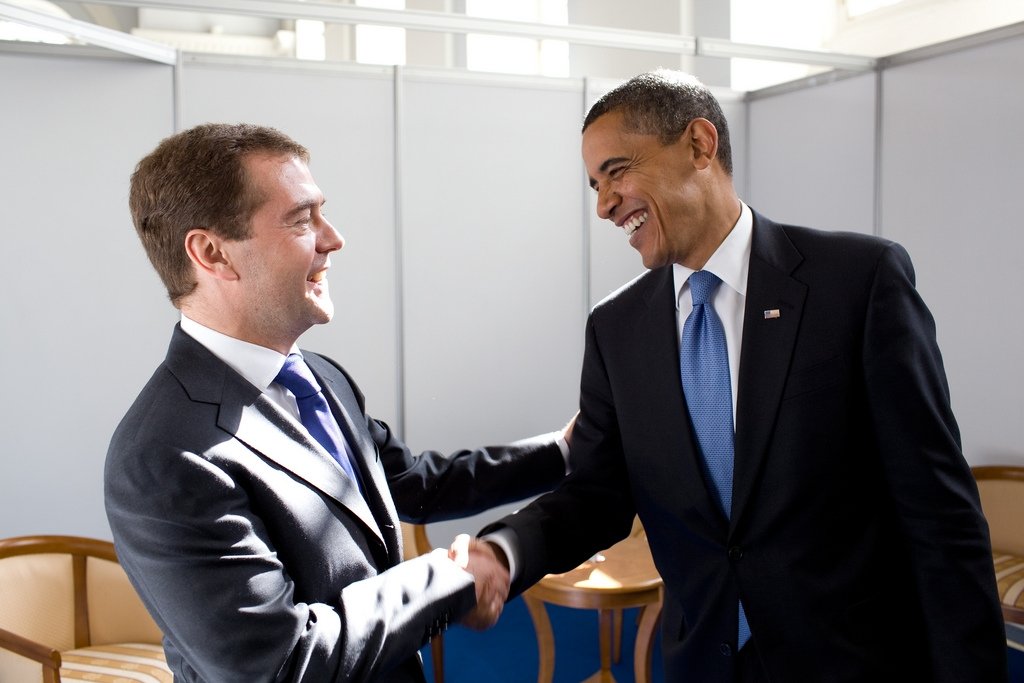
Барак Обама и Дмитрий Медведев (2009)

В конце 2008 года на пост президента США был избран Барак Обама. 6 марта 2009 года государственный секретарь США Хиллари Клинтон и министр иностранных дел России Сергей Лавров провели первую официальную двухстороннюю встречу, которая состоялась в женевском отеле «Интерконтиненталь». На этой встрече Клинтон и Лавров дали символический старт перезагрузке отношений между Россией и США, нажав большую красную кнопку, на которой было написано не «перезагрузка», а «перегрузка». К этому времени, однако, США и Россия уже видели друг в друге геополитических соперников, поэтому США продолжали попытки ограничения влияния России на постсоветском пространстве, а Россия активно противостояла этим попыткам и временами успешно сводила на нет американские инициативы.

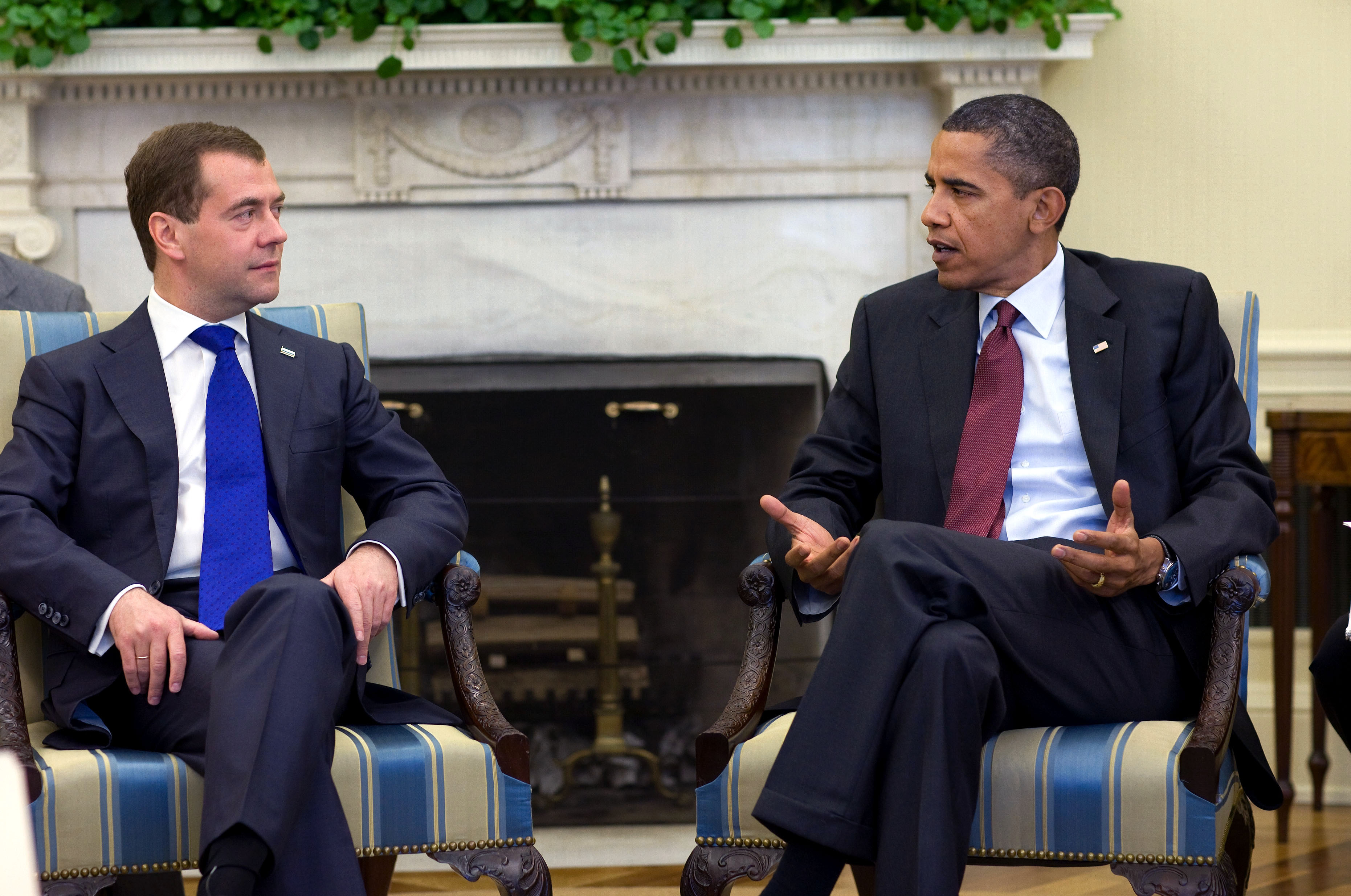
Дмитрий Медведев и Барак Обама в Овальном кабинете Белого дома, 24 июня 2010 года

Новая трещина в российско-американских отношениях возникла в начале 2011 года, когда премьер Путин сравнил военную операцию Запада в Ливии с крестовым походом. При этом Путин подверг критике резолюцию СБ ООН по Ливии (при голосовании по которой Россия воздержалась, но не использовала право вето), назвав её «неполноценной и ущербной». В прессе тогда появилась информация о разногласиях между премьером Путиным и президентом Медведевым по ключевому военно-политическому вопросу, а позиция России была охарактеризована как «двусмысленная».
В феврале 2012 года при голосовании в Совбезе ООН по аналогичной резолюции по Сирии Россия использовала право вето.
Осенью 2012 года в России была прекращена работа Агентства США по международному развитию (USAID) после того, как российские власти сочли характер работы Агентства не всегда отвечающим заявленным целям. В сообщении МИД РФ, распространённом после принятия решения о прекращении программ USAID в России, указывалось, что через распределение грантов Агентство пыталось влиять на политические процессы и институты гражданского общества.

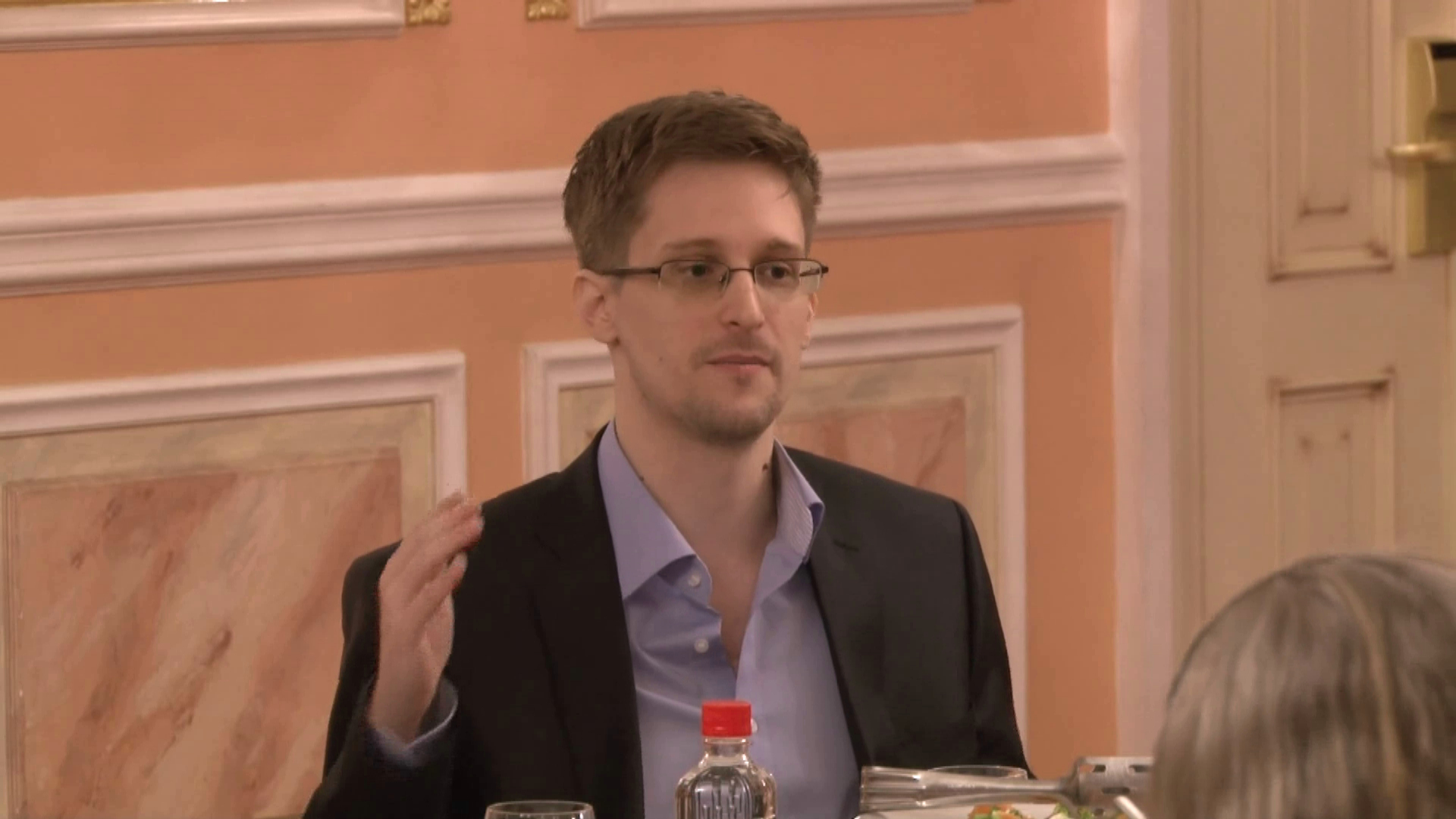
Эдвард Сноуден в Москве (октябрь 2013)

В августе 2013 года российско-американские отношения подверглись новому испытанию. Сентябрьский визит президента США Обамы в Москву и его переговоры с Путиным были отменены из-за предоставления временного убежища в России бывшему сотруднику ЦРУ Эдварду Сноудену, разногласий по ситуации в Сирии и проблем с правами человека в России. В специальном заявлении Белого дома об отмене визита Барака Обамы в Москву в сентябре 2013 года отмечалось «отсутствие за последние 12 месяцев прогресса по таким вопросам, как противоракетная оборона и контроль над вооружениями, торгово-экономические отношения, проблемы глобальной безопасности, права человека и гражданское общество». Разногласия между Россией и США в этот период, в частности, касались положения некоммерческих организаций в России, «Закона Магнитского» и «Закона Димы Яковлева».

#### Украинский кризис и российско-американские отношения
Новый этап напряжённости между странами был вызван событиями на Украине и аннексией Крыма Российской Федерацией в 2014 году. В марте 2014 года администрация президента Обамы взяла курс на «системное сдерживание» России, сворачивание связей и ввела визовые, финансовые и имущественные санкции против ряда российских официальных лиц, депутатов Федерального собрания и предпринимателей, а также компаний и банков, которые с тех пор неоднократно продлевались и усиливались. С российской стороны принимались ответные меры — как зеркальные, так и асимметричные — по защите национальных интересов России в связи с недружественными действиями.
Новый этап напряжённости между странами был вызван событиями на Украине и аннексией Крыма Российской Федерацией в 2014 году. После событий на Украине и «крымской весны» США ввели против России санкции и попытались организовать её международную изоляцию, а диалог между Москвой и Вашингтоном практически сошёл на нет.
С марта 2014 года по инициативе американской администрации были приостановлены контакты по линии созданной в 2009 году Российско-американской президентской комиссии и отменён ряд мероприятий в рамках двустороннего сотрудничества. Были введены визовые, финансовые и имущественные санкции против ряда российских официальных лиц, депутатов Федерального собрания и предпринимателей, а также компаний и банков.

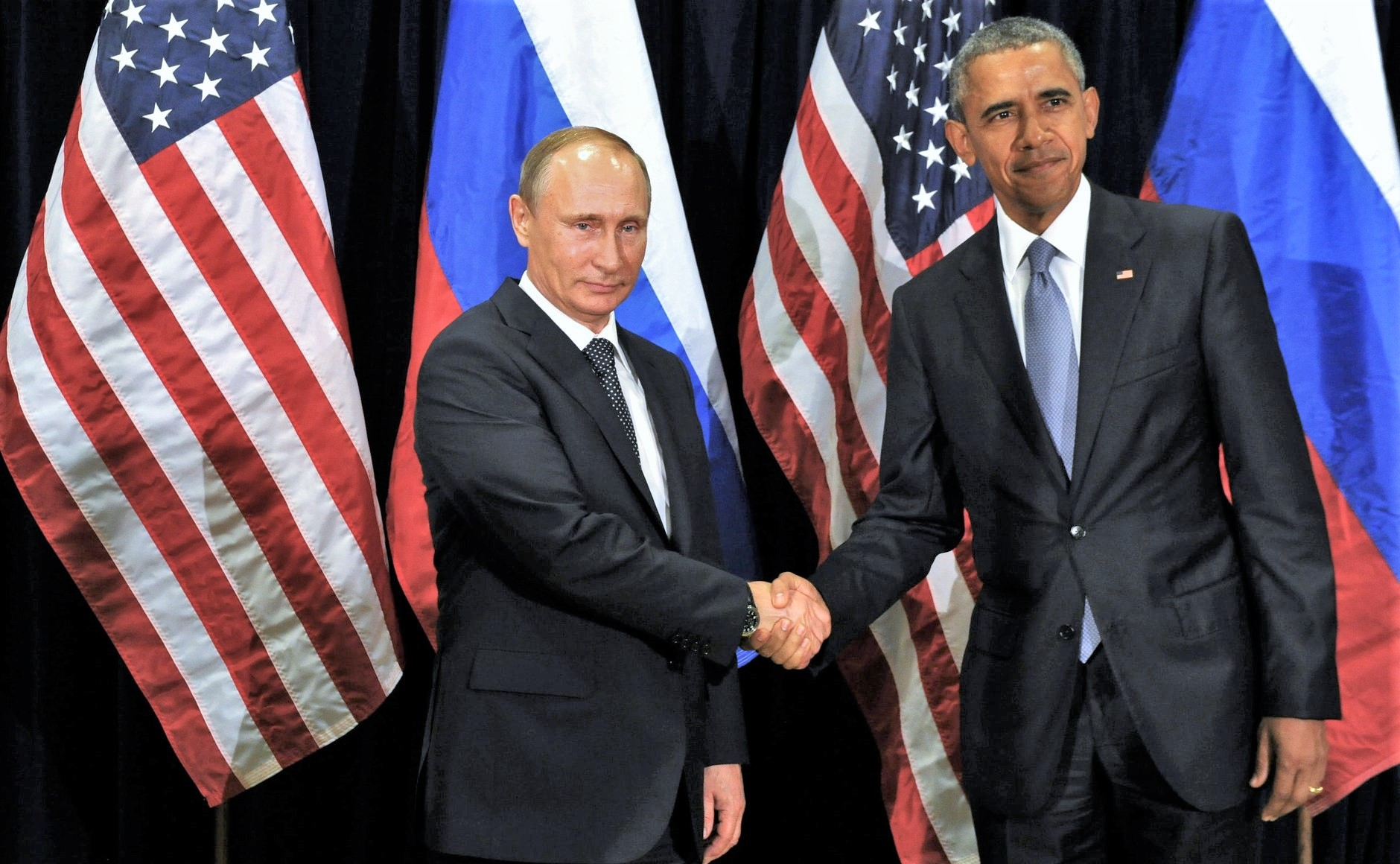
Владимир Путин и Барак Обама,
29 сентября 2015 года

В первых числах марта 2014 года, с резким обострением отношений между двумя странами в связи с действиями России в Крыму, госсекретарь Джон Керри заявил в телеинтервью, что «перезагрузка» осталась в прошлом: «Мы вошли в другую фазу отношений с Россией».
30 марта, после того как президент РФ Владимир Путин позвонил американскому коллеге Бараку Обаме, предложив вместе заняться поиском выхода из украинского кризиса, прошла парижская встреча Сергея Лаврова и госсекретаря США Джона Керри. 14 апреля Путин и Обама ещё раз обменялись по телефону своими противоположными точками зрения на ситуацию в юго-восточных регионах Украины. Как следует из заявления Вашингтона, опубликованного по итогам переговоров, американская сторона уверена в поддержке российскими властями «действий вооружённых пророссийски настроенных сепаратистов, которые подрывают позиции правительства Украины и дестабилизируют ситуацию». Обама призвал «все нерегулярные силы» на Украине сложить оружие, а Москву — «использовать своё влияние на эти вооружённые пророссийские группы с целью убедить их покинуть захваченные здания».
17 апреля, на фоне объявленной на Украине «антитеррористической операции», в Женеве с участием высших дипломатических представителей Украины, ЕС, США и РФ состоялись Четырёхсторонние переговоры по деэскалации конфликта на Украине, по итогам которых было принято совместное заявление, которое предусматривало:
- разоружение незаконных вооружённых формирований, освобождение захваченных административных зданий, улиц, площадей и других общественных мест;
- амнистию участникам протестов и тем, кто освободит здания и другие общественные места и добровольно сложит оружие, за исключением тех, кто будет признан виновным в совершении тяжких преступлений;
- создание Специальной мониторинговой миссии ОБСЕ для содействия немедленной реализации этих мер, направленных на деэскалацию ситуации, с участием наблюдателей от США, ЕС и России;
- осуществление всеобъемлющего, прозрачного и ответственного конституционного процесса с немедленным началом широкого национального диалога, который будет учитывать интересы всех регионов и политических сил Украины.

Соглашение это, однако, выполнено не было (за исключением создания СММ ОБСЕ), и уже 22 апреля украинские силовые структуры возобновили проведение «результативных антитеррористических мероприятий для защиты от террористов украинских граждан, проживающих на востоке Украины».
В 2014 году американской администрацией в ответ на аннексия Крыма Россией и конфликт на востоке Украины была запущена так называемая «Европейская инициатива сдерживания», имеющая целью усиление военного присутствия в Европе, противостояние действиям России и «сдерживание российской агрессии в регионе», в том числе путём активного взаимодействия с партнёрами по НАТО, «в особенности в Восточной Европе».
С самого начала конфликта на Украине Конгресс США выступал за разрешение поставлять Украине оружие и ещё в 2014 году принял законопроект о поддержке свободы Украины, санкционирующий такие поставки. Администрация Барака Обамы, однако, препятствовала реализации этого плана, опасаясь, что это приведёт к втягиванию США в конфликт в Донбассе. В связи с этим военная помощь Украине при Обаме ограничивалась предоставлением «нелетального» снаряжения.
В июне 2015 года напряжённость между странами усилилась ещё больше в связи с планами США разместить в Восточной Европе танки, другую бронетехнику, реактивную артиллерию и другое тяжёлое вооружение. В России назвали этот шаг «самым агрессивным шагом со времён холодной войны»..
7 ноября 2015 года министр обороны США Эштон Картер объявил о мерах по сдерживанию «российской агрессии». В числе планируемых мер министр назвал модернизацию ядерного оружия, развитие беспилотной авиации и стратегических бомбардировщиков, развитие систем лазерного и рельсотронного оружия, а также новых систем вооружений, детали которых не уточнялись.
В ноябре 2015 года по инициативе американской стороны было прекращено антитеррористическое сотрудничество между спецслужбами США и России.
В январе 2016 года британская газета Guardian сообщила, что США в течение 2015—2025 гг. запланировали потратить 355 млрд долларов на закупку 12 новых стратегических подводных лодок с ядерным оружием, около ста новых стратегических бомбардировщиков, новых межконтинентальных баллистических ракет, которые можно запускать с передвижных установок, и более тысячи крылатых ракет, которые могут нести ядерные заряды. По мнению Guardian, Россия и США таким образом начинают полностью восстанавливать ядерный арсенал периода холодной войны.
В октябре 2016 года Директор Национальной разведки США Джеймс Клеппер заявил: «Владимир Путин видит Россию великой страной, великой державой. Главная их цель состоит в том, чтобы США относились к России как к великой державе». Клеппер охарактеризовал состояние отношений между Россией и США как «очень плохие» и отметил, что между странами очень много разногласий — по Сирии и по Украине.
Аннексия Крыма Российской Федерацией привело к разрыву контактов между военными ведомствами России и США, однако осенью 2015 года в связи с начинающейся военной операцией России в Сирии эти контакты были возобновлены.
3 октября 2016 года президент России Владимир Путин распорядился приостановить соглашение с США об утилизации плутония от 2000 года «в связи с коренным изменением обстоятельств, возникновением угрозы стратегической стабильности в результате недружественных действий США в отношении Российской Федерации и неспособности США обеспечить выполнение принятых обязательств по утилизации избыточного оружейного плутония …, а также исходя из необходимости принятия безотлагательных мер по защите безопасности Российской Федерации».
7 октября 2016 года администрация Барака Обамы обвинила Россию во взломе серверов Демократической партии и краже документов. В результате расследования американские спецслужбы заявили, что, по их мнению, российские власти знали о кибератаках хакеров на объекты в США и преследовали цель изменить общественное мнение американцев в пользу республиканского кандидата Дональда Трампа.

#### Ситуация в Сирии и российско-американские отношения
С начала сирийского кризиса в 2011 году США поддерживали оппозицию, в то время как Россия последовательно настаивала на легитимности режима президента Башара Асада. Несмотря на имеющиеся разногласия, внешнеполитические ведомства РФ и США осуществляли контакты, направленные на достижение политического урегулирования конфликта.
11 сентября 2013 года в газете The New York Times была опубликована статья Путина «Россия призывает к осторожности», написанная в виде открытого письма к американскому народу и содержащая разъяснение российской политической линии в отношении сирийского конфликта. В своей статье президент России предостерёг об опасности тезиса президента США Барака Обамы «об исключительности американской нации». Статья вызвала неоднозначную реакцию мирового сообщества.
Успехом российской дипломатии в сентябре 2013 года стало посредничество в вопросе о сирийском химическом оружии. Владимир Путин смог предотвратить угрозу американских ударов по Сирии своим предложением по ликвидации сирийского химического арсенала.

##### Дипломатические усилия
С 2012 года Россия и США принимали активное участие в подготовке и проведении международных конференций по Сирии, целью которых был поиск политического решения конфликта. Первая из них, получившая впоследствии название «Женева-1», состоялась 30 июня 2012 года (Сирия на неё не была приглашена). В коммюнике, согласованном по её итогам, были зафиксированы основные принципы урегулирования: создание переходного органа управления, возможность пересмотра конституции, проведение президентских и парламентских выборов, формирование новых органов государственной власти. Достигнутые договорённости, однако, не были реализованы, и вооружённое противостояние продолжилось.
В мае 2013 года министр иностранных дел РФ Сергей Лавров и госсекретарь США Джон Керри выступили с предложением провести новую конференцию по сирийскому урегулированию. 22 января 2014 года в Монтрё (Швейцария) открылась встреча, получившая название «Женева-2», на которой впервые с начала конфликта делегации сирийского правительства и оппозиции встретились за одним столом переговоров. Конференция, однако, не принесла никаких существенных результатов.

##### Ситуация с сирийским химическим оружием
Одна из ключевых договорённостей России и США по Сирии была связана с сирийским химическим оружием. В июле 2012 года перешедший на сторону оппозиции высокопоставленный сирийский деятель, бывший губернатор нескольких провинций и посол Сирии в Ираке Наваф Фарес заявил, что режим президента Башара Асада готов применить химическое оружие, если окажется в безвыходном положении, и что, по неподтверждённым данным, такое оружие уже применялось в Хомсе. В августе 2013 года произошла химическая атака в пригороде Дамаска. Власти Сирии и оппозиция отвергали обвинения в проведении химической атаки, возлагая ответственность друг на друга. Франция и США при поддержке ряда арабских государств серьёзно рассматривали вопрос о нанесении ударов по Сирии. Президент Барак Обама ранее неоднократно заявлял, что применение в Сирии химического оружия будет рассматриваться как переход через «красную линию», после которого международное сообщество будет обязано вмешаться в ситуацию. 29 августа 2013 года на заседании Совбеза ООН Россия и Китай наложили вето на соответствующий проект резолюции.
10 сентября по итогам переговоров в Москве Сергея Лаврова и министра иностранных дел Сирии Валида Муаллема Сирия согласилась присоединиться к конвенции о запрещении химического оружия, поставить свои запасы химического оружия под международный контроль и уничтожить запасы химического оружия к 2014 году. 14 сентября в Женеве Сергей Лавров и Джон Керри достигли рамочной договорённости об уничтожении сирийского химического оружия. США подтвердили намерение воздержаться от военной интервенции в Сирию в случае выполнения предложенного Россией плана, но оставили за собой право на применение силы, если Дамаск нарушит взятые на себя обязательства.
27 сентября СБ ООН принял соответствующую резолюцию. 15 ноября исполнительный совет Организации по запрещению химического оружия (ОЗХО) утвердил детальный план уничтожения химического оружия.
В августе 2015 года был учреждён совместный механизм ООН и ОЗХО по расследованию случаев применения химического оружия. Россия и США оказали техническое содействие в его вывозе и уничтожении. 4 января 2016 года ОЗХО подтвердила завершение процесса уничтожения химического оружия, заявленного правительством Сирии. 12 объектов по его производству предполагалось уничтожить до конца 2015 года, однако в связи с осложнением ситуации в стране специалисты ОЗХО оказались не в состоянии подтвердить ликвидацию всех объектов.

##### Военная операция против ИГ
В 2014 году часть территории Сирии была захвачена формированиями «Исламского государства» (ИГИЛ), провозгласившими халифат на территории Ирака и Сирии. Это было использовано как обоснование для военного вмешательства в конфликт международной коалиции во главе с США. С августа авиация коалиции начала бомбардировки позиций террористов в Ираке, месяцем позже — в Сирии. Сирийские власти и российские политики неоднократно заявляли о нелегитимности присутствия США в Сирии.
К осени 2015 года ситуация в Сирии стала катастрофической, угрожая поражением сирийской правительственной армии и захватом Дамаска, что привело бы к крушению сирийской государственности. Террористические группировки и формирования вооружённой оппозиции располагали стратегическим преимуществом и контролировали целые провинции и большинство нефтяных месторождений. Правительственные силы были фактически прижаты к западной границе Сирии, и лишь северный участок линии фронта удерживали курдские формирования.
Россия предложила США объединить усилия в борьбе с «Исламским государством» на территории Сирии с Россией, Ираном и сирийской армией, однако американская администрация не дала своего согласия на подобное сотрудничество. Как стало известно СМИ, Вашингтон заявил о готовности обсуждать вопрос о координации ударов, чтобы избежать возможных инцидентов с российскими самолётами, однако США и их союзники отказались от взаимодействия с сирийской армией. В связи с этим российское руководство приняло решение действовать самостоятельно.
В сентябре 2015 года Россия начала свою собственную военную операцию. В связи с этим контакты между военными ведомствами России и США, прерванные в 2014 году из-за событий на Украине, были возобновлены. 28 сентября в ходе переговоров на высшем уровне Обама и Путин договорились о контактах между военными во избежание конфликтов и в целях исключения взаимных помех операциям в Сирии. При этом Россия отказалась присоединиться к действующей под эгидой США международной коалиции, сославшись на то, что эта коалиция действует в Сирии без мандата Совета Безопасности ООН и не имея согласия законного правительства Сирии. Вместе с тем российское руководство заявило, что «как минимум» стремится избегать недопонимания с коалицией, а «как максимум» — сотрудничать, чтобы «борьба против терроризма велась более эффективно». 20 октября вступил в силу Меморандум о безопасности полётов над Сирией. Документ регламентировал полёты самолётов и БПЛА над Сирией, определил каналы связи между военными России и США, а также механизм взаимодействия при кризисных ситуациях, но не предусматривает обмена разведданными и координации целей ударов.

Выступление на пленарном заседании 70-й сессии Генеральной Ассамблеи ООН

Слаженные и умелые действия российской авиации позволили переломить ситуацию в пользу сирийского правительства и потеснить вооружённую оппозицию и террористов. Со вступлением России в вооружённый конфликт ситуация кардинально изменилась в пользу сирийской армии. Уже через неделю она развернула широкомасштабное наступление на антиправительственные формирования.
В октябре 2015 года США поддержали создание на севере Сирии курдско-арабского альянса «Сирийские демократические силы», предоставили его формированиям значительное количество оружия, организовали их обучение и направили в этот район своих военных советников и подразделения специальных сил. Во взаимодействии с силами международной коалиции, возглавляемой США, Сирийские демократические силы в 2016 году начали наступление на формирования «Исламского государства», контролировавшие территории на восточном берегу Евфрата.
В начале 2016 года Россия и США как сопредседатели Международной группы поддержки Сирии стали инициаторами соглашения о перемирии с группировками вооружённой оппозиции. 27 февраля вступил в силу режим прекращения огня между правительственными силами и формированиями вооружённой оппозиции. Эта договорённость была достигнута благодаря интенсивным контактам российских и американских экспертов и дипломатов, а затем одобрена президентами РФ и США Владимиром Путиным и Бараком Обамой. Режим прекращения огня не распространялся на «Исламское государство», «Джебхат ан-Нусра» и ряд других террористических организаций, признанных таковыми ООН. Примирение враждующих сторон обеспечивали российский Координационный центр на авиабазе Хмеймим, американский центр по примирению в Аммане (Иордания) и рабочая группа в Женеве. К перемирию присоединились сотни населённых пунктов. С 15 марта по приказу президента Путина начался вывод основных сил российской группировки из Сирии. К концу апреля, однако, переговорный процесс был прерван, и режим прекращения огня развалился.
Последовавшие события показали, однако, что говорить о разгроме радикальных исламистов и переходе от военной кампании к политическому урегулированию ещё рано. Камнем преткновения стали проблемы с размежеванием «умеренной оппозиции», поддерживаемой США, Турцией и рядом арабских стран, и террористических джихадистских организаций («Исламское государство» и «Джебхат ан-Нусра»). При этом Россия подвергалась многочисленным обвинениям стран Запада в поддержке «кровавого режима» Башара Асада. Российское руководство, однако, продолжало придерживаться выбранного курса.
9 сентября в Швейцарии министр иностранных дел России Сергей Лавров и госсекретарь США Джон Керри достигли соглашения о многоступенчатом плане по Сирии. Он, в частности, включал в себя введение режима прекращения огня, размежевание оппозиции и террористических группировок, создание демилитаризованной зоны в районе дороги Кастелло для обеспечения беспрепятственного гуманитарного доступа в Алеппо. Было также согласовано создание российско-американского центра для размежевания оппозиции и террористических группировок.
Достигнутые договорённости, однако, были сорваны из-за ряда инцидентов, произошедших после вступления в силу режима прекращения огня. 17 сентября в результате авиаудара, нанесённого по городу Дейр-эз-Зор возглавляемой США коалицией, погибли более 60 сирийских военнослужащих и около 100 человек получили ранения, чем немедленно воспользовались формирования ИГ, осаждавшие сирийскую авиабазу на окраине города. 19 сентября в окрестностях Алеппо был нанесён удар по совместному гуманитарному конвою ООН и Сирийского общества Красного Полумесяца, в результате чего погибли по меньшей мере 18 человек. США возложили ответственность за инцидент на Россию и сирийские власти.
Взаимные обвинения США и РФ были также связаны с выполнением обязательств, предусмотренных соглашением о прекращении огня. В МИД РФ заявили, что США затягивают процесс размежевания умеренной оппозиции и террористических группировок. В Госдепартаменте США обвинили Россию в том, что она не оказывает необходимого давления на сирийское правительство для достижения политического урегулирования.
3 октября Госдепартамент США заявил о приостановлении своего участия в двусторонних каналах связи с Россией, установленных с целью поддержания режима прекращения боевых действий в Сирии, и приостановил переговоры об имплементации мирного соглашения в этой стране. США отозвали из Сирии свой персонал, который должен был участвовать в создании Совместного центра по имплементации. При этом было заявлено, что американские военные продолжат использовать каналы связи с МО РФ для недопущения инцидентов во время проведения операций.
Россия, по мнению американской администрации, нарушила взятые на себя обязательств по снижению уровня насилия, обеспечению доступа в страну гуманитарной помощи и ослаблению действующих там террористических группировок. США обвинили Россию и сирийские власти в активизации ударов по мирным районам и ключевым объектам инфраструктуры, в том числе больницам, а также в предотвращении доставки гуманитарной помощи — в частности, выразившемся в ударе по гуманитарному конвою 19 сентября. Официальный представитель Белого дома Джошуа Эрнест заявил, что цель России — не борьба против экстремистов, а поддержка режима Асада, «в то время как остальное мировое сообщество … сотрудничает с США в рамках коалиции против ИГИЛ и других экстремистов в Сирии».

### Российско-американские отношения при Трампе и Путине (2017—2021)

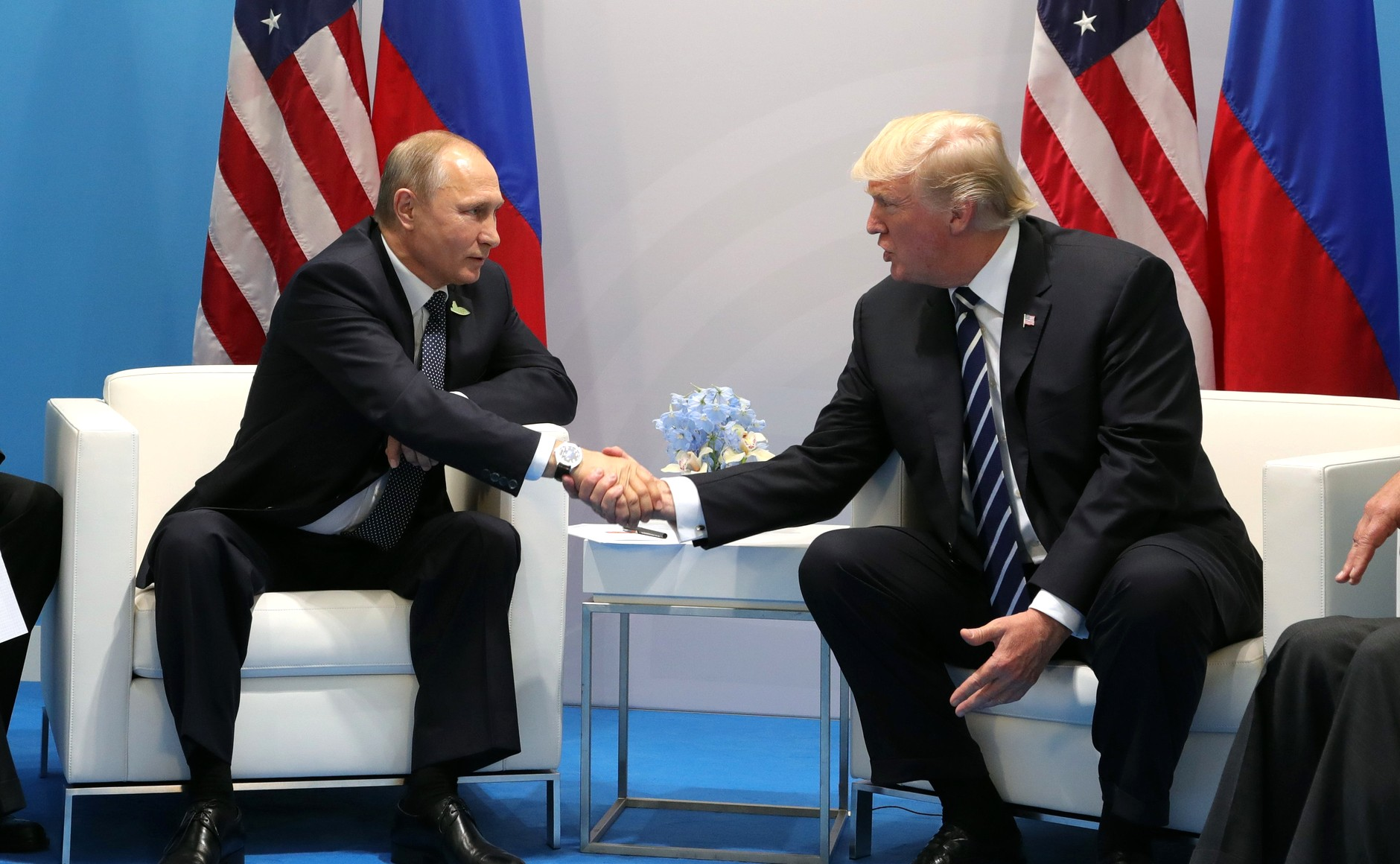
Владимир Путин и Дональд Трамп,
7 июля 2017 года

Победа Дональда Трампа на президентских выборах в США 8 ноября 2016 года породила в России надежды на улучшение российско-американских отношений. Дональд Трамп неоднократно заявлял о стремлении улучшить отношения с Россией, однако на практике американская администрация продолжила конфронтационную линию, используя против России экономические, военно-политические, пропагандистские и иные инструменты. По состоянию на конец июня 2019 года, различные санкции США действовали в отношении 288 российских граждан и 485 юридических лиц.
По оценке директора ИМЭМО РАН Фёдора Войтоловского (август 2019 года), политика первой администрации Трампа в отношении России складывалась из трёх основных направлений:
- поддержание и усиление давления в финансово-экономической сфере;
- втягивание России в высокозатратное военно-технологическое соревнование при одновременном отказе США от обязательств в сфере контроля над вооружениями;
- препятствование диалогу российского руководства по вопросам безопасности с ведущими европейскими державами, а также развитию экономического сотрудничества между Россией и Евросоюзом[121].

По мнению дипломатов и экспертов, отношения США и России в этот период опустились на самый низкий уровень за весь период после распада СССР и провозглашения независимого российского государства. Американские разведывательные службы обвиняли Россию во вмешательстве в президентские выборы, а самого Трампа активно обвиняли в сговоре с Кремлём для победы в 2016 году. В ходе расследования спецпрокурора США Роберта Мюллера, однако, обвинения в сговоре не были доказаны.
Победа Дональда Трампа на президентских выборах в США в ноябре 2016 года породила в России надежды на улучшение российско-американских отношений. 14 ноября в ходе первого телефонного разговора президента России Владимира Путина и новоизбранного президента США Дональда Трампа стороны сошлись в оценке «крайне неудовлетворительного состояния российско-американских отношений и высказались в пользу активной совместной работы по их нормализации и выведению в русло конструктивного взаимодействия по самому широкому кругу вопросов». Тем не менее за год, прошедший после выборов, ни одной полноценной российско-американской встречи в верхах так и не произошло. По мнению дипломатов и экспертов, отношения США и России опустились на самый низкий уровень за весь период после распада СССР и провозглашения независимого российского государства.
Негативное влияние на американско-российские отношения оказывала внутриполитическая конъюнктура в США, использование русофобии в межпартийной борьбе и выдвижение обвинений относительно «российского вмешательства в американские выборы».
Сразу же после президентских выборов российские спецслужбы подверглись обвинениям во вмешательстве, повлиявшем на их исход, — а именно в том, что они организовали кибератаку на серверы Национального комитета Демократической партии и публикацию электронной переписки, компрометирующей Хиллари Клинтон, а также использовали социальные сети для манипулирования общественным мнением в США. В США было начато широкомасштабное расследование возможного сговора команды Дональда Трампа с российскими властями (расследование спецпрокурора США Роберта Мюллера, длившееся два года, окончилось поражением противников Трампа — обвинения в сговоре не были доказаны).
В январе 2017 года была опубликована публичная версия доклада 17 американских спецслужб о хакерских атаках, в которых якобы была задействована Россия. Сам Дональд Трамп в течение года делал противоречивые заявления — то говорил, что не сомневается в выводах американских спецслужб, то намекал, что взломать сервер Демократической партии мог кто угодно.
В начале августа 2017 года Трамп подписал закон «О противодействии противникам США посредством санкций» (Countering America’s Adversaries Through Sanctions Act), который, помимо введения новых антироссийских санкций (ограничение размера и сроков инвестиций в российские нефтегазовые проекты, а также установление возможности введения персональных санкций для лиц, которых власти США сочтут причастными к кибератакам, коррупции и нарушению прав человека), лишил президента США права самостоятельно снимать санкции без согласования с конгрессом. Председатель правительства России Дмитрий Медведев расценил этот закон как объявление торговой войны и как признак того, что санкции продлятся десятки лет. Согласно этому закону, не позднее 29 января 2018 года Министерство финансов должно было представить Конгрессу подробный отчёт о том, каких высокопоставленных российских чиновников и бизнесменов можно считать приближёнными к власти (так называемый «Кремлёвский доклад»). Сенаторы-демократы, желая подтолкнуть Дональда Трампа к более жёстким антироссийским санкциям, опубликовали 200-страничный доклад «Путинская асимметричная атака на демократию в России и Европе: последствия для национальной безопасности США» (Putin’s Asymmetric Assault on Democracy in Russia and Europe: Implications for US National Security). Главный смысл этого документа — попытка создания нового глобального фронта по противостоянию «российской угрозе» с подключением европейских союзников.
29 января 2018 года министерство финансов США обнародовало «Кремлёвский доклад» — список высокопоставленных российских чиновников и бизнесменов, близких, по мнению Вашингтона, к руководству РФ. В него были включены 210 человек, в том числе более 100 высших российских чиновников, включая главу правительства Дмитрия Медведева и руководителя администрации президента Антона Вайно, политиков, руководителей силовых структур.
18 декабря 2017 года была обнародована Стратегия национальной безопасности США (СНБ), в которой
Россия и Китай были охарактеризованы как «ревизионистские державы», которые противостоят США, бросают вызов их процветанию и стремятся подорвать их безопасность — они «намерены сделать экономику менее свободной и честной, нарастить свой военный потенциал, контролировать информацию и данные, репрессировать свои общества и распространять своё влияние». Одним из главных инструментов сдерживания противников США будет ядерное оружие, которое в документе названо «основой американской стратегии по сохранению мира и стабильности, отражению агрессии против США, их союзников и партнёров». Противостоять России США будут в том числе в киберпространстве. В начале декабря советник президента Трампа по национальной безопасности Герберт Реймонд Макмастер заявил, что Россия освоила «методы противоборства нового поколения» и «использует дезинформацию, пропаганду и кибератаки, чтобы разделить общества двух стран и натравить их друг на друга, создать кризис доверия».
28 декабря 2017 года госсекретарь США Рекс Тиллерсон в своей статье для The New York Times заявил: «У нас нет иллюзий в отношении режима в России, с которым мы имеем дело. У США сейчас плохие отношения с возродившейся Россией, которая за последнее десятилетие вторглась в соседние Грузию и Украину и подорвала суверенитет западных стран, вмешиваясь в выборы в США и других странах». Тиллерсон подчеркнул, что о восстановлении нормальных деловых отношений с Россией невозможно говорить до урегулирования ситуации на Украине. В то же время он признал, что США настроены сотрудничать с Россией в тех областях, где это было бы взаимовыгодно. В качестве примера он привёл ситуацию в Сирии: «Сейчас, когда президент Путин выразил приверженность проводящемуся под эгидой ООН Женевскому процессу, который направлен на создание нового будущего для Сирии, мы ожидаем, что Россия последует по этому пути. Мы уверены, что воплощение в жизнь результатов этих переговоров поможет воссоздать Сирию, свободную от Башара Асада».
19 января 2018 года министерство обороны США обнародовало новую Стратегию национальной обороны США (National Defense Strategy). В этом документе было заявлено, что главной проблемой для национальной безопасности США впредь будет рассматриваться не терроризм, а стратегическое соперничество между государствами. Пятью главными угрозами американской безопасности в документе были названы четыре государства (Китай, Россия, КНДР, Иран) и продолжающаяся активность террористических группировок. Россия, в частности, обвиняется в том, что она нарушает границы соседних государств, блокирует их экономические и дипломатические инициативы, стремится к полному региональному доминированию, хочет разрушить НАТО и подстроить под себя европейскую и ближневосточную экономику и политику.
В феврале была обнародована новая ядерная стратегия США («Обзор ядерной политики» (Nuclear Posture Review)), сменившая доктрину 2010 года, принятую при администрации Барака Обамы. Из новой стратегии следует, что США ключевыми своими соперниками считают Россию и Китай. Для противостояния им США готовы вкладывать средства в новые системы вооружений, включая маломощную ядерную боеголовку для морских баллистических ракет Trident D5, и модернизацию старых программ, включая крылатые ракеты морского базирования Tomahawk в ядерном оснащении. В новой доктрине также указано, что США будут в целом активно модернизировать свою ядерную триаду (стратегическую авиацию, межконтинентальные баллистические ракеты и атомные подводные ракетоносцы) и будут координировать свою политику ядерного сдерживания России с Великобританией и Францией.
Несколькими месяцами позже российское руководство также объявило о мерах по наращиванию российского военного потенциала, в том числе в стратегической сфере. 1 марта президент Путин выступил с ежегодным посланием, одним из ключевых тезисов которого стало гарантированное обеспечение обороноспособности России. Впервые Путин рассказал о ходе новых стратегически важных разработок систем вооружения, создаваемых, по его словам, «в ответ на односторонний выход США из Договора по противоракетной обороне и практическое развёртывание этой системы как на территории США, так и за пределами их национальных границ». При этом он рассекретил часть характеристик ядерного (МБР «Сармат») и гиперзвукового (ракета «Кинжал») оружия, а также других новых комплексов.
Академик РАН Алексей Арбатов полагает, что «военно-техническая» часть президентского послания могла стать своеобразным ответом на обнародованную незадолго до этого новую ядерную стратегию американской администрации. Путин по этому поводу в своём послании сделал однозначное заявление: «Любое применение ядерного оружия против России или её союзников малой, средней, да какой угодно мощности мы будем рассматривать как ядерное нападение на нашу страну. Ответ будет мгновенным и со всеми вытекающими последствиями».
В октябре 2018 года советник президента США по национальной безопасности Джон Болтон посетил Москву и разъяснил российским властям решение президента Дональда Трампа выйти из Договора о ликвидации ракет средней и меньшей дальности. Тогда же Россия предложила США принять на высшем уровне совместное заявление по недопущению ядерной войны и укреплению стратегической стабильности. Американская сторона, однако, на это предложение не отреагировала.
30 июня 2019 года Пентагон опубликовал доклад «Russian Strategic Intentions», подготовленный группой из более чем 20 аналитиков ведущих исследовательских центров и военных учебных заведений США. Авторы доклада заявляют, что Россия по-прежнему представляет собой не только военную, но и политико-идеологическую угрозу для западных государств. Россия, по словам авторов, намерена «восстановить и сохранить влияние» на постсоветские государства, «восстановить имидж великой державы на мировой арене», а затем «представить себя добросовестным партнёром, ключевым игроком в региональной политике, а также успешным посредником, позволяющим добиться экономических, военных и политических успехов на внешней арене». В докладе утверждается, что главной целью российской внешней политики является поражение США.
В начале июля 2019 года Агентство США по международному развитию (USAID) объявило о запуске программы «Концепция противодействия злонамеренному влиянию Кремля». Заявленная цель программы — содействие странам Восточной Европы и бывшего СССР в снижении их энергетической и экономической зависимости от России, борьбе с российской пропагандой и предотвращении кибератак. По мнению экспертов, фактическая цель авторов «Концепции» состоит в том, чтобы сохранить на долгие годы конфронтационную модель отношений с Россией.
По мнению авторов документа, российская власть «агрессивно ищет новую сферу идеологического влияния за пределами своих границ», преследуя цели «подрыва экономической либерализации, прекращения демократического развития и ослабления суверенитета отдельных государств». Для этого российское руководство использует «обширный набор тактик и инструментов» (в том числе, в информационной сфере, телеканал RT и агентство Sputnik International), а также применяет экономические рычаги давления на своих соседей, используя их «историческую зависимость» от поставок нефти и газа из России. Предлагаемая «Концепция противодействия», в частности, предусматривает:
- помощь странам—партнёрам США в выходе «на успешные локальные и региональные рынки энергоносителей»;
- помощь в создании политических партий и объединений гражданских активистов, обучение приёмам борьбы с коррупцией;
- поддержку «независимых и ответственных» СМИ[77].

В январе 2019 года президент США Дональд Трамп представил обновлённую стратегию развития американской системы ПРО. Помимо России среди соперников США в документе выделены Китай, КНДР и Иран.
В документе заявлено, что новейшие российские военные разработки «бросают вызов существующим оборонительным системам» США, что делает необходимой их существенную модернизацию с целью создания средств перехвата ракет противника «на всех стадиях полёта после запуска».
Как утверждается в документе, «Россия считает США и НАТО главной угрозой своим нынешним ревизионистским геополитическим амбициям», а также оказывает помощь другим противникам и соперникам США (поставки комплекса С-400 Китаю и С-300 Ирану, содействие развитию мобильной системы противовоздушной и противоракетной обороны КНДР).
Выступая на Московской конференции по международной безопасности в апреле 2019 года, первый замначальника главного оперативного управления Генштаба РФ генерал-лейтенант Виктор Познихир сравнил стратегию противоракетной защиты США (намерение создать космический эшелон ударных средств ПРО для поражения баллистических ракет на ранних стадиях их полёта) с концепцией «звёздных войн» Рональда Рейгана и заявил, что США могут использовать космические средства, а также расположенные в Европе военные объекты для превентивного удара по России и Китаю («так называемого достартового перехвата, когда подавляющее количество баллистических ракет должно быть уничтожено ещё в пусковых установках, а стартовавшие после нанесения внезапного удара ракеты будут перехвачены противоракетными комплексами»).
30 сентября 2019 года Минфин США ввёл новые санкции против компаний и физических лиц, связанных с российским бизнесменом Евгением Пригожиным — «российским финансистом, стоящим за „Агентством интернет-исследований“, предпринимавшим попытки подорвать американский демократический процесс». Фигуранты новых санкций включены в официальный санкционный список США — так называемый Specially Designated Nationals List (SDN). Госсекретарь Майкл Помпео обвинил их в «дестабилизирующей деятельности, угрожающей интересам США».
В 2020 году была предпринята попытка организовать российско-американские переговоры по стратегической стабильности. Для этого были сформированы рабочие группы по космосу, по военным доктринам и потенциалам, а также по мерам транспарентности и верификации. Выйти на конкретные договорённости ни в одной из этих сфер не удалось.

#### «Дипломатическая война»
29 декабря 2016 года занимавший тогда пост президента США Барак Обама подписал указ, содержавший очередной пакет антироссийских санкций, которые обосновывались якобы имевшим место «российским вмешательством в президентские выборы в США» и «давлением на американских дипломатов», работающих в России. Из США были в срочном порядке высланы 35 российских дипломатов и их семьи, а также был закрыт доступ к двум загородным жилым комплексам постпредства России в Нью-Йорке и посольства России в Вашингтоне, с которых американскими властями был снят дипломатический статус. Как утверждали в Вашингтоне, эти объекты использовались россиянами для электронной разведки и шпионажа. Российская сторона заявила, что не будет предпринимать зеркальных действий в отношении американских дипломатов в России, рассчитывая уладить этот вопрос с новой администрацией Дональда Трампа.
Летом 2017 года, однако, ситуация вновь обострилась. В конце июля, после принятия конгрессом и сенатом США закона о новых антироссийских санкциях, российская сторона, ссылаясь на закрытие своих дипломатических объектов в США и высылку дипломатов, предписала до 1 сентября сократить штат посольства и консульств США в России на 755 человек — до 455 дипломатических и технических сотрудников, приравняв их количество к числу работающих в дипмиссии РФ в США. Кроме того, американское посольство в Москве лишили помещений складов на Дорожной улице и посольской дачи в Серебряном Бору.
31 августа Госдепартамент потребовал от России прекращения дипломатической деятельности в здании генерального консульства в Сан-Франциско, а также в зданиях торгового представительства в Вашингтоне и отделении торгпредства в Нью-Йорке. Требование было выполнено ко 2 сентября. Все эти объекты находятся в собственности российского правительства — за исключением офиса торгпредства, который Россия арендовала.
12 октября американские власти сняли государственные флаги России со зданий закрытых генконсульства России в Сан-Франциско и торгпредства России в Вашингтоне.
В ноябре американские власти отказали новому российскому послу Анатолию Антонову в доступе в здание генконсульства России в Сан-Франциско, которое он хотел осмотреть.
Ситуация вокруг российской дипломатической недвижимости в США сохраняет свою остроту до сих пор. Американскими властями в нарушение международного права фактически конфискованы шесть объектов, являющихся собственностью России.
Очередное ухудшение дипломатических контактов и в целом обострение отношений между США и Россией весной 2018 года было связано с так называемым «делом Скрипалей» и с ситуацией вокруг предполагаемого применения химического оружия в Сирии.
4 марта 2018 года в Великобритании произошёл инцидент с отравлением работавшего на британские спецслужбы бывшего сотрудника ГРУ Сергея Скрипаля и его дочери Юлии. Великобритания обвинила Россию в причастности к покушению на убийство Скрипалей и в нарушении Конвенции о запрещении химического оружия. В связи с инцидентом разразился дипломатический конфликт, в ходе которого США и ряд других западных стран из солидарности с Великобританией объявили о высылке российских дипломатов.
Американская администрация полностью поддержала позицию правительства Великобритании в отношении инцидента, в том числе обвинения в адрес России.
26 марта американская администрация объявила о высылке из страны 60 российских дипломатов (48 сотрудников дипломатической миссии в США и 12 сотрудников миссии при ООН) и закрытии генерального консульства России в Сиэтле.
29 марта министр иностранных дел России Сергей Лавров заявил о принятии зеркальных мер по отношению к странам, выславшим российских дипломатов, и о закрытии консульства США в Санкт-Петербурге.
6 апреля Министерство финансов США объявило о введении новых экономических санкций против России. В санкционный список попали крупнейшие российские банки и компании, а также чиновники и бизнесмены, близкие к Владимиру Путину.
1 августа 2019 года Дональд Трамп одобрил второй пакет санкций в отношении России в связи с «делом Скрипалей», которые предусматривают запрет на покупку американскими банками суверенных российских облигаций, номинированных не в рублях, а также на предоставление России нерублёвых займов. США намерены препятствовать получению Россией кредитов, финансовой и технической помощи со стороны Всемирного банка и МВФ. США также вводят дополнительные экспортные ограничения на продукцию, торговля которой контролируется американскими властями в рамках борьбы с распространением химического и биологического оружия. Новые санкции не затрагивают уже действующие контракты между США и Россией и кредиты американских банков российским государственным компаниям. Ограничения не распространяются на экспорт товаров и технологий, затрагивающих безопасность полётов гражданской авиации и исследования космоса.
Осенью 2019 года США отказали в выдаче виз тринадцати российским дипломатам и парламентариям, которые должны были сопровождать главу МИД РФ Сергея Лаврова в поездке в Нью-Йорк на неделю высокого уровня сессии Генассамблеи, и восьми членам российской делегации, планировавшей участвовать в работе Первого комитета Генеральной ассамблеи — специалисту Департамента нераспространения и контроля над вооружениями МИД РФ Константину Воронцову, ещё нескольким российским дипломатам, представителям Минобороны и «Роскосмоса».
В декабре 2020 года Госдепартамент установил трёхлетнее ограничение на командировки для российского персонала в США, которое, по словам посла Анатолия Антонова, не применяется больше ни к одной стране.

#### Судьба Договора о ликвидации ракет средней и меньшей дальности
Договор о ликвидации ракет средней и меньшей дальности (ДРСМД) был подписан Михаилом Горбачёвым и Рональдом Рейганом 8 декабря 1987 года и вступил в силу 1 июня 1988 года. Договор впервые в истории позволил ликвидировать целый класс вооружений: стороны обязались уничтожить все комплексы баллистических и крылатых ракет наземного базирования средней (1000-5500 км) и меньшей (от 500 до 1000 км) дальности, а также не производить, не испытывать и не развёртывать такие ракеты в будущем.
В 2007 году в ответ на размещение элементов американской системы ПРО в Восточной Европе российские представители заявили, что Россия может начать пересмотр всей договорно-правовой системы ядерного сдерживания и в одностороннем порядке выйти из ДРСМД. Аналогичное заявление о возможном выходе России из договора о РСМД ранее (в июне 2000 года) президент России Владимир Путин уже делал в ответ на объявление США о выходе из Договора об ограничении систем ПРО.
В июле 2014 года президент США Барак Обама в письме Владимиру Путину впервые на уровне глав государств обвинил Россию в испытаниях крылатых ракет средней дальности, нарушающих Договор.
20 октября 2018 года президент США Дональд Трамп объявил о намерении выйти из Договора о РСМД, по его словам — из-за «несоблюдения его условий российской стороной») и «разработки этого оружия Китаем» (который этим договором не связан).
1 февраля 2019 года Дональд Трамп объявил о начале процедуры выхода из Договора. 2 февраля Владимир Путин объявил, что Россия в ответ на действия США также приостанавливает участие в Договоре.
5 февраля министр обороны РФ Сергей Шойгу на селекторном совещании в министерстве заявил, что в 2019—2020 годах, в ответ на решение США приостановить выполнение ДРСМД, предстоит разработать наземный вариант комплекса морского базирования «Калибр» с крылатой ракетой большой дальности. В эти же сроки предстоит создать наземный ракетный комплекс с гиперзвуковой ракетой большой дальности.
20 февраля президент РФ Владимир Путин в своём послании Федеральному собранию заявил, что в случае размещения американских ракет средней дальности в Европе Россия будет вынуждена развернуть средства, в сфере досягаемости которых будут как территории, где будут размещены эти ракеты, так и территории, где находятся центры принятия решений об их применении (то есть США). При этом подлётное время российских ракет будет адекватно подлётному времени американских, которое Путин оценил в 10-12 минут. Российский президент подчеркнул, что Россия не собирается первой размещать в Европе ракеты средней и меньшей дальности.
4 марта Владимир Путин подписал указ о приостановлении Россией выполнения Договора о ликвидации ракет средней и меньшей дальности (ДРСМД), в то же время в комментарии к данному указу Владимир Путин отметил, что Россия не планирует размещать подпадающие под действие ДРСМД ракеты на пограничных территориях.
31 июля советник президента США по национальной безопасности Джон Болтон подтвердил информацию о том, что 2 августа 2019 года США выйдут из договора РСМД. 2 августа Министерство иностранных дел России официально сообщило о прекращении действия договора.
18 августа США провели первые испытания, в ходе которых с наземной пусковой установки была запущена крылатая ракета средней дальности Tomahawk, успешно поразившая цель на расстоянии 500 км. Таким образом США впервые на деле реализовали свой выход из договора по РСМД. Президент России Владимир Путин заявил, что проведённые испытания свидетельствуют о том, что «американцы с самого начала вели дело к подрыву Договора о ракетах средней и меньшей дальности».
23 августа на совещании с постоянными членами Совбеза РФ президент Путин поручил Минобороны, МИДу и другим ведомствам «проанализировать уровень угрозы, создаваемой действиями США, и принять исчерпывающие меры по подготовке симметричного ответа».
Как отмечают в МИД РФ, действия США в сфере контроля над вооружениями привели к целому ряду серьёзных проблем, а развал Договора о РСМД нанёс удар по всей архитектуре международной безопасности: «Россия не сможет игнорировать появившиеся в этой связи угрозы, так же как ранее была вынуждена приступить к разработке новых наступательных вооружений в ответ на создание американской системы ПРО, являющейся составной частью наступательного потенциала».

#### Ситуация в Сирии

##### 2017
Подводя в ноябре 2017 года итоги «работы в Сирии за последние два года», президент Владимир Путин самым значимым результатом назвал создание усилиями России, Турции и Ирана зон деэскалации. Договорённости об их создании были выработаны в рамках переговорного процесса в Астане, инициированного в январе 2017 года этими тремя государствами. Американская администрация и другие страны Запада, с самого начала сирийского кризиса добивавшиеся ухода президента Асада и обвинявшие Москву в поддержке сирийского режима, в мирных переговорах в Астане не участвовали.
Во время президентской кампании 2016 года в США одним из предвыборных обещаний Дональда Трампа стал вывод американских войск из Сирии. 14 ноября 2016 года, в ходе первого телефонного разговора Владимира Путина с избранным президентом Трампом, была достигнута договорённость «о необходимости объединения усилий в борьбе с общим врагом номер один — международным терроризмом и экстремизмом» и обсуждались вопросы совместного урегулирования кризиса в Сирии.
Трамп, вступивший в должность в январе 2017 года, провозгласил одной из своих задач победу над «Исламским государством». В связи с этим он заявил о готовности взаимодействовать с Россией в борьбе с ИГ, однако взаимодействие двух международных антитеррористических коалиций, возглавляемых Россией и США, по большей части ограничивалось использованием телефонных каналов связи для предотвращения возможных инцидентов.
В начале апреля 2017 года Дональд Трамп возложил на сирийские власти ответственность за химическую атаку в городе Хан-Шейхун, в результате которой погибли более 80 человек, и приказал нанести массированный ракетный удар по сирийской авиабазе Шайрат (провинция Хомс). В результате американские военные корабли из акватории Средиземного моря выпустили по авиабазе 59 крылатых ракет «Томагавк». Российские власти назвали этот удар агрессией против суверенного государства и на некоторое время приостановили действие подписанного с США Меморандума о предотвращении инцидентов и обеспечении безопасности полётов авиации в ходе операций в Сирии.
Тогда же президент Трамп изложил своё отношение к Башару Асаду в интервью телекомпании Fox Business: «Если бы Россия не вмешалась и не поддержала это животное, проблемы сейчас бы не было … Если честно, то Путин поддерживает человека, который по-настоящему злой. Я думаю, это очень плохо для России, для человечества, для этого мира».
9 мая Дональд Трамп подписал указ о продлении на год односторонних санкций в отношении Сирии. В сопроводительной записке за подписью главы государства, которая была направлена руководству конгресса, Трамп указал на «жестокую политику», которую проводит правительство Сирии против своего народа, которая не только ставит под угрозу граждан страны, но и создаёт нестабильную ситуацию во всём регионе. Трамп ещё раз подчеркнул, что США осуждают нарушения прав человека в регионе, и призвал сирийское правительство прекратить насилие в отношении граждан, соблюдать режим прекращения огня, обеспечить свободную и безопасную доставку гуманитарной помощи и поддержать инициативу политического решения конфликта в стране.
В июле 2017 года в ходе контактов между Владимиром Путиным и Дональдом Трампом в Гамбурге была достигнута договорённость о перемирии между правительственными войсками и «умеренной оппозицией» в провинциях Даръа, Эль-Кунейтра и Эс-Сувейда (так называемая южная зона деэскалации).
В августе 2017 года на пост спецпредставителя госсекретаря США по Сирии был назначен Джеймс Джеффри, который начал активно продвигать американские интересы в Сирии, в том числе пытаясь перетянуть на свою сторону Турцию. Новая американская команда сформулировала три условия ухода США из Сирии: победа над ИГ, вывод с сирийской территории проиранских сил и смена политического режима в Сирии.
26 октября в Совете Безопасности ООН был распространён доклад совместного механизма ОЗХО-ООН по расследованию случаев применения химического оружия в Сирии. В докладе говорилось, что за использование зарина в сирийском городе Хан-Шейхун несёт ответственность Сирийская Арабская Республика, а за атаку в населённом пункте Ум-Хош в сентябре 2016 года с использованием сернистого иприта — ИГ. Российская сторона оценила доклад как любительский и основанный на предположениях и избирательном использовании фактов. 18 ноября совместный механизм ОЗХО-ООН по расследованию химических атак в Сирии прекратил своё существование, поскольку Совет Безопасности ООН не смог договориться о продлении мандата экспертов, расследовавших применение химического оружия. Россия наложила вето на американский проект резолюции. В свою очередь, семь стран отказались поддержать вариант резолюции, предложенный Россией, Боливией и Китаем.
В октябре госсекретарь США Рекс Тиллерсон говорил о необходимости ухода Башара Асада с поста президента: «США ходят видеть Сирию целой и единой, без Башара Асада в правительстве. Правление семьи Асад подходит к концу. Вопрос лишь в том, как это должно быть осуществлено». Тем не менее 11 ноября после саммита АТЭС было опубликовано совместное заявление Путина и Трампа, в котором оба лидера высказались за политическое урегулирование в Сирии. В заявлении было подтверждено значение зон деэскалации и была отмечена важность вывода «иностранных сил» (то есть поддерживаемых Ираном иностранных добровольцев) из примыкающей к Израилю юго-западной зоны Сирии. Президенты также поддержали работу военных каналов связи в Сирии для предотвращения опасных инцидентов в ходе борьбы с ИГ.
13 ноября министр обороны США Джеймс Мэттис заявил, что США оставят свой военный контингент на территории Сирии и будут бороться с террористами «Исламского государства» до тех пор, пока «они (террористы) хотят сражаться». По словам Мэттиса, американские военные не намерены уходить из Сирии, «пока не начнёт работать» Женевский процесс — переговоры по урегулированию ситуации в Сирии, которые проводятся под эгидой ООН.
Минобороны РФ тем временем обвиняло США в том, что они осуществляют обучение боевиков для сирийской оппозиции в двух лагерях на территории Сирии.

##### 2018 год
18 января 2018 года госсекретарь США Рекс Тиллерсон, выступая в Стэнфордском университете (Калифорния), назвал пять главных целей, которые США хотят достигнуть в Сирии: полное поражение ИГ, разрешение конфликта в рамках Женевского процесса под эгидой ООН, уменьшение влияния Ирана, достижение условий для добровольного возвращения беженцев и освобождение страны от оружия массового уничтожения. Тиллерсон отметил, что США сохранят военное присутствие в Сирии, нацеленное на то, чтобы предотвратить возвращение ИГ. Как показали, однако, дальнейшие события, президент Трамп придерживался иной стратегии. Он обещал свернуть американское присутствие в Сирии ещё во время президентской кампании и периодически напоминал о своём намерении покончить с «ужасным наследием Обамы».
Американская администрация негативно отреагировала на идею проведения в Сочи межсирийского форума национального диалога, предложенную в конце 2017 года Россией и поддержанную Турцией и Ираном. По итогам конгресса, однако, США свою позицию смягчили, о чём свидетельствовало заявление исполняющего обязанности помощника госсекретаря по делам Ближнего Востока Дэвида Саттерфилда: «Рад сообщить, что встреча в Сочи не создала угрозы возникновения отдельного трека, который стал бы отклонением от Женевы и бросил бы вызов абсолютному авторитету ООН по продвижению вперёд в рамках женевского процесса сирийского урегулирования и структурирования комитета по обсуждению реформы сирийской конституции». Американский дипломат добавил, что США продолжат «тесные контакты» с Россией по поводу урегулирования в Сирии. Представление о том, каким должно быть это урегулирование, у России и западных стран, однако, остаётся разным. 12 января 2018 года США, Великобритания, Франция, Иордания и Саудовская Аравия (так называемая Группа пяти) на встрече в Вашингтоне согласовали свои принципы будущего государственного устройства Сирии. По данным СМИ, этот неофициальный документ предполагает превращение Сирии в парламентско-президентскую республику, децентрализацию страны и проведение процессов реформирования и послевоенного переустройства под внешним контролем.
В начале февраля 2018 года в провинции Дейр-эз-Зор произошло масштабное боестолкновение между силами международной коалиции, возглавляемой США, и сирийскими проправительственными формированиями, в составе которых находилась многочисленная группа российских граждан. Число потерь среди проправительственных сил, по различным данным, могло составить до 200 человек. По заявлениям американских официальных лиц, американские войска действовали, осуществляя своё право на самооборону в ответ на «акт агрессии». Масштабы потерь, которые понесли сирийские проправительственные формирования, и сообщения о том, что среди погибших и раненых оказались российские граждане, вызвали широкий общественный резонанс в России и за рубежом. Российские министерства обороны и иностранных дел подчёркивали то, что российские военнослужащие не имели отношения к инциденту. Представители руководства США, со своей стороны, приводили этот инцидент как свидетельство жёсткой позиции США в отношении действий России в Сирии.
3 апреля президент США Трамп публично заявил о намерении как можно скорее вывести американские войска из Сирии. Уже на следующий день, однако, было опубликовано более сдержанное заявление Белого дома: «Военная миссия по искоренению ИГИЛ в Сирии быстро подходит к завершению. ИГИЛ почти полностью уничтожена. США и партнёры остаются привержены уничтожению остатков ИГИЛ в Сирии. Мы продолжим консультации с нашими союзниками и друзьями по поводу будущих планов». Это заявление стало итогом компромисса президента Трампа и его советников по национальной безопасности. На совещании в Совете по национальной безопасности министр обороны Джеймс Мэттис настаивал, что немедленный уход невозможен с чисто логистической точки зрения, и предложил президенту дать военным год. Поскольку Трамп также не собирался отказываться от своих предвыборных обещаний, был найден компромиссный вариант — отложить окончательное решение.
7 апреля несколько сирийских неправительственных организаций обвинили правительственные войска в химической атаке против жителей города Дума (Восточная Гута). В Дамаске и Москве отвергли эти обвинения, назвав опубликованные видеоматериалы постановочными и фальсифицированными. Из-за разногласий России с другими членами Совета Безопасности ООН независимое расследование инцидента не состоялось. Госдепартамент США в беспрецедентно категоричной форме возложил на Россию и Иран ответственность за якобы имевшее место в Сирии применение химического оружия правительственными силами, а президент Трамп предупредил, что за поддержку Асада России «придётся заплатить большую цену». Инцидент в Восточной Гуте произошёл на фоне кризиса в отношениях России с США и Западом в целом, вышедшего на новый уровень в связи с «делом Скрипаля», при этом США продемонстрировали решимость идти на дальнейшее обострение отношений, чреватое угрозой прямого военного столкновения с Россией на сирийской территории. В ночь на 14 апреля США, Великобритания и Франция нанесли ракетные удары по Сирии.
В июле 2018 года на российско-американском саммите в Хельсинки Владимир Путин и Дональд Трамп обсудили ряд вопросов, касающихся ситуации в Сирии и, в частности, пришли к взаимопониманию по проблеме обеспечения безопасности Израиля в связи с присутствием на сирийской территории иранских вооружённых формирований. Путин отметил на пресс-конференции по окончании саммита, что после «завершения окончательного разгрома террористов на юго-западе Сирии… ситуация на Голанских высотах должна быть приведена в полное соответствие с соглашением 1974 года о разъединении израильских и сирийских войск… Это позволит … восстановить режим прекращения огня между Сирийской Арабской Республикой и Израилем, надёжно обеспечить безопасность государства Израиль». США, со своей стороны, обязались не препятствовать установлению контроля сирийской армии над территорией Сирии, прилегающей к оккупированным Израилем Голанским высотам.
В августе — начале сентября США усилили военное давление на Сирию в связи с подготовкой сирийской армии и проправительственных формирований к крупномасштабному наступлению на провинцию Идлиб — последний на территории Сирии крупный анклав антиправительственных вооружённых формирований. Дональд Трамп призвал Россию и Иран отказаться от поддержки планов сирийских властей по ликвидации антиправительственных группировок в Идлибе, поскольку, по мнению американской администрации, это могло бы привести к гуманитарной катастрофе. Российские власти, со своей стороны, настаивали на необходимости отделить вооружённую оппозицию в Идлибе от террористов и организовать операцию против последних, минимизировав риски для гражданского населения. Именно в Идлибе, по утверждению российских властей, боевики готовили провокацию — собирались организовать инсценировку химической атаки, которую страны Запада могли бы использовать для нанесения удара по Сирии. О готовности США нанести массированный удар в случае применения сирийскими властями химического оружия сообщило агентство Bloomberg. На фоне этих сообщений обострилась обстановка у средиземноморского побережья Сирии. Как сообщили в Минобороны России, 25 августа в Средиземное море вошёл американский эсминец USS Ross с 28 крылатыми ракетами Tomahawk, радиус действия которых позволяет нанести удары по всей территории Сирии. В Персидском заливе к этому времени уже находился USS Sullivans с 56 аналогичными ракетами, а на военную базу El Udeid в Катаре был переброшен стратегический бомбардировщик В-1В, на борту которого расположены 24 крылатые ракеты JASSM. Тем самым группировка носителей крылатых ракет достигла численности, достаточной для нанесения массированного удара по Сирии. Российские ВМС, со своей стороны, к 26 августа развернули здесь самую мощную группировку за всё время конфликта. Как сообщалось, корабли направлены в этот район в связи с угрозами международной коалиции нанести удары по позициям сирийских правительственных сил. О намерении присоединиться к США в нанесении удара по Сирии заявили Великобритания, Франция и Германия.
Напряжённость была снята после того, как 17 сентября по итогам переговоров между президентами России и Турции был подписан меморандум о стабилизации обстановки в провинции Идлиб и создании демилитаризованной зоны вдоль линии соприкосновения сирийских войск и вооружённой оппозиции.
7 сентября газета The Washington Post со ссылкой на высокопоставленных чиновников Госдепартамента сообщила, что президент США Дональд Трамп согласился на изменение политики в отношении Сирии — продолжение военного присутствия как минимум до конца года и усиление дипломатического давления на сирийские власти. Цель этих действий — добиться вывода из Сирии всех иранских и проиранских формирований, а также установление в стране стабильного и мирного правительства, которое будет устраивать сирийское население и международное сообщество. Спецпредставитель Госдепартамента по Сирии Джеймс Джеффри заявил в интервью The Washington Post, что американские военные останутся в Сирии, чтобы убедиться в выводе иранских войск и «прочном поражении» террористической организации «Исламское государство». По его словам, новая политика США подразумевает «более активный подход». Это будут «крупная дипломатическая инициатива» в ООН, применение новых санкций против Ирана и России, а также отказ Вашингтона от восстановления Сирии.
28 сентября Джеймс Джеффри заявил, что США совместно со своими партнёрами будут проводить «стратегию изоляции» сирийских властей, в том числе вводить жёсткие международные санкции в отношении Сирии, если президент Башар Асад не будет работать над проектом новой Конституции страны: «Даже если Совет безопасности ООН не одобрит их, мы просто сделаем это через Европейский союз, мы сделаем это через наших азиатских союзников». Цель этих действий, по словам Джеффри, состоит в том, чтобы сделать жизнь сирийских властей «настолько невыносимой, насколько это возможно».
В середине октября телеканал NBC со ссылкой на несколько источников в администрации президента США Дональда Трампа сообщил, что США разрабатывают новую стратегию для выдавливания Ирана из Сирии, которая предполагает в первую очередь не военные, а политические и дипломатические рычаги — отказ от помощи в восстановлении районов, где присутствуют иранские и российские силы. Планируются также санкции против компаний России и Ирана, которые участвуют в восстановлении Сирии. При этом США и другие западные страны активно финансируют восстановление экономики территорий на восточном берегу реки Евфрат, где присутствуют силы международной коалиции, возглавляемой США.
19 декабря в США было объявлено о начале вывода американских войск из Сирии — по словам президента Трампа, в связи с выполнением основной задачи — уничтожения террористической группировки «Исламское государство». В то же время, по словам пресс-секретаря администрации США Сары Сандерс, США и их союзники продолжат совместную работу с целью «лишить радикальных исламских террористов территории, финансирования, поддержки и любых способов проникновения через границы». В МИД РФ решение Дональда Трампа поддержали, заявив, что оно создаёт «реальные перспективы для политического урегулирования» в Сирии.

##### 2019
17 февраля 2019 года, выступая на Мюнхенской конференции по безопасности, спецпредставитель госсекретаря США по Сирии Джеймс Джеффри заявил, что США не хотят, чтобы правительство Башара Асада вернуло контроль над северо-востоком Сирии. По словам Джеффри, США выводят сухопутные войска из Сирии, «поскольку основная цель, в связи с которой они вводились, а это оказание помощи „Сирийским демократическим силам“ и победа над террористической группировкой „Исламское государство“, выполнена». Несмотря на вывод сухопутных войск, США сохранят «военно-воздушный потенциал, способность реагировать на угрозы, которые возникают в связи с наличием сил ИГ». 15 февраля газета The Washington Post сообщила, что министерство обороны США работает над планами создания зоны безопасности для курдских формирований на северо-востоке Сирии с участием военнослужащих из европейских стран — в частности Великобритании, Германии и Франции (полагают, что для этого потребуется объединённый контингент численностью в 1,5 тыс. военнослужащих).
22 февраля агентство Reuters со ссылкой на высокопоставленного чиновника из администрации президента Дональда Трампа сообщило, что США оставят в Сирии 400 военнослужащих: 200 военных разместятся в так называемой зоне безопасности на северо-востоке Сирии вместе со своими европейскими союзниками по международной коалиции, количество которых будет составлять от 800 до 1500 человек, и ещё 200 — на военной базе международной коалиции в Эт-Танфе.
3 марта газета The Washington Post, ссылаясь на американские дипломатические источники, сообщила, что США пытаются воспрепятствовать восстановлению отношений арабских стран с правительством президента Башара Асада, прерванных с началом гражданской войны в Сирии. Первыми в конце 2018 года работу своего посольства в Дамаске возобновили Объединённые Арабские Эмираты, после чего многие другие арабские страны также начали проявлять стремление наладить отношения с сирийскими властями. Администрация Дональда Трампа, однако, активно пытается отговаривать своих арабских союзников от сближения с Сирией, в том числе угрожая санкциями. Россия, со своей стороны, предпринимает усилия в противоположном направлении, призывая своих партнёров в арабском мире восстанавливать дипломатические контакты с Дамаском.
26 сентября 2019 года Минфин США объявил о санкциях против российских юридических и физических лиц, а также российских судов, имеющих отношение к поставкам топлива для российских ВКС в Сирии. Как дали понять в МИД России, санкции не окажут какого-либо влияние на действия России в Сирии, но лишь укрепляют уверенность российского руководства в том, что по сирийской проблеме Россия и США находятся по разные стороны баррикад и совместная работа по выходу из кризиса между ними невозможна.
В августе 2019 года в результате американо-турецких переговоров была достигнута договорённость о создании на севере Сирии зоны безопасности (предусматривавшей, в частности, демонтаж курдских фортификационных сооружений и вывод тяжёлого вооружения с приграничной территории) и о формировании координационного центра по совместным операциям. Вашингтон предложил Турции организовать совместное патрулирование буферной зоны. Официальный Дамаск выступил категорически против этого соглашения, так как оно, по его мнению, нарушает суверенитет Сирии, принципы международного права и устав ООН. Турецкая сторона, однако, осталась недовольна тем, что американцы не выполняют достигнутые договорённости, и 9 октября объявил о начале военной операции под кодовым названием «Источник мира» против курдских формирований на севере Сирии, целью которой было заявлено создание демилитаризованной зоны безопасности глубиной 30 км вдоль турецко-сирийской границы (с последующим размещением там до 2 миллионов сирийских беженцев из числа находящихся в лагерях на территории Турции). В связи с началом боевых действий Дональд Трамп принял решение вывести американские подразделения из приграничных с Турцией регионов Сирии.
В ходе операции турецкие войска и их союзники установили контроль над сирийскими приграничными городами Рас-эль-Айн и Телль-Абьяд и соседними районами, перерезав стратегическое шоссе M4, проходящее параллельно сирийско-турецкой границе.
Начало операции фактически подтолкнуло сирийских курдов, лишившихся военной поддержки США, к переговорам с руководством Сирии. 13 октября представители курдской Автономной администрации северо-восточных районов при содействии российского Центра по примирению враждующих сторон в Сирии достигли соглашения с сирийским правительством о вводе правительственных войск в районы, контролируемые курдами. 14 октября сирийские подразделения начали выдвижение на север Сирии и в течение нескольких дней взяли под свой контроль города Манбидж, Кобани, Эт-Табка, Эр-Ракка и соседние районы, две гидроэлектростанции, мосты через Евфрат, а также стратегические шоссе. Сирийские войска и российская военная полиция заняли военные базы, оставленные американцами. Как заявил министр обороны США Марка Эспер, США намерены сохранить военное присутствие вокруг населённых пунктов в районе нефтяных полей на востоке Сирии, якобы чтобы не допустить их захвата «Исламским государством». Несмотря на вывод основной части американского контингента, примерно 200—300 военнослужащих останутся, в том числе на военной базе Эт-Танф на юго-востоке страны.
17 октября США и Турция по итогам переговоров в Анкаре достигли соглашения о приостановке операции на 120 часов, чтобы дать возможность курдским отрядам покинуть территорию, занятую турецкими войсками и их союзниками.
22 октября президенты России и Турции Владимир Путин и Реджеп Тайип Эрдоган провели в Сочи переговоры, которые закрепили новые зоны влияния на северо-востоке Сирии. В результате переговоров президенты пришли к соглашению, суть которого заключается в сохранении статуса-кво в районе, занятом турецкой армией и её союзниками, и предоставлении 150 часов для отвода всех курдских формирований от границы с Турцией на всём её протяжении, после чего Россия и Турция начнут совместное патрулирование освобождённой курдами территории, а на границу с Турцией вернутся сирийские пограничники.

#### Ситуация вокруг Украины
С 2017 года руководство Украины, учитывая то, что процесс урегулирования украинского кризиса в «нормандском формате» (Россия, Украина, Германия, Франция) на основе Минских соглашений зашёл в тупик, сделало ставку на посредничество первой администрации Дональда Трампа. Предвыборная кампания Трампа проходила под лозунгом улучшения отношений с Россией, и его победа вызвала обеспокоенность в Киеве, который явно делал ставку на победу бывшего госсекретаря Хиллари Клинтон. Однако всё изменилось после визита украинского президента Петра Порошенко в Вашингтон. Уже 7 июля спецпредставителем Госдепартамента США по Украине был назначен Курт Волкер, известный как убеждённый противник «нормандского формата».
Выступая в Атлантическом совете в декабре 2017 года, госсекретарь США Рекс Тиллерсон заявил, что США оставят в силе антироссийские санкции «до тех пор, пока не прекратится российское вторжение на Украину и пока её территориальная целостность не будет восстановлена».
В конце декабря 2017 года Госдепартамент США подтвердил намерение американской администрации начать поставки Украине летального оружия. Президент Трамп таким образом уступил давлению Конгресса, выступавшего за оказание подобной военной помощи Украине с 2014 года. При этом, называя поставляемое оружие «сугубо оборонительным», в США не считали этот шаг нарушением минских договорённостей. Летальное оружие, поставки которого начались в 2018 году, включали в себя крупнокалиберные снайперские винтовки, боеприпасы и запчасти к ним, а также современные ПТРК FGM-148 Javelin). Реакция России на решение о поставках американского оружия Украине оказалась предсказуемо негативной: в Москве заявили, что оно поощряет сторонников силового решения конфликта и способствует втягиванию США в конфликт на востоке Украины. По данным Минобороны США на середину 2018 года, с 2014 года США направили на поддержку Украины в сфере безопасности (подготовку военнослужащих и закупку военной техники) более 1 млрд долларов.
В июле 2018 года группа американских компаний Raytheon — Lockheed получила от Пентагона контракт на производство противотанковых ракетных комплексов Javelin, в том числе для Украины. Как сообщил в конце августа 2018 года посол Украины в США Валерий Чалый, Украина направила США официальный запрос на покупку трёх систем ПВО. По его словам, Украина также нуждается в БПЛА, контрбатарейных РЛС и контрснайперских системах. Эти потребности были озвучены на встречах президента Украины Петра Порошенко с президентом США Дональдом Трампом и его советником по национальной безопасности Джоном Болтоном.
В марте 2018 года Курт Волкер заявил, что Донецкая и Луганская народные республики должны быть ликвидированы, поскольку не соответствуют Конституции Украины, а также «являются образованиями, которые созданы Россией для того, чтобы помочь замаскировать роль РФ и укрепить продолжающийся конфликт». Это высказывание вызвало жёсткую реакцию властей России.
25 июля 2018 года Госдепартамент США распространил заявление госсекретаря Майка Помпео — так называемую «Крымскую декларацию», в которой говорилось, что США будут и впредь настаивать на восстановлении территориальной целостности Украины. Помпео подчеркнул, что США «придерживаются своего давнего принципа отказываться признать претензии Кремля на суверенитет над территорией, захваченной силой в нарушение международного права», и призвал Россию прекратить оккупацию Крыма. Госсекретарь также заявил, что Вашингтон намерен оставить в силе связанные с аннексией Крыма санкции, пока Россия не возвратит полуостров под контроль Украины.
Весной 2019 года США осудили принятое президентом Путиным решение ввести упрощённый порядок предоставления российского гражданства жителям ДНР и ЛНР.
После победы Владимира Зеленского на президентских выборах весной 2019 года Курт Волкер высказал в интервью предупреждение в адрес избранного президента, отметив, что если тот попытается урегулировать конфликт в Донбассе путём отказа от части территорий в пользу России, он очень быстро настроит соотечественников против себя.
28 мая, через неделю после вступления Владимира Зеленского в должность, Курт Волкер ответил на вопросы мировых СМИ, разъяснив политику США по отношению к Украине после прошедших там президентских выборов и американское видение урегулирования в Донбассе. Волкер заявил, что с точки зрения выполнения Минских соглашений «Украина не может сделать больше, чем она уже сделала», и назвал причиной конфликта «российскую оккупацию»: «Россия должна добиться реализации договорённостей о прекращении огня, вывести из региона свои силы, способствовать роспуску незаконных вооружённых формирований и упразднению „народных республик“, которых не существует в украинской конституции и которые не были сторонами минских соглашений».
9 июля 2022 г. госсекретарь США Энтони Блинкен заявил, что Соединённые Штаты не увидели признаков того, что Россия готова в ходе встречи на острове Бали взаимодействовать с дипломатами стран Большой двадцатки относительно своих действий в Украине. По его словам, Россия на форуме оказалась в «изоляции».

##### Газопровод «Северный поток — 2»
Американская администрация и Конгресс США с самого начала выступали против строительства газопровода «Северный поток — 2», утверждая, что этот проект подорвёт энергобезопасность Европы. По инициативе Конгресса США в конце июля 2017 года был принят закон CAATSA («О противодействии противникам Америки посредством санкций»), позволивший вводить санкции против проекта «Северный поток — 2».
В декабре 2019 года строительство подводного участка трубопровода при готовности в 93,5 % было приостановлено в связи с американскими санкциями и в течение 2020 года было фактически парализовано. Тем временем администрация Дональда Трампа демонстрировала готовность вводить всё новые и новые санкции — вплоть до мер против европейских покупателей газа.

#### Политический кризис в Венесуэле
В январе 2019 года затянувшийся политический кризис в Венесуэле перешёл в более острую фазу — в результате действий оппозиции, инспирированных американской администрацией, в стране возникли два центра власти. Спикер оппозиционной Национальной ассамблеи Хуан Гуайдо на фоне многотысячных митингов протеста, начавшихся после инаугурации Николаса Мадуро на второй президентский срок, провозгласил себя исполняющим обязанности президента. Сам действующий президент заявил, что останется на своём посту до истечения положенного ему срока в 2025 году.
События в Венесуэле спровоцировали обострение очередного противостояния России и США, обвинивших друг друга в попытках вмешательства в ситуацию.
Президент США Дональд Трамп буквально через считанные минуты после символической присяги Гуайдо признал его и. о. главы государства. Николаса Мадуро Трамп назвал «нелегитимным» лидером, заявив, что будет «продолжать использовать весь дипломатический и экономический вес США для того, чтобы бороться за восстановление венесуэльской демократии»; в ответ Мадуро разорвал дипломатические отношения с США.
Администрация США немедленно приступила к созданию широкой международной коалиции по смене режима в Каракасе. США заявили, что готовы резко ужесточить санкции против Венесуэлы, а также «рассмотрят все варианты действий», если власти Венесуэлы применят силу против оппозиции.
28 января в США было объявлено о введении санкций против венесуэльской государственной нефтяной компании PDVSA, включая наложение ареста на активы компании.
Министерство иностранных дел Российской Федерации выступило с резкой критикой позиции США и заявило о готовности сотрудничать со всеми государствами, которые будут способствовать нахождению взаимопонимания в Венесуэле. В заявлении МИД было подчёркнуто, что вооружённое вмешательство в конфликт «чревато катастрофическими последствиями».
Министр иностранных дел России Сергей Лавров заявил, что Россия готова к сотрудничеству со всеми политическими силами Венесуэлы, которые проявляют ответственный подход и готовы сотрудничать с международными игроками. Заместитель министра иностранных дел России Сергей Рябков отметил, что Россия будет поддерживать «дружескую Венесуэлу» как своего стратегического партнёра.
После неудавшейся попытки провоза гуманитарной помощи через колумбийско-венесуэльскую границу, которая была предпринята 23-24 февраля, Совет Безопасности ООН в ночь на 1 марта по московскому времени обсудил два проекта резолюции по венесуэльскому кризису — российский и американский — и не принял ни один из них. На американский проект, который осуждал «недавние попытки блокировать доставку гуманитарной помощи» и призывал к «свободным и справедливым» президентским выборам, вето наложили Россия и Китай. Российский проект, в котором выражалась обеспокоенность в связи с «угрозами применения силы» и фиксировалась роль правительства Мадуро как главного координатора международных усилий по оказанию гуманитарной помощи, получил четыре голоса (Россия, Китай, ЮАР и Экваториальная Гвинея) из пятнадцати; ещё четыре страны, в том числе Индонезия и Кувейт, воздержались. Таким образом, проект не смог набрать необходимые девять голосов, но всё равно был заветирован США, Великобританией и Францией.
11 марта 2019 года Минфин США применил жёсткие санкции к российскому «Еврофинанс Моснарбанку», внеся его в список SDN (Specially Designated Nationals and Blocked Persons) за связи с венесуэльской государственной нефтегазовой компанией Petroleos de Venezuela SA (PDVSA). По мнению Минфина США, банк причастен к попытке обойти санкционный режим в отношении PDVSA с помощью национальной криптовалюты El Petro, которая была введена в 2018 году. Все активы кредитной организации в американской юрисдикции были заморожены, физическим и юридическим лицам США запрещено заключать сделки с этим банком или проводить через него какие-либо транзакции. Членство «Еврофинанс Моснарбанка» в международных платёжных системах Visa и MasterCard приостановлено.

### Российско-американские отношения при Байдене и Путине
После вступления Джо Байдена в должность президента США официальные лица новой администрации сообщили, что США не стремятся ни к осложнению отношений с Россией, ни к «перезагрузке» этих отношений. Целью новой политики США будет достижение предсказуемых и стабильных отношений, оставляющих место для сотрудничества в ряде сфер для продвижения интересов США. При этом США «могут привлекать Россию к ответственности за любые её злонамеренные действия». Ещё до инаугурации Байдена он договорился с президентом Путиным по телефону о продлении на пять лет без дополнительных условий Договора СНВ-III, действие которого истекало 4 февраля 2021 года. 3 февраля соглашение между Россией и США о продлении ДСНВ вступило в силу. Новая администрация не стала препятствовать завершению строительства газопровода «Северный поток — 2», но продолжила политику санкций против России.
23 апреля 2021 года президент Путин на фоне очередного скандала с высылкой российских дипломатов подписал указ «О применении мер воздействия (противодействия) на недружественные действия иностранных государств», на основании которого правительство утвердило список стран, «совершающих недружественные действия в отношении России». В этот перечень вошли США и Чехия. Согласно распоряжению правительства, официальным представительствам США было запрещено нанимать на работу российских граждан.
Ещё до инаугурации Байдена он договорился с президентом Путиным по телефону о продлении на пять лет без дополнительных условий Договора СНВ-III, действие которого истекало 4 февраля 2021 года. 3 февраля соглашение между Россией и США о продлении ДСНВ вступило в силу.
17 марта Джозеф Байден в интервью телеканалу ABC News заявил, что лично предупреждал Владимира Путина о последствиях, если вскроется факт его вмешательства в президентские выборы в США 2020 года, а также утвердительно ответил на вопрос, считает ли он президента России убийцей. После этого Министерство иностранных дел России объявило об отзыве посла России в США Анатолия Антонова в Москву на консультации для анализа российско-американских отношений. Госдепартамент США в ответ заявил, что, хотя США будут сотрудничать с Россией для продвижения интересов США, они «могут привлекать Россию к ответственности за любые её злонамеренные действия».
16 июня 2021 года в Женеве состоялись первые переговоры Владимира Путина и Джо Байдена. В ходе саммита, в частности, была достигнута договорённость о запуске российско-американского диалога по стратегической стабильности. В декабре 2021 года, после очередных переговоров российского и американского президентов, Россия передала США и НАТО свои предложения, касающиеся обеспечения безопасности России в Европе. Серия переговоров по российским предложениям, прошедшая в январе 2022 года, закончилась провалом. В результате развитие ситуации пошло по самому неблагоприятному сценарию, вызвав беспрецедентные после окончания холодной войны потрясения в отношениях между Востоком и Западом.
По мнению американского политолога Джона Миршаймера (ноябрь 2021), шансы на улучшение американо-российских отношений в обозримой перспективе были невелики: «Даже если бы президент Байден хотел резко изменить ситуацию к лучшему, добиться этого было бы очень непросто с политической точки зрения. В США сегодня настолько распространены русофобские настроения, что для изменения политики в отношении России потребовались бы огромные усилия со стороны администрации. Между тем у Байдена сейчас есть ряд гораздо более серьёзных проблем, чем состояние американо-российских отношений, а потому я не думаю, что он готов тратить свой политический капитал на эту тему».
После начала вторжения России на Украину 24 февраля 2022 года российско-американские отношения обострились ещё больше.
В марте 2023 года президент РФ Владимир Путин завил о глубоком кризисе, который переживают отношения между Россией и США. По словам Путина, в его основе принципиально разные подходы к формированию нынешнего миропорядка, также он обвинил США в поощрении цветных революций, приведших к украинскому кризису.

#### Санкции против России
1 марта 2021 года США ввели санкции против высокопоставленных российских чиновников в связи с отравлением и уголовным преследованием Алексея Навального.
15 апреля Джозеф Байден подписал указ о введении санкций против 32 российских организаций и физических лиц, связанных с приписываемым России вмешательством в выборы.
Кроме того, американским компаниям было запрещено напрямую приобретать российские долговые обязательства, выпущенные ЦБ, ФНБ или Минфином РФ.
20 августа США ввели новые санкции против России за отравление Навального, включающие в себя ограничения на экспорт товаров и технологий, связанных с ядерной и ракетной промышленностью, и на импорт некоторых видов российского огнестрельного оружия и боеприпасов.

#### Газопровод «Северный поток — 2»
29 марта 2021 года госсекретарь новой президентской администрации Энтони Блинкен заявил о намерении США усилить санкционное давление на компании, принимающие участие в реализации проекта газопровода «Северный поток — 2», однако уже в июне он же заявил, что США не будут препятствовать завершению строительства газопровода в связи со стремлением администрации Байдена восстановить отношения с Германией.
В конце мая президент США Джо Байден заявил, что строительство трубопровода «Северный поток — 2» «почти завершено» и введение новых санкций против проекта было бы «непродуктивным» для отношений США с Европой. 19 мая администрация Байдена сняла санкции в отношении компании «Nord Stream 2 AG», оператора газопровода «Северный поток — 2», и её главного исполнительного директора Маттиаса Варнига.
Тем не менее в июле США и Германия договорились о совместном введении санкций против России в случае, если она использует «Северный поток — 2» в качестве инструмента политического давления на страны Европы. Канцлер ФРГ Ангела Меркель провела в Вашингтоне переговоры с президентом США Джо Байденом, в рамках которых пообещала, что ФРГ будет «действовать активно», если Россия не будет уважать права Украины на транзит газа. На Украине переговорами Байдена и Меркель остались крайне недовольны, однако США негласно попросили представителей украинской власти воздержаться от критики сделки с Германией по урегулированию спора вокруг газопровода «Северный поток-2». В Вашингтоне указали Киеву, что осуждение предстоящей сделки может нанести ущерб двусторонним отношениям между США и Украиной.

#### Продолжение «посольских войн»
15 апреля 2021 года США объявили о высылке десяти сотрудников дипмиссии РФ в Вашингтоне. В ответ на эти действия Россия объявила десять дипломатов США персонами нон грата и предложила послу США в Москве Джону Салливану покинуть Россию. 22 апреля Салливан выехал в США для консультаций.
23 апреля президент Путин на фоне этого скандала подписал указ «О применении мер воздействия (противодействия) на недружественные действия иностранных государств», на основании которого правительство утвердило список стран, «совершающих недружественные действия в отношении России». В этот перечень были включены США и Чехия. Согласно распоряжению правительства, официальным представительствам США в России было запрещено с 1 августа 2021 года нанимать на работу российских граждан.
16 июня в Женеве состоялись переговоры Владимира Путина и Джозефа Байдена. Президенты достигли договорённости о необходимости прекращения противостояния в дипломатической сфере, причём Россия предложила США отменить все ограничительные меры и вернуть ситуацию к декабрю 2016 года. США, однако, отказались пойти на это.
В итоге, однако, был решён только один вопрос: о возвращении послов в их страны пребывания. Российский посол Анатолий Антонов вернулся в Вашингтон 20 июня, Джон Салливан вернулся в Москву 24 июня. «Посольские войны» продолжились. С 1 августа дипмиссия США в России перестала предоставлять консульские услуги из-за «сокращения числа сотрудников», ссылаясь на то, что в связи с запретом нанимать на работу российских граждан ей пришлось уволить более 180 работников. Одновременно в МИД РФ сообщили, что США передали России список из 24 дипломатов, которым до 3 сентября необходимо покинуть страну из-за истечения срока действия виз.
6 августа Госдепартамент США выдал разрешение на добровольный отъезд из России членов семей американских дипломатов и иных сотрудников госструктур США. Решение обосновали проблемами безопасности и охраны.
27 августа Джон Салливан заявил, что число американских дипломатов, работающих в России, несопоставимо с числом сотрудников российской дипмиссии в США. Он подчеркнул: «В России работает 123 сотрудника посольства, а в США — 400 российских дипломатов, распределённых между посольством, двумя консульствами и постпредством при ООН. Цифры говорят сами за себя».
В октябре пресс-секретарь МИД РФ Мария Захарова сообщила, что США требуют от 55 российских дипломатов и сотрудников дипмиссий покинуть страну в ближайшие месяцы. Посол России в США Анатолий Антонов уточнил, что часть российских дипломатов покинет страну уже в январе 2022 года. По его словам, у их супругов отзывают аккредитацию, а детям не выдают визы. Антонов заявил, что такой отток сотрудников приведёт к «кадровому голоду» дипмиссии. Госдепартамент США при этом утверждал, что предстоящий отъезд дипломатов имеет целью «обеспечение паритета между дипломатическими миссиями США и России».
2 ноября Анатолий Антонов призвал США взаимно обнулить ограничения для дипмиссий из-за проблем граждан с визами. Замминистра иностранных дел Сергей Рябков также призвал американских коллег направить в Москву дополнительных дипломатов, чтобы нормализовать оказание консульских услуг.
1 декабря пресс-секретарь МИД РФ Мария Захарова заявила на брифинге, что Москва рассматривает действия США в отношении российских дипломатов как высылку и отреагирует высылкой сотрудников американского посольства: «К 31 января 2022 года Россию должны покинуть сотрудники посольства США в Москве, которые находятся в командировке свыше трёх лет». Захарова добавила, что, если до 1 июля Вашингтон не пойдёт на компромисс, Россию будет вынуждена покинуть ещё одна группа дипломатов США «в общем количестве, соразмерном объявленной Госдепартаментом цифре высылаемых россиян».

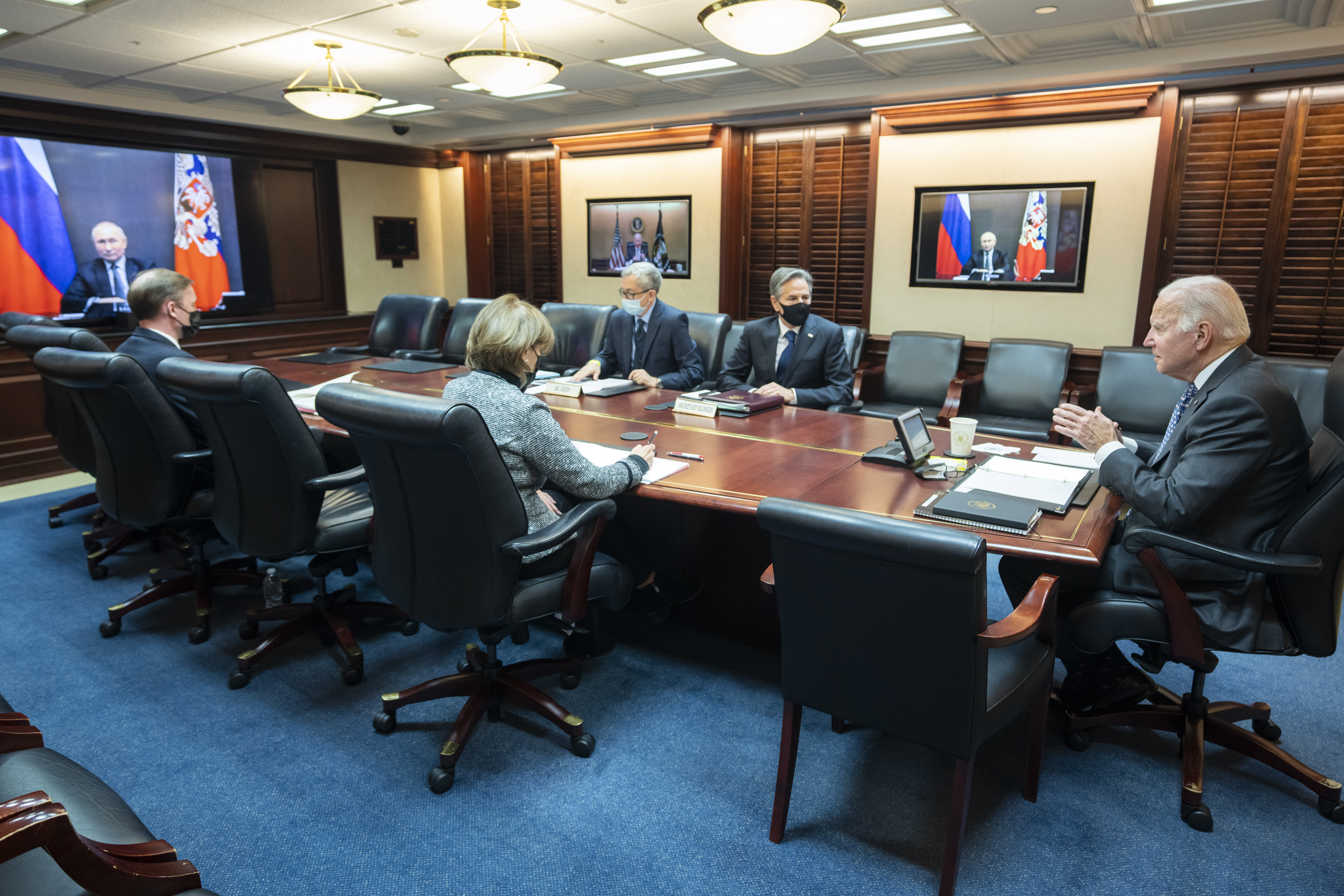
Видеоконференция Владимира Путина и Джо Байдена, 7 декабря 2021 г.

7 декабря во время переговоров в формате видео-конференц-связи между Владимиром Путиным и Джо Байденом стороны констатировали, что двустороннее сотрудничество «по-прежнему находится в неудовлетворительном состоянии». Это проявляется, в частности, в трудностях, которые испытывают в своей работе диппредставительства обеих стран, которые вынужденно сокращены. По мнению Владимира Путина, это следствие линии властей США, которые ещё пять лет назад начали практиковать масштабные ограничения, запреты и массовые высылки российских дипломатов, «на что мы вынуждены зеркально реагировать».

#### Российско-американские переговоры

##### Диалог по стратегической стабильности
В ходе июньского саммита 2021 года в Женеве, в частности, была достигнута договорённость о запуске российско-американского диалога по стратегической стабильности.
В середине октября Москву посетила заместитель госсекретаря США Виктория Нуланд, которая провела переговоры с заместителем главы МИД РФ Сергеем Рябковым, заместителем главы Минобороны РФ Александром Фоминым, помощником президента РФ Юрием Ушаковым и заместителем главы президентской администрации Дмитрием Козаком.
По словам Сергея Рябкова, на переговорах «обсуждалась тематика глобальной региональной безопасности, в том числе с учётом второго раунда российско-американского диалога по стратегической стабильности». Кроме того, по его словам, «углублённо» обсуждались Афганистан и ответственность американской администрации за сложившуюся в этой стране ситуацию. Глава пресс-службы Госдепартамента США Нед Прайс также сообщил, что на переговорах поднимались тема ядерной программы Ирана, вопросы кибербезопасности. Сергей Рябков предупредил, что продолжение США «конфронтационной линии» может привести к дальнейшей деградации отношений. Наиболее острым в повестке переговоров стал вопрос работы загранпредставительств России и США на территории друг друга, которому в МИД РФ уделили «особое внимание». Проблема «дипломатических войн», однако, так и осталась неурегулированной. Согласие на приезд в Россию Виктории Нуланд, включённой в чёрный список, составленный в ответ на введение США персональных визовых и финансовых санкций в отношении российских официальных лиц, было дано лишь в обмен на то, что США выдали визу и. о. замдиректора департамента МИД России по вопросам нераспространения и контроля над вооружениями Константину Воронцову. Визит Нуланд прошёл на фоне требования американских конгрессменов к Джо Байдену выслать из страны 300 российских дипломатов, если Россия откажется расширить штат посольства США в Москве. По итогам переговоров Сергей Рябков не исключил, что «посольский конфликт» может обернуться полной заморозкой работы дипмиссий РФ и США.
11 ноября 2022 года заместитель министра иностранных дел России Сергей Рябков заявил, что запланирована встреча России и США, для обсуждения нового договор СНВ. Ранее Госдепартамент США уже заявлял, что стороны вскоре встретятся и обсудят возобновление инспекций в рамках договора.

##### Информационная безопасность
Взаимодействие между Россией и США по вопросам обеспечения информационной безопасности было фактически заморожено в 2014 году на фоне конфликта вокруг Украины. Ситуация ещё более усложнилась после того, как власти США обвинили Россию во вмешательстве в президентские выборы 2016 года. В итоге сотрудничество двух стран в киберсфере было сведено к минимуму. Возобновить межведомственные контакты в киберсфере весной 2021 года предложил президент США Джо Байден после того, как крупные американские энергетические и промышленные компании были атакованы вирусами-вымогателями, распространители которых, по данным американских властей, находились в России. О решении запустить двусторонние консультации по кибербезопасности президенты Владимир Путин и Джо Байден официально объявили на саммите в Женеве.
В октябре 2021 года Россия и США внесли на рассмотрение Генеральной Ассамблеи ООН совместную резолюцию об ответственном поведении государств в киберпространстве. Разработка совместной резолюции во многом стала возможной благодаря достигнутым в июне 2021 года договорённостям президентов РФ и США Владимира Путина и Джо Байдена о возобновлении взаимодействия в сфере кибербезопасности.

#### Ситуация на Украине
Весной 2021 года на фоне обострения напряжённости в зоне войны на востоке Украины и наращивания группировки российских войск на российско-украинской границе США оказали всестороннюю дипломатическую поддержку Украине. 13 апреля состоялся телефонный разговор президентов России и США, в ходе которого Байден, как заявили в Белом доме, «подчеркнул непоколебимую приверженность США суверенитету и территориальной целостности Украины. Президент выразил нашу обеспокоенность в связи со внезапным наращиванием военного присутствия России в оккупированном Крыму и на украинских границах, а также призвал Россию к деэскалации напряжённости».
1 сентября на переговорах Владимира Зеленского с президентом США Джо Байденом американская сторона подчеркнула, что никогда не признаёт аннексию Крыма Россией. Россия также фактически была названа стороной войны в Донбассе. Что касается газопровода «Северный поток — 2», то США пообещали приложить усилия к сохранению транзитной роли Украины и недопущению того, чтобы Россия использовала энергетику как геополитическое оружие.
19 октября Украину посетил министр обороны США Ллойд Остин. Выступая на совместном с министерством обороны Украины мероприятии для прессы, заявил: «Мы вновь призываем Россию прекратить оккупацию Крыма, прекратить продолжение войны на востоке Украины, прекратить дестабилизирующую активность в Чёрном море и вдоль границ Украины, а также прекратить постоянные кибератаки и другие провокационные действия против Соединенных Штатов, наших союзников и партнёров». Отвечая на вопрос корреспондента Defense News, заявил: «…Давайте чётко говорить: Россия начала эту войну, и Россия является препятствием для мирного урегулирования. Они могут начать с уважения суверенитета и территориальной целостности Украины, мы тем временем будем делать всё возможное, чтобы поддержать Украину в её усилиях развивать возможности защищать себя и свою суверенную территорию». Отвечая на вопрос корреспондентки телеканала Украина 24, добавил: «Ни одна третья страна не имеет права вето на членство стран в НАТО. Украина, как вы слышали ранее, имеет право самостоятельно определять свою будущую внешнюю политику, и мы ожидаем, что она сможет сделать это без какого-либо вмешательства извне. И наконец, я бы сказал, что наша поддержка суверенитета Украины непоколебима, и мы продолжим работать вместе с нашими партнерами, чтобы убедиться, что правильные вещи на своих местах, чтобы обеспечить, что Украина может защитить себя сама».
В конце октября — начале ноября произошло очередное обострение конфликта в Донбассе, спровоцированное первым боевым применением украинского БПЛА Bayraktar TB-2 против формирований ДНР. Выступая 2 ноября на одном из совещаний по оборонной тематике, президент РФ Владимир Путин заявил, что Россия внимательно следит за использованием БПЛА «вблизи границ России» и должна тщательно проанализировать складывающуюся в связи с этим ситуацию. Одновременно в западных СМИ появились публикации о том, что Россия вновь стягивает войска к украинской границе.
15 ноября пресс-секретарь Пентагона Джон Кирби подтвердил, что США продолжают наблюдать «необычную военную активность» РФ у границ Украины. Сообщалось, что США обсуждают с европейскими союзниками санкции на случай «агрессии России». На этом фоне Украина резко активизировала дипломатические усилия. В частности, новый глава Минобороны Алексей Резников отправился в Вашингтон, где 18 ноября встретился с министром обороны США Ллойдом Остином.
7 декабря состоялись переговоры между Владимиром Путиным и Джо Байденом в формате видео-конференц-связи. Как сообщалось в пресс-релизе на сайте Белого дома, главной темой переговоров была Украина: «Президент Байден выразил глубокую обеспокоенность США и наших европейских союзников по поводу эскалации Россией сил вокруг Украины и ясно дал понять, что США и наши союзники ответят решительными экономическими и другими мерами в случае военной эскалации. Президент Байден подтвердил поддержку суверенитета и территориальной целостности Украины и призвал к деэскалации и возвращению к дипломатии». Владимир Путин в ответ заявил, что «НАТО предпринимает опасные попытки освоения украинской территории» и наращивает военный потенциал у границы России, а «поэтому Россия серьёзно заинтересована в получении надёжных, юридически зафиксированных гарантий, исключающих расширение НАТО в восточном направлении и размещение в сопредельных с Россией государствах ударных наступательных систем вооружений». Президенты договорились «поручить своим представителям вступить в предметные консультации по этим чувствительным вопросам».
Позже в Белом доме и Кремле выступили с дополнительными пояснениями. Согласно заявлению Белого дома, лидеры США и европейских стран «договорились поддерживать тесную связь по поводу скоординированного и всеобъемлющего подхода в ответ на наращивание военной мощи России на границах Украины». На брифинге для журналистов советник президента США по национальной безопасности Джейк Салливан заявил, что Байден «был откровенен с президентом Путиным» и прямо ему сказал, «что в случае дальнейшего вторжения России на Украину Соединённые Штаты и наши европейские союзники отреагируют на это решительными экономическими мерами… Мы предоставим украинцам дополнительные защитные ресурсы сверх того, что мы уже предоставляем». Также, по его словам, Байден заявил Путину, что США и их союзники намерены обсуждать и другие серьёзные стратегические вопросы — например, «механизмы, помогающие снизить нестабильность».
В последующие дни тема Украины стала для США и их союзников центральной в их внешнеполитической деятельности. Признав ситуацию вокруг Украины главной угрозой безопасности в Европе, США и Запад несколько изменили свою стратегию в поддержке украинских властей. Продолжая заявлять об «ужасных последствиях» для России в случае её «агрессии», они при этом чётко давали понять, что вооружённым путём защищать Украину в случае российской «агрессии» они не будут. Одновременно, хотя и непублично, Запад требовал от Киева сдержанности и мирного решения проблемы.
9 декабря в ходе телефонного разговора Джо Байдена с Владимиром Зеленским Байден подтвердил «непоколебимую приверженность США суверенитету и территориальной целостности Украины», назвал действия России агрессивными и пригрозил ей экономическими мерами в случае военного вмешательства на украинскую территорию. Согласно пресс-релизу Белого дома, «Байден подчеркнул готовность США поддержать меры для продвижения выполнения Минских соглашений в поддержку „нормандского формата“». При этом Байден однозначно заявил, что США не рассматривают использование военной силы в ситуации конфликта с Украиной. 9 декабря агентство Associated Press со ссылкой на информированный источник сообщило, что высокопоставленные чиновники в Госдепартаменте США довели до украинского руководства, что Украина может не рассчитывать на членство в НАТО в ближайшее десятилетие. Кроме того, говорилось в публикации, США могут оказать на Украину давление, чтобы побудить её двигаться в вопросах урегулирования ситуации в Донбассе в сторону предоставления неподконтрольным регионам определённой автономии.
Выступая 11 декабря перед журналистами, Джо Байден пообещал «разрушительные последствия» для российской экономики в случае военного вмешательства на Украине, но пояснил, что для сдерживания России «одностороннее применение силы Соединёнными Штатами сейчас не обсуждается». По его словам, ответом на «агрессию» может стать переброска американского контингента в страны «бухарестской девятки», а также «во все страны, перед которыми у нас есть священное обязательство — защищать их от любой атаки России». Отвечая на уточняющий вопрос, почему США отказались разместить свои войска на Украине, Байден отметил: «Такая возможность никогда не рассматривалась».

#### Ситуация вокруг Украины и предложения России по гарантиям безопасности
В середине декабря 2021 года Россия передала американскому руководству проекты договора о гарантиях безопасности и соглашения о мерах обеспечения безопасности России и стран НАТО «в свете непрекращающихся попыток США и НАТО изменить в свою пользу военно-политическую ситуацию в Европе». МИД РФ в своём заявлении от 10 декабря подробно изложил, какие именно требования Россия понимает под «гарантиями безопасности»:
- Выработку в конкретный промежуток времени и на основе принципа равной и неделимой безопасности серьёзных долгосрочных правовых гарантий, исключающих любое дальнейшее продвижение НАТО на восток и размещение угрожающих систем оружия на западных рубежах России;
- Отказ от решений Бухарестского саммита НАТО 2008 года о том, что Украина и Грузия станут членами НАТО, как противоречащих обязательству лидеров всех государств — участников ОБСЕ «не укреплять свою безопасность за счёт безопасности других»;
- Юридическое закрепление договорённости о неразмещении США и другими странами НАТО ударных систем вооружений, создающих угрозу России, на территории соседних с ней стран, как входящих, так и не входящих в альянс;
- Получение конкретной реакции НАТО на выдвинутые ранее российские предложения, среди которых перенос районов оперативных учений на согласованное расстояние от линии соприкосновения Россия — НАТО, согласование предельной дистанции сближения боевых кораблей и самолётов, возобновление регулярного диалога оборонных ведомств по линии Россия — США и Россия — НАТО;
- Присоединение США к одностороннему российскому мораторию на развёртывание наземных ракет средней и меньшей дальности в Европе[357].

Российское руководство по сути потребовало признать за собой особую сферу интересов на постсоветском пространстве, настаивая не только на гарантиях нерасширения альянса на территорию Украины, но также на отводе вооружений и вооружённых сил из стран Восточной Европы и Прибалтики. Ряд положений проектов ранее уже предлагались Россией в проекте Договора о европейской безопасности, который в 2008—2009 годах продвигал тогдашний президент РФ Дмитрий Медведев.
В проекте договора со США Россия предложила закрепить принцип невозможности развязывания ядерной войны, а также:
- исходить из принципов неделимой и равной безопасности, ненанесения ущерба безопасности друг друга, для чего принять взаимные обязательства не предпринимать действий и не проводить мероприятий, затрагивающих безопасность другой стороны;
- не использовать территорию других государств в целях подготовки или осуществления вооружённого нападения на Россию или США;
- США должны принять на себя обязательство исключить дальнейшее расширение НАТО в восточном направлении, отказаться от приёма в НАТО государств, ранее входивших в СССР;
- США не должны создавать военные базы на территории государств, ранее входивших в СССР и не являющихся членами НАТО, а также использовать их инфраструктуру для ведения любой военной деятельности, развивать с ними двустороннее военное сотрудничество;
- взаимно отказаться от размещения вооружённых сил и вооружений, в том числе в рамках международных организаций, военных союзов или коалиций, в районах, где такое развёртывание воспринималось бы другой стороной как угроза своей национальной безопасности, а также воздержаться от полётов тяжёлых бомбардировщиков, оснащённых для ядерных или неядерных вооружений, и нахождения надводных боевых кораблей всех классов в районах вне национального воздушного пространства и вне национальных территориальных вод, откуда они могут поражать цели на территории России или США;
- вернуться к принципу отказа от развёртывания ракет средней и меньшей дальности наземного базирования вне национальной территории;
- исключить развёртывание ядерного оружия вне национальной территории[360].

Блоку НАТО Россия предложила вернуться к работе Совета Россия — НАТО, восстановить каналы связи и перестать рассматривать друг друга в качестве противников, а также:
- взять на себя взаимные обязательства о неразмещении вооружённых сил и вооружения на территории всех других государств Европы в дополнение к силам, которые уже находились на этой территории по состоянию на 27 мая 1997 года (за этот период в НАТО вошли 14 государств Восточной Европы и Балкан);
- исключить развёртывание ракет средней и меньшей дальности наземного базирования в районах, из которых они способны поражать цели на территории других участников;
- исключить дальнейшее расширение НАТО, в том числе присоединение Украины, а также других государств;
- странам НАТО отказаться от ведения любой военной деятельности на территории Украины, а также других государств Восточной Европы, Закавказья и Центральной Азии[360].

Москва дала понять, что вечно ждать ответа Запада не будет, пригрозив военным ответом на нежелание прислушаться к её озабоченностям. Глава делегации РФ на переговорах в Вене по вопросам военной безопасности и контроля над вооружениями Константин Гаврилов заявил, что со стороны России последуют «военно-технический и военный ответы», если НАТО откажется всерьёз обсуждать российские предложения. Заместитель министра иностранных дел РФ Сергей Рябков объяснил, почему Россия призывает Запад не медлить с ответом: проблема срочная, поскольку ситуация в регионе «имеет тенденцию к дальнейшему осложнению». Ещё один заместитель главы МИД РФ Андрей Руденко обосновал жёсткость российской позиции таким образом: «Наша реакция — это превентивная мера, которая предупреждает о том, что в случае определённого развития, определённого сценария, с нашей стороны будут предприняты определённые шаги, о которых мы сейчас не распространяемся».
21 декабря в ходе брифинга помощница госсекретаря по делам Европы и Евразии Карен Донфрид заявила, что США готовы обсуждать с Россией её требования о гарантиях безопасности, причём в разных форматах — двустороннем, а также в рамках Совета Россия — НАТО и ОБСЕ. С другой стороны, и в Вашингтоне, и в штаб-квартире НАТО назвали ряд запросов Москвы неприемлемыми.
Переговоры прошли в Женеве, Брюсселе и Вене 10, 12 и 13 января 2022 года.
На переговорах в Женеве американская делегация не проявила готовности обсуждать два из трёх ключевых российских требований: об отказе НАТО от дальнейшего расширения и об отводе американских сил и вооружений из Восточной Европы. Переговоры на уровне Россия—НАТО показали, что в НАТО не намерены отказываться от своей политики «открытых дверей» и не готовы отводить силы и инфраструктуру на позиции 1997 года, как того требует Москва.
26 января в МИД РФ был передан письменный ответ США на предложения России по безопасности. 1 февраля президент РФ Владимир Путин на пресс-конференции после переговоров с премьер-министром Венгрии Виктором Орбаном заявил, что Москва внимательно анализирует ответы США и НАТО по российским предложениям о гарантиях безопасности и видит, что её принципиальные озабоченности оказались проигнорированы: «Мы не увидели адекватного учёта трёх наших ключевых требований, касающихся недопущения расширения НАТО, отказа от размещения ударных систем вооружения вблизи российских границ, а также возврата военной инфраструктуры блока в Европе к состоянию 1997 года, когда был подписан основополагающий акт Россия-НАТО».
2 февраля испанская газета El Pais опубликовала конфиденциальные ответы США и НАТО на российские предложения. Из них следует, что США и НАТО отвергли ключевые требования России по гарантиям безопасности, но готовы к диалогу с ней по контролю над вооружениями и предотвращению военных инцидентов.
В ответе НАТО было заявлено, что альянс не намерен отказываться от политики «открытых дверей», поскольку считает, что страны вправе самостоятельно выбирать альянсы и способы обеспечения своей безопасности. В документе ничего не говорилось о готовности отвести силы на какие-либо прежние позиции и предоставить России гарантии неразмещения ударных средств где бы то ни было. Наоборот, в нём содержалось множество встречных требований к России:
- незамедлительно отвести вооружённые силы от границы Украины, а также вывести войска из Украины, Грузии и Республики Молдова, «где они находятся без согласия принимающей страны»;
- воздержаться от угрозы применения силы, агрессивной риторики и зловредной деятельности, направленной против членов НАТО;
- отказаться от проведения испытаний противоспутникового оружия;
- возобновить имплементацию Договора об обычных вооружениях в Европе и согласиться на модернизацию Венского документа;
- начать переговоры с США и НАТО о контроле над вооружениями, включая ракеты средней и меньшей дальности[368].

В ответе США было сказано, что Вашингтон нацелен работать с Москвой «над достижением взаимопонимания в вопросах безопасности» и в том числе готов подписать с нею юридически оформленные договорённости, «чтобы снять соответствующие озабоченности». В частности, США предложили России обсудить взаимные меры транспарентности и обязательства воздерживаться от размещения на территории Украины наступательных наземных ракетных систем и сил постоянного базирования с боевыми задачами. США выразили готовность изучить возможности для расширения режима уведомлений об учениях и меры по снижению ядерной опасности, в том числе в отношении стратегических бомбардировщиков — носителей ядерного оружия, а также обсудить дополнительные меры по предотвращению инцидентов на море и в воздухе, которые могут произойти в ходе военных учений. Кроме того, в документе было сказано о готовности американской стороны обсудить с Россией разногласия по контролю над обычными вооружениями. США также выразили готовность к переговорам о размещении в Европе ракет средней и меньшей дальности, к обсуждению механизма прозрачности для подтверждения отсутствия крылатых ракет Tomahawk в местах размещения установок Aegis Ashore в Румынии и Польше при условии, что Россия обеспечит взаимные условия транспарентности в отношении двух выбранных США баз ракет наземного базирования на своей территории. Отдельно было подчёркнуто, что США готовы «незамедлительно» начать с Россией разговор о новых мерах по Договору об ограничении стратегических наступательных вооружений.
Авторы документа неоднократно указывали, однако, что Вашингтон будет вести диалог с Москвой в координации с союзниками по НАТО и другими партнёрами, а также недвусмысленно заявили, что США не откажутся от поддержки политики «открытых дверей» НАТО. Вашингтон, как отмечалось в послании, готов обсуждать с Москвой принцип неделимости безопасности, закреплённый в документах ОБСЕ, но выделяет ту её часть, где говорится о «неотъемлемом праве каждого государства свободно выбирать или менять меры обеспечения безопасности, в том числе договоры и союзы».

#### Война на Украине
15 августа 2022 года Владимир Путин обвинил США в попытке «затянуть» конфликт на Украине и осудил недавний визит на Тайвань спикера Палаты представителей Нэнси Пелоси. Российский президент осудил «глобалистские элиты», которые, по его словам, «провоцируют хаос, разжигают старые и новые конфликты», а также пытаются «сохранить гегемонию и власть, ускользающие из их рук.».
В сентябре 2022 США обвинили Россию в том, что та потратила более 300 миллионов долларов, для влияния на зарубежных политиков. Представитель Госдепартамента Нед Прайс назвал такое финансирование зарубежных политических партий «посягательством на суверенитет». Associated Press сообщило, что несмотря на то, что США в своей истории также тайно финансировали политические группы и несли ответственность за усилия по свержению иностранных правительств, чиновник Госдепартамента отверг подобные сравнения, сославшись на запрет, установленный в администрации.
20 октября 2022 года МИД России обвинил США в том, что они препятствуют экспорту сельскохозяйственной продукции и удобрений из России, создавая таким образом угрозу глобальной продовольственной безопасности. Reuters отметило, что несмотря на то, что санкции США не были направлены непосредственно на экспорт сельскохозяйственной продукции из России, однако меры в отношении российской судоходной, страховой, логистической и платежной инфраструктуры мешают России экспортировать важнейшие удобрения и химикаты.
9 ноября 2022 года представитель России заявил, что промежуточные выборы в США не улучшат отношения между Москвой и Вашингтоном, которые были охарактеризованы как плохие. Дмитрий Песков также отверг обвинения во вмешательстве в прошедшие выборы, заявив, что они успели стать привычными.
13 ноября 2022 года Bloomberg сообщил, что Россия и США не смогли договориться о формулировках совместного заявления по итогам многостороннего саммита в Камбодже. Министр иностранных дел России Сергей Лавров обвинил в отсутствии коммюнике США и их союзников, назвав предложенные формулировки относительно ситуации на Украине абсолютно неприемлемыми.
1 декабря Bloomberg проинформировал, что президент США Джо Байден заявил о готовности к переговорам с президентом России Владимиром Путиным. Заявление было сделано на совместной пресс-конференции с президентом Франции Эммануэлем Макроном. Было отмечено, что ранее Байден неоднократно заявлял о недопустимости подобных переговоров без участия Украины.

#### Прочее
14 ноября Al-Jazeera сообщила, что директор ЦРУ Уильям Бернс встретился со своим российским коллегой главой Службы внешней разведки России Сергеем Нарышкиным в Анкаре. По заявлению официального представителя Кремля Дмитрия Пескова, переговоры действительно имели место и состоялись по инициативе американской стороны.
28 ноября 2022 года Reuters со ссылкой на временного поверенного в делах посольства США в Москве Элизабет Руд, сообщил о контактах между Россией и США по вопросам ядерной безопасности. Дипломат заявила, что у стран имеются способы управления ядерными рисками на уровне спецслужб и что именно это было целью прошедшей ранее встречи директора ЦРУ Бернса с главой СВР Сергеем Нарышкиным.
30 марта 2023 года Reuters сообщил, что московский суд постановил арестовать журналиста Wall Street Journal Эвана Гершковича на два месяца по обвинению в шпионаже. По заявлению ФСБ его задержали с поличным, детали не уточнялись. Администрация президента США Джо Байдена выразила обеспокоенность ситуацией. Правозащитные группы потребовали освобождения Гершковича. По оценке агентства, этот случай ухудшит и без того тяжелые отношения между Москвой и Вашингтоном.
2 апреля 2023 года поздно вечером, МИД России заявил, что за давлением украинских властей на УПЦ МП стоят США. Захват Киево-Печерской Лавры был назван неправомерным и аморальным.
26 мая 2023 года Джо Байден заявил о крайне негативной реакции на сообщения о планах размещения Россией тактического ядерного оружия на территории Белоруссии. Госдепартамент США осудил российский план размещения ядерного оружия. Посольство России сделало в ответ заявление, в котором утверждалось, что предпринятые действия являются суверенным правом России и Белоруссии и направлены на обеспечение безопасности в условиях развязанной США гибридной войны. Подчеркивалось также, что предпринимаемые меры полностью соответствуют международно-правовым обязательствам России.

### Российско-американские отношения при Трампе и Путине (с 2025)
С самого начала российско-украинской войны в 2022 году Дональд Трамп призывал стороны конфликта к мирному урегулированию. В случае победы на президентских выборах 2024 года он предполагал организовать прямые переговоры Москвы и Киева, которые «дадут результат в течение суток». Трамп считал, что Украине придётся поступиться притязаниями на Крым и Донбасс, чтобы остановить конфликт. Трамп неоднократно критиковал своего предшественника Джо Байдена за военную помощь Украине и считал, что «неудачный вывод войск США из Афганистана подтолкнул [президента России] Владимира Путина начать военные действия на Украине». По мнению Трампа, Байден поддержкой Украины «систематически, но, возможно, неосознанно» подталкивал мир к Третьей мировой войне.
12 февраля 2025 года на фоне активной дипломатической деятельности вокруг российско-украинского конфликта состоялся ряд важных событий. В Брюсселе состоялась первая после второй инаугурации Трампа встреча стран контактной группы по обороне Украины, в которой впервые председательствовала Великобритания, а не США. На заседании контактной группы министр обороны США Пит Хегсет заявил, что возвращение Украины к границам до 2014 года является «нереальной целью» в мирном урегулировании, добавив, что любая попытка вернуть всю территорию «только продлит войну и вызовет больше страданий». Хегсет призвал европейские страны «выйти на арену» и взять на себя больше ответственности за безопасность континента, подчеркнув, что США не смогут направить войска в Украину в качестве миротворцев. Параллельно с этим в Киев прибыл министр финансов США Скотт Бессент для передачи украинской стороне проекта соглашения по редкоземельным металлам, согласно которому Украина соглашается передать Вашингтону доступ к металлам на 500 млрд долл. США. В тот же день состоялся первый публичный телефонный разговор Дональда Трампа и Владимира Путина, которые положили начало двусторонним переговорам по решению российско-украинского конфликта.

## Экономические отношения
В 2005 году двусторонний товарооборот достиг 19,2 млрд долларов, при этом российский экспорт составил 15,3 млрд, а импорт США — 3,9 млрд долларов.
В 2005 году поставки в США российской нефти и нефтепродуктов достигли уровня 466 тыс. баррелей в день. В числе основных проектов находились «Сахалин-1» и Каспийский трубопроводный консорциум. На непроизводственную сферу приходилась четверть прямых инвестиций США, направлявшихся в первую очередь в банковскую и страховую деятельность, а также в сферу информационных услуг.
Прямые российские инвестиции в американскую экономику на тот период превышали 1 млрд долл. В США работали российские компании «Лукойл», «Норильский никель» (завод по производству металлов платиновой группы), «Северсталь» (компания по производству стали), «ЕвразГруп» (завод по производству ванадия), «Интеррос» (водородная энергетика) и некоторые другие.
Развивалось сотрудничество в сфере высоких технологий, инновационной деятельности и информатики. Был создан российско-американский Инновационный совет по высоким технологиям, работал Межправительственный комитет по науке и технике. Ведущие компании аэрокосмической отрасли США — Боинг, Локхид Мартин, Пратт энд Уитни — на протяжении многих лет активно взаимодействуют с российскими предприятиями в рамках проектов по МКС, космическим запускам, производству авиадвигателей.
Американские компании проявляли значительный интерес к развитию торгово-экономического сотрудничества с регионами России. В частности, было создано «Российско-американское тихоокеанское партнёрство», объединившее представителей бизнеса, науки, общественных кругов, федеральных и региональных властей Дальнего Востока России и Западного побережья США.
В марте 2014 года американская администрация стала инициатором введения санкций с целью международной изоляции России в связи с аннексией Крыма Россией. Под давлением США к санкциям присоединились страны Евросоюза и некоторые другие государства. Первый пакет санкций предусматривал замораживание активов и введение визовых ограничений для лиц, включённых в специальные списки, а также запрет американским компаниям поддерживать деловые отношения с лицами и организациями, включёнными в списки. Помимо указанных ограничений, было также предпринято сворачивание контактов и сотрудничества с Россией и российскими организациями в различных сферах. Последующее расширение санкций (апрель-май) было связано с обострением ситуации на востоке Украины. Следующий виток санкций был связан с катастрофой Boeing 777 в Донецкой области 17 июля 2014 года, причиной которой, по мнению руководства ряда государств, стали действия повстанцев, поддерживаемых Россией. Летом 2014 года начали вводиться санкции в отношении ключевых секторов российской экономики, предприятий нефтегазового и оборонно-промышленного комплекса.
3 октября 2014 года США исключили Россию из списка развивающихся стран и из Генеральной системы торговых преференций, после чего российские товары, импортируемые в США, стали облагаться налогами в общеустановленном порядке.
В декабре 2014 года были введены экономические санкции против Крыма. С 2016 года США начали применять в отношении России секторальные санкции против предприятий нефтегазовой, металлургической, горнодобывающей отраслей, энергетики, железнодорожного транспорта и финансового сектора.
По оценкам Ассошиэйтед Пресс импорт из России в США с февраля 2022 года составил около 1 млрд долларов в месяц. Отмечается, что Россия является ключевым экспортёром таких металлов, как алюминий, сталь и титан, отказ от них принёс бы вред США, поэтому их поставки продолжаются.
В августе 2022 года турецкие СМИ сообщили о том, что американские компании, ушедшие из России, ищут способы обойти санкции в отношении РФ через Турцию. Многие американские компании предлагают местным компаниям вести совместный бизнес в обмен на комиссионные и таких обращений становится все больше. По данным издания Yeni Şafak со ссылкой на источники в турецких бизнес-кругах, предприятия из США хотят продолжать покупать в России: нефтехимическую продукцию, драгоценные металлы и камни, зерно, железо и сталь, удобрения и неорганические химические вещества, алкогольные напитки и прочее. Издание отмечает, что сейчас американские компании, приобретая продукцию из РФ, ведут свой бизнес по схеме Россия-Турция-Дубай-США.
10 ноября 2022 года Министерство торговли США сообщило о решении Вашингтона не классифицировать российскую экономику как рыночную (этот статус был присвоен экономике России в 2002 году). В качестве причины министерство обозначило «широкое вмешательство» российского правительства в экономику.

## Диалог о правах человека
Должностные лица США регулярно делают публичные заявления о соблюдении прав человека в России. Государственный департамент США ежегодно выпускает доклады о положении с правами человека в странах мира; Министерство иностранных дел России, со своей стороны, в 2005—2013 годах реагировало собственными комментариями на содержащиеся в этих докладах оценки соблюдения прав человека в России В 2008, 2009 и 2013 гг. МИД РФ также комментировал оценки, содержавшиеся в ежегодных докладах Государственного департамента США о свободе вероисповедания в странах мира.
В 2011 году МИД России выпустил доклад о правах человека в ряде стран, начинавшийся с раздела о США. В ответ пресс-секретарь Госдепартамента США, не комментируя конкретных утверждений доклада, заявил, что США не считают вмешательством во внутренние дела критику по вопросам прав человека со стороны иностранных государств. В 2012 году МИД РФ выпустил особый доклад по США. Тогдашний официальный представитель Госдепартамента США Виктория Нуланд прокомментировала это так: «мы — открытая книга и хотим продолжать улучшать наше общество; открытость для наблюдения со стороны мира у нас не вызывает озабоченности».
Сенат Конгресса США в 2011 и 2013 годах проводил слушания о соблюдении прав человека и верховенстве права в РФ, Госдума Федерального собрания РФ в октябре 2012 года проводила слушания о правах человека в США.

## Сотрудничество в области культуры
Культурное сотрудничество между Россией и США осуществляется на основе Меморандума о взаимопонимании между правительствами России и США о принципах сотрудничества в области культуры, гуманитарных и общественных наук, образования и СМИ от 2 сентября 1998 года.
В 1999 году в Вашингтоне был открыт Российский центр науки и культуры.
Сотрудничество с российскими музеями, культурными центрами, художественными коллективами и артистами осуществлялось на базе индивидуальных проектов и контрактов, прямых связей между организациями, гражданами, учреждениями культуры и образования.
Одно из основных мест в российско-американском культурном сотрудничестве занимает проект долгосрочного сотрудничества между Фондом Гуггенхайма и Государственным музеем «Эрмитаж». Его основной целью является представление на постоянной основе экспозиций произведений классического искусства из собрания Эрмитажа в музеях Гуггенхайма и, соответственно, представление коллекций западного искусства XX века в залах Эрмитажа. В октябре 2001 года в Лас-Вегасе открылся музей Гуггенхайм-Эрмитаж.
В 2001—2003 годах в США прошла серия культурных мероприятий в связи с 300-летним юбилеем Санкт-Петербурга в целях его популяризации как центра мировой культуры и привлечения внимания американской общественности к культурному наследию Петербурга.
Активно развивались связи по линии Библиотеки Конгресса США, в том числе в рамках реализации программы для российских управленческих кадров «Открытый мир», которая была учреждена в 1999 году по инициативе директора Библиотеки Джона Биллингтона. По этой программе в США с краткосрочными ознакомительными поездками побывало несколько тысяч молодых российских политиков, предпринимателей и общественных деятелей. Был запущен совместный проект Библиотеки Конгресса и Мариинского театра по модернизации архивных фондов театра.
С 2002 года Мариинский театр участвовал и в десятилетней программе сотрудничества с Центром сценических искусств имени Джона Кеннеди, в рамках которой осуществлялись ежегодные гастроли «Мариинки» в крупнейшем оперном театре США.
Согласно информации на сайте американского посольства в Москве, развитием контактов в области культуры занималось подразделение по культурным связям, входившее в отдел прессы и культуры посольства. При его поддержке в российских городах было создано около 30 американских центров и уголков, предоставляющих информацию об истории, культуре и образовании в США. До сентября 2015 года Американский центр в Москве располагался во Всероссийской государственной библиотеке иностранной литературы им. М. И. Рудомино. После того, как руководство библиотеки расторгло контракт с центром, он переехал в посольство. При участии отдела культуры в России проходят гастроли американских музыкантов и выступления лекторов. Отдел также помогает организовывать программы академических и профессиональных обменов.
Как утверждается, в результате кадровых сокращений дипломатических миссий США, произведённых летом 2017 года по требованию российских властей, подразделение по культурным связям пострадало больше других и фактически было распущено.